# Attische Vasenmalerei

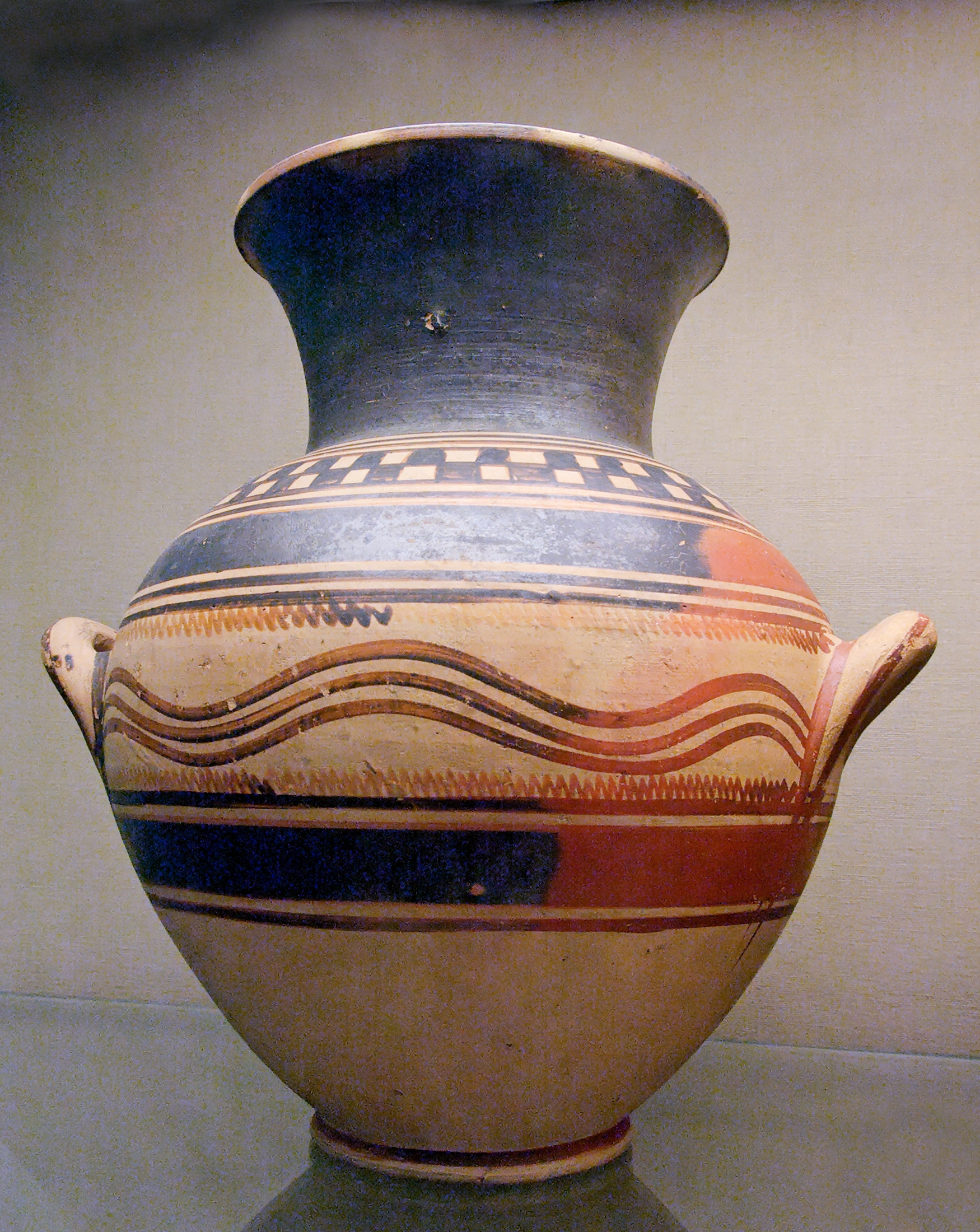
Protogeometrische Bauchhenkelamphore, um 950/900 v. Chr., gefunden wohl in Athen, heute im British Museum, London

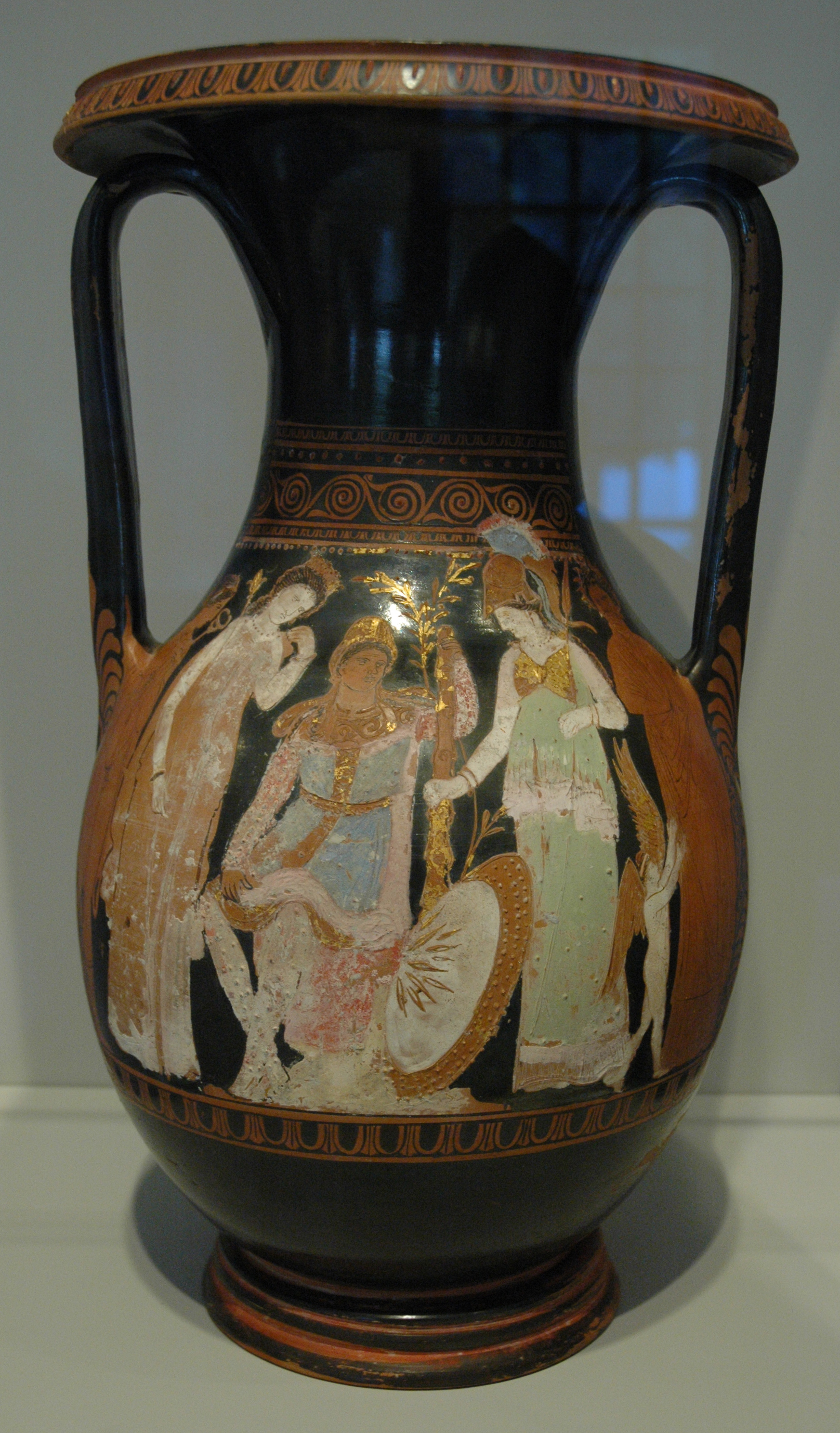
Urteil des Paris auf einer rotfigurigen Vase des Malers des Hochzeitszuges im Kertscher Stil, um 360 v. Chr., heute im J. Paul Getty Museum, Los Angeles

Die Attische Vasenmalerei ist der wichtigste und am besten erforschte regionale Stil der griechischen Vasenmalerei. Ab dem Übergang zur letzten Phase (Späthelladisch III C) der Mykenischen Kultur um 1200 v. Chr. bildete sich eine regionale attische Keramiktradition heraus. Über alle Stilformen, von der mykenischen Keramik des Späthelladikums III C über die Submykenische, Protogeometrische und Geometrische Keramik, den orientalisierenden und schwarzfigurigen Stil bis zur Rotfigurigen Vasenmalerei und den letzten Ausläufern figürlich oder ornamental bemalter Keramik etwa der Westabhangkeramik im 3. Jahrhundert v. Chr. war Athen und sein Umland Attika eines der griechischen Zentren der Produktion bemalter Keramik. Nicht selten war Athen hier ein einflussreicher Vorreiter und Impulsgeber für andere Regionen Griechenlands.

## Schwarzfigurige Vasenmalerei

### Pioniere

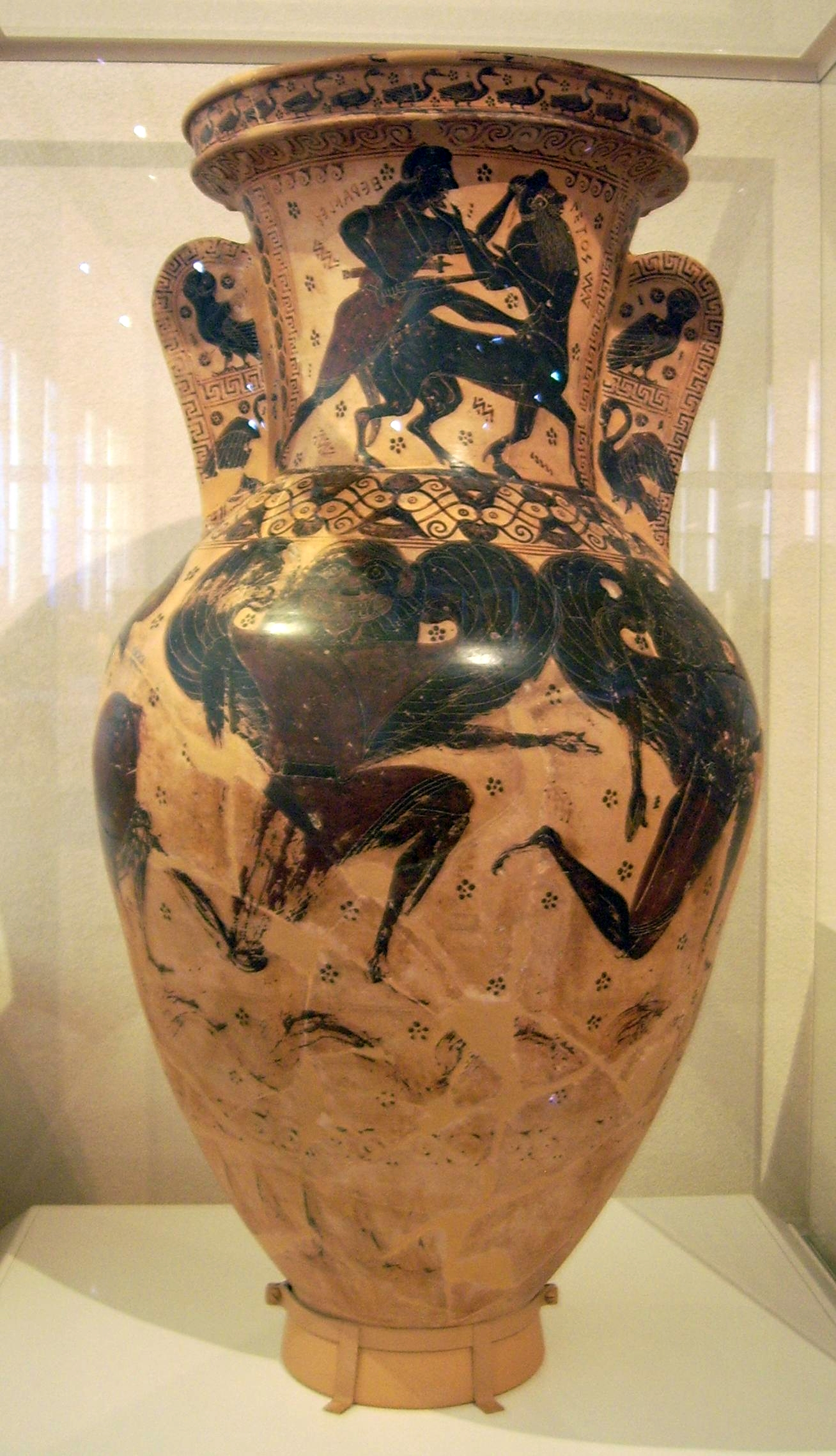
Namenvase des Nessos-Malers. Das Halsbild zeigt Herakles, wie er Nessos ersticht. Das Bauchbild zeigt die Begebenheiten um Perseus (nicht zu sehen) nachdem er die Medusa enthauptete. Sie liegt sterbend am Boden, während ihre Schwestern Sthele und Euryale Perseus fliegend über der See verfolgen. Um 620/610 v. Chr.; Archäologisches Nationalmuseum Athen

Mit mehr als 20.000 erhaltenen Stücken sind die attischen schwarzfigurigen Vasen nach den attisch-rotfigurigen Vasen der größte überlieferte Vasenkomplex. Die erste Verwendung der schwarzfigurigen Technik fällt noch in die Zeit der Protoattische Vasenmalerei in die Mitte des 7. Jahrhunderts v. Chr. Unter dem Einfluss der zu dieser Zeit qualitätvollsten Keramik aus Korinth wechselten die attischen Vasenmaler in der Zeit ab etwa 635 v. Chr. bis zum Ende des Jahrhunderts zur neuen Technik. Zunächst orientierten sie sich stark an den Methoden und Motiven der korinthischen Vorbilder. Am Beginn steht der Maler von Berlin A 34, der als erster individueller Künstler erkannt wurde. Der erste Künstler mit einem individuell fassbaren Stil war der Nessos-Maler. Er schuf mit der Nessos-Vase das erste herausragende Stück des attisch-schwarzfigurigen Stils. Er war gleichzeitig ein früher Meister des Tierfriesstiles in Attika. Eine seiner Vasen war zudem die erste bekannte attische Vase, die nach Etrurien exportiert wurde. Zudem sind von ihm die ersten Darstellungen der Harpyen und der Sirenen in der attischen Kunst. Anders als die korinthischen Vasenmaler nutzte der Nessos-Maler doppelte und sogar dreifache Ritzlinien, um die Teile der tierischen Anatomie besser zeigen zu können. Die doppelt geritzte Schulterlinie sollte zu einem kennzeichnenden Charakteristikum der attischen Vasen werden. Früh wurden auch die Möglichkeiten großer Vasen, etwa der Bauchamphora, als Bildträger erkannt. Weitere bedeutende Maler der Pionierzeit waren der Piräus-Maler, der Bellerophon-Maler und der Löwen-Maler.

### Frühattische Vasen

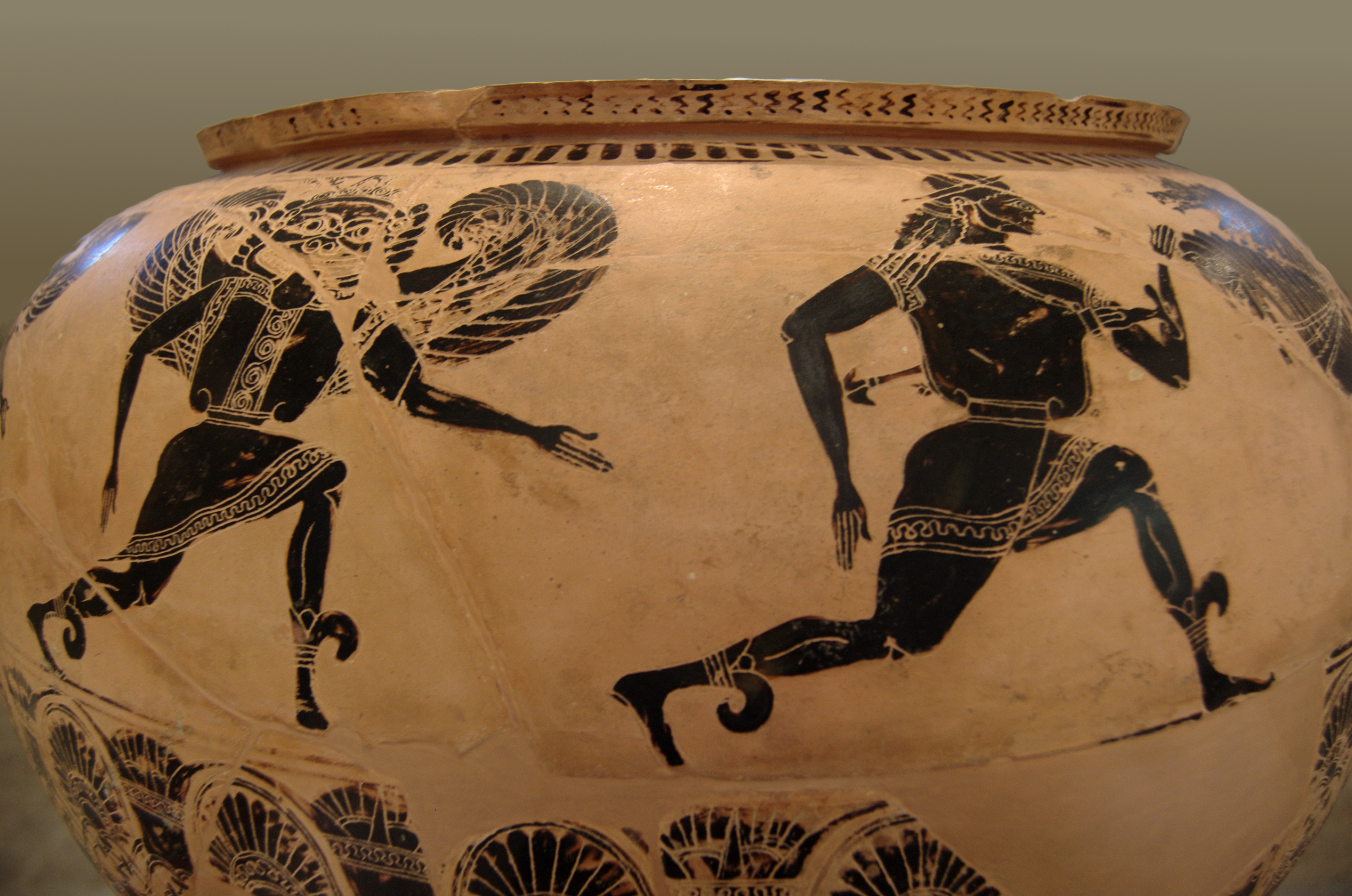
Namenvase (Dinos) des Gorgo-Malers. Perseus wird von den Gorgonen verfolgt, um 580 v. Chr., Louvre

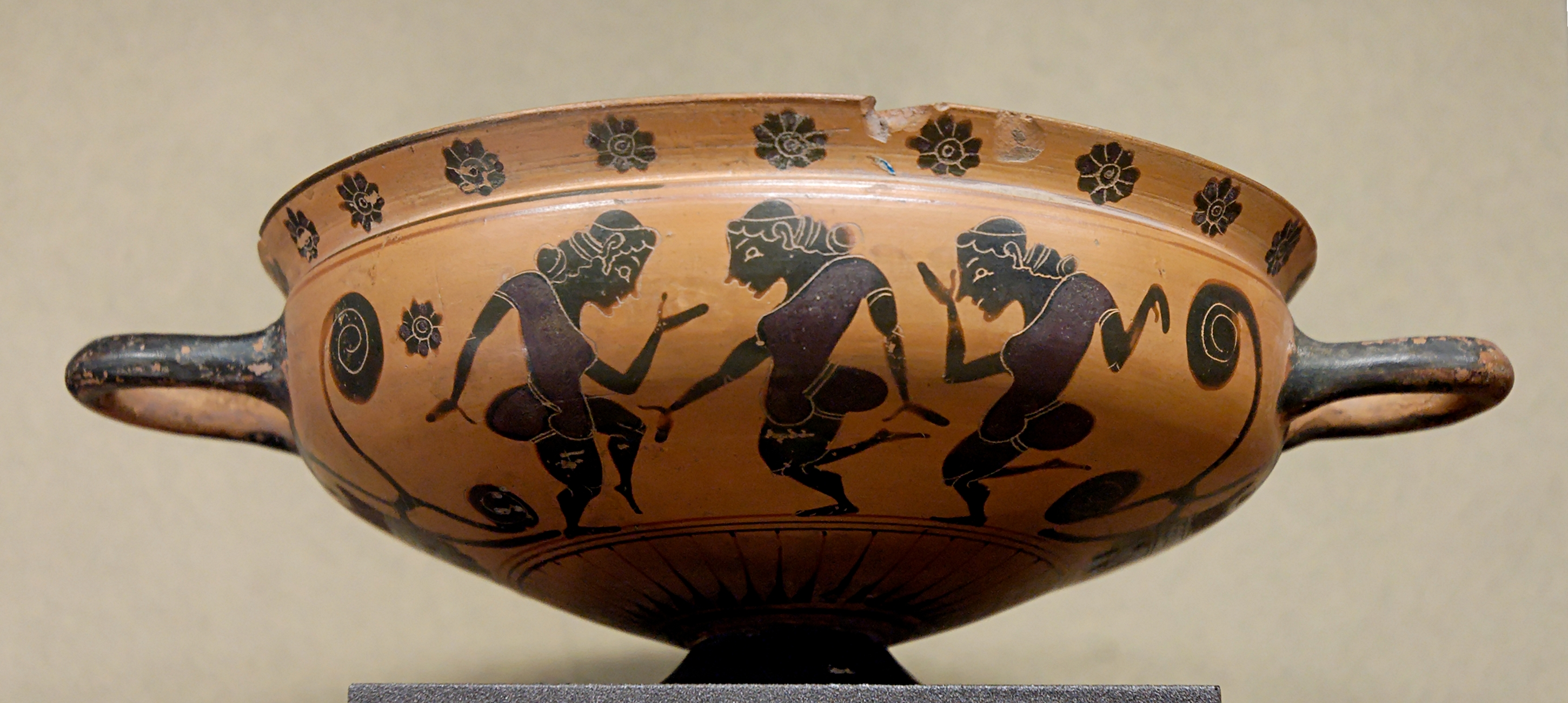
Komosszene auf einer Komastenschale des KY-Malers, um 570 v. Chr., Louvre

Um das Jahr 600 v. Chr. hatte sich der schwarzfigurige Stil in Athen etabliert. Eine frühe Eigenentwicklung der Athener war die Pferdekopf-Amphore. Sie bekamen ihren Namen wegen der Pferdeköpfe, die in einem Bildfenster gezeigt wurden. Die Entwicklung des Bildfensters sollte auch in der folgenden Zeit viel verwendet werden und später selbst in Korinth rezipiert werden. Aus dem Umkreis der Pferdekopf-Amphoren stammten der Kerameikos-Maler und der Gorgo-Maler. Die Orientierung an Korinth wurde nicht nur beibehalten, sondern intensiviert. Der Tierfries wurde als allgemein verbindlich anerkannt und zumeist genutzt. Dies hatte nicht nur stilistische, sondern auch wirtschaftliche Gründe. Denn Athen konkurrierte nun mit Korinth um Absatzmärkte. Attische Vasen wurden ins Schwarzmeergebiet, Libyen, Syrien, Unteritalien und Spanien sowie innerhalb des griechischen Mutterlandes verkauft. Neben der Orientierung an Korinth zeigten die Athener jedoch auch eigene Entwicklungen. So entstand zu Beginn des 6. Jahrhunderts v. Chr. die Lekythos des sogenannten „Deianeira-Typus“, eine langgestreckte, ovale Form. Wichtigster Maler der Frühzeit war der Gorgo-Maler (600–580 v. Chr.). Er war ein sehr produktiver Künstler, der selten mythologische Bilder oder menschliche Figuren zeigt und diese dann immer von Tieren oder Tierfriesen begleiten lässt. Andere seiner Vasen beschränken sich wie viele korinthische Vasen auf die Tierdarstellungen. Nach dem Gorgo-Maler sind vor allem Künstler aus der Komasten-Gruppe (585–570 v. Chr.) zu nennen. Die Gruppe verziert mit Lekanen, Kotylen und Kothonen für Athen neuartige Gefäße. Die wichtigste Neuerung ist jedoch die Einführung der Komastenschale, die neben den „Vorkomastenschalen“ der Oxford-Palmetten-Klasse am Beginn der Entwicklung der attischen Schale steht. Wichtigste Maler der Gruppe waren der ältere KX-Maler und der nicht ganz so talentierte KY-Maler, der jedoch den Kolonettenkrater in Athen einführte. Verziert werden diese für Gelage gedachten Gefäße häufig mit zum Thema passenden Komasten.

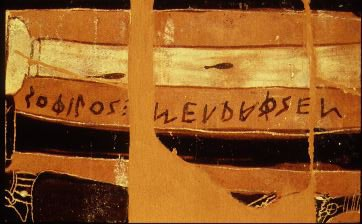
Signatur des Sophilos: Sophilos me egrafsen (Sophilos hat mich gemalt)

Der letzte bedeutende Vertreter der ersten Malergeneration war Sophilos (580–570 v. Chr.). Er ist der erste namentlich bekannte attische Vasenmaler. Insgesamt signierte er vier Vasen, davon drei als Maler, eine als Töpfer. Schon bei Sophilos zeigt sich, dass die Töpfer des schwarzfigurigen Stils auch Vasenmaler waren. Eine grundsätzliche Trennung beider Bereiche scheint es erst im Verlauf der Entwicklung des rotfigurigen Stils gegeben zu haben, wenngleich Spezialisierungen nicht auszuschließen sind. Sophilos ist mit seinen Beischriften sehr großzügig. Er war offenbar auf größere Gefäße spezialisiert, sind von ihm doch besonders Dinoi und Amphoren bekannt. Sophilos zeigt weitaus öfter als seine Vorgänger mythologische Szenen wie die Leichenspiele für Patroklos. Bei ihm beginnt der Niedergang des Tierfrieses, auch andere Ornamente wie Pflanzenornamente verlieren an Qualität, da ihnen nun weniger Aufmerksamkeit geschenkt wird. An anderer Stelle zeigt Sophilos jedoch, dass er ein ambitionierter Künstler war. Auf zwei Dinoi zeigt er die Hochzeit von Peleus und Thetis. Die Vasen entstand etwa zur selben Zeit wie die Françoisvase, die dasselbe Thema in Perfektion zeigt. Doch Sophilos verzichtet auf einem seiner beiden Dinoi alles Beiwerk in Form von Tierfriesen und vermischt auch nicht verschiedene Mythen auf mehreren Darstellungsebenen der Vase. Es ist die erste große griechische Vase, auf der auf mehreren untereinander angeordneten Abschnitten ein einzelner Mythos gezeigt wurde. Eine Besonderheit der Dinoi des Malers ist, dass er das Deckweiß für die Frauen nicht wie üblich auf den schwarzen Glanzton aufträgt, sondern direkt auf den Tongrund. Die Binnenzeichnungen und Konturen sind in einem matten Rot ausgeführt. Diese Technik findet sich sehr selten, in der Vasenmalerei findet sie sich nur in der Werkstatt des Sophilos. Daneben findet sie sich auf bemalten Holztafeln, die im 6. Jahrhundert v. Chr. im korinthischen Stil bemalt wurden. Sophilos bemalte auch einen der seltenen Kalyxe (eine spezielle Kelchvariante) und schuf die erste Serie von Grabtafeln. Er selbst oder einer seiner Nachfolger verzierte zudem den ersten erhaltenen Lebes Gamikos. Weitere nennenswerte Künstler der ersten Generation waren der Panther-Maler, der Anagyrus-Maler, der Maler der Dresdener Lekanis und der Polos-Maler.

### Hocharchaische Zeit

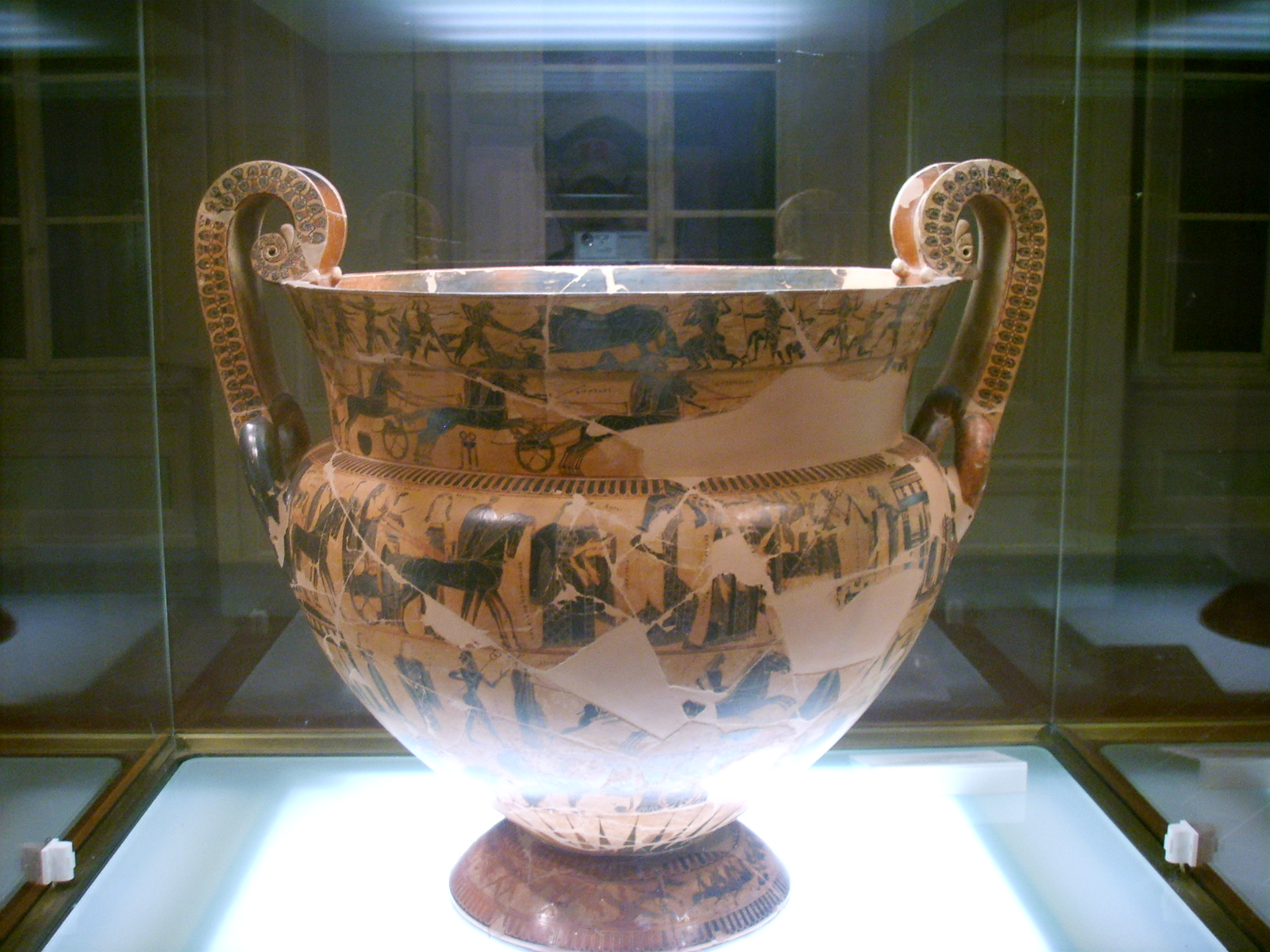
Françoisvase, um 570 v. Chr., Museo archeologico di Firenze

Ab etwa dem zweiten Drittel des 6. vorchristlichen Jahrhunderts v. Chr. wächst das Interesse der attischen Künstler an mythologischen Bildern und anderen Figurendarstellungen. Die Tierfriese treten nun zunehmend in den Hintergrund. Nur wenige Maler widmen sich ihnen mit größerer Sorgfalt, zumeist werden sie aus dem Blickzentrum in unbedeutendere Zonen der Vasen verbannt. Für diesen neuen Stil steht in besonderem Maße die Françoisvase des Töpfers Ergotimos und des Malers Kleitias (570–560 v. Chr.). Beide Künstler haben den Krater signiert. Sie kann als bekanntestes Werk der griechischen Vasenmalerei angesehen werden. Die Vase ist der erste bekannte Volutenkrater aus Ton. Auf mehreren Friesen werden verschiedene mythologische Begebenheiten geschildert, Tierfriese werden außerhalb des Hauptblickfeldes gezeigt. Auf der Vase erscheinen mehrere ikonografische und technische Details erstmals. Manche davon, etwa die Darstellung eines umgelegten Mastes eines Segelschiffes bleiben einmalig, andere, so sitzende Personen, die nun ein Bein zurücksetzen, anstatt beide Füße direkt nebeneinander stehen zu haben, werden Standard. Von Ergotimos und Kleitias sind weitere vier signierte, allerdings kleinere Vasen überliefert, zudem werden ihnen weitere Vasen und Fragmente zugeschrieben. Kleitias zeigt darauf weitere Neuerungen wie die erstmalige Darstellung der Geburt der Athene oder den Tanz auf Kreta.

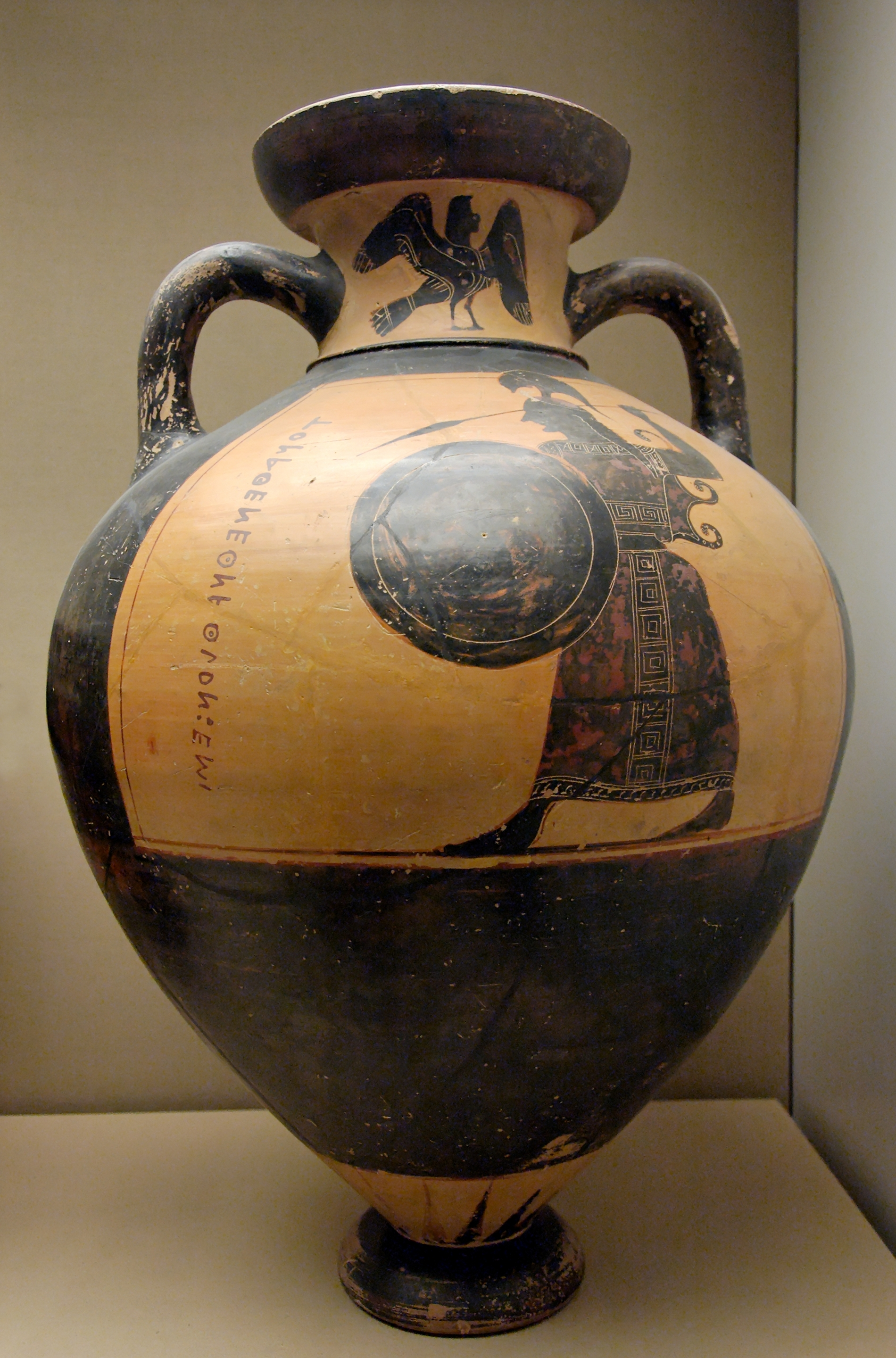
Panathenäische Preisamphora der Burgon-Gruppe (sogenannte Burgon-Amphora), Athene in Waffen zwischen zwei Säulen, 566/65 v. Chr., British Museum, London

Nearchos (565–555 v. Chr.) signierte als Töpfer und Maler. Er zeigte besonders gern große Figuren. Von ihm stammte die erste Darstellung des Anschirrens eines Wagens. Eine weitere seiner Neuerungen war das Auftragen des Zungenblattes unter der Vasenlippe auf einem weißen Untergrund. Weitere qualitätvolle Künstler waren der Maler von Akropolis 606 und der Ptoon-Maler, dessen bekanntestes Werk die sogenannte Hearst-Hydria ist. Ebenfalls von Bedeutung ist die Burgon-Gruppe, von der die erste vollständig erhaltene Panathenäische Preisamphora stammt (siehe unten).

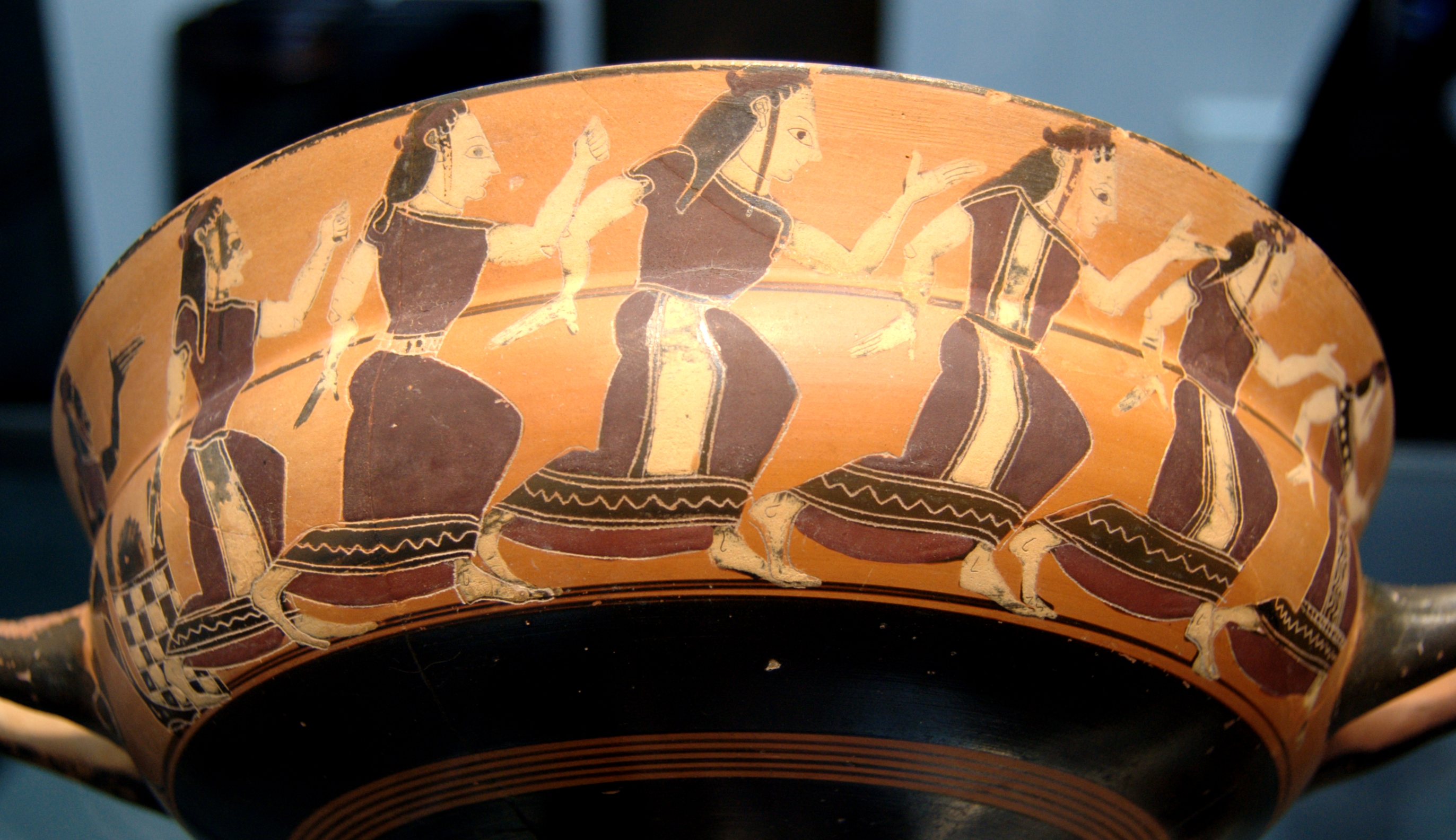
Raub der Thetis: Peleus dringt beim brennenden Altar ein, wo Nereiden tanzen, Knickfries-Sianaschale des C-Malers, um 560 v. Chr., Staatliche Antikensammlungen

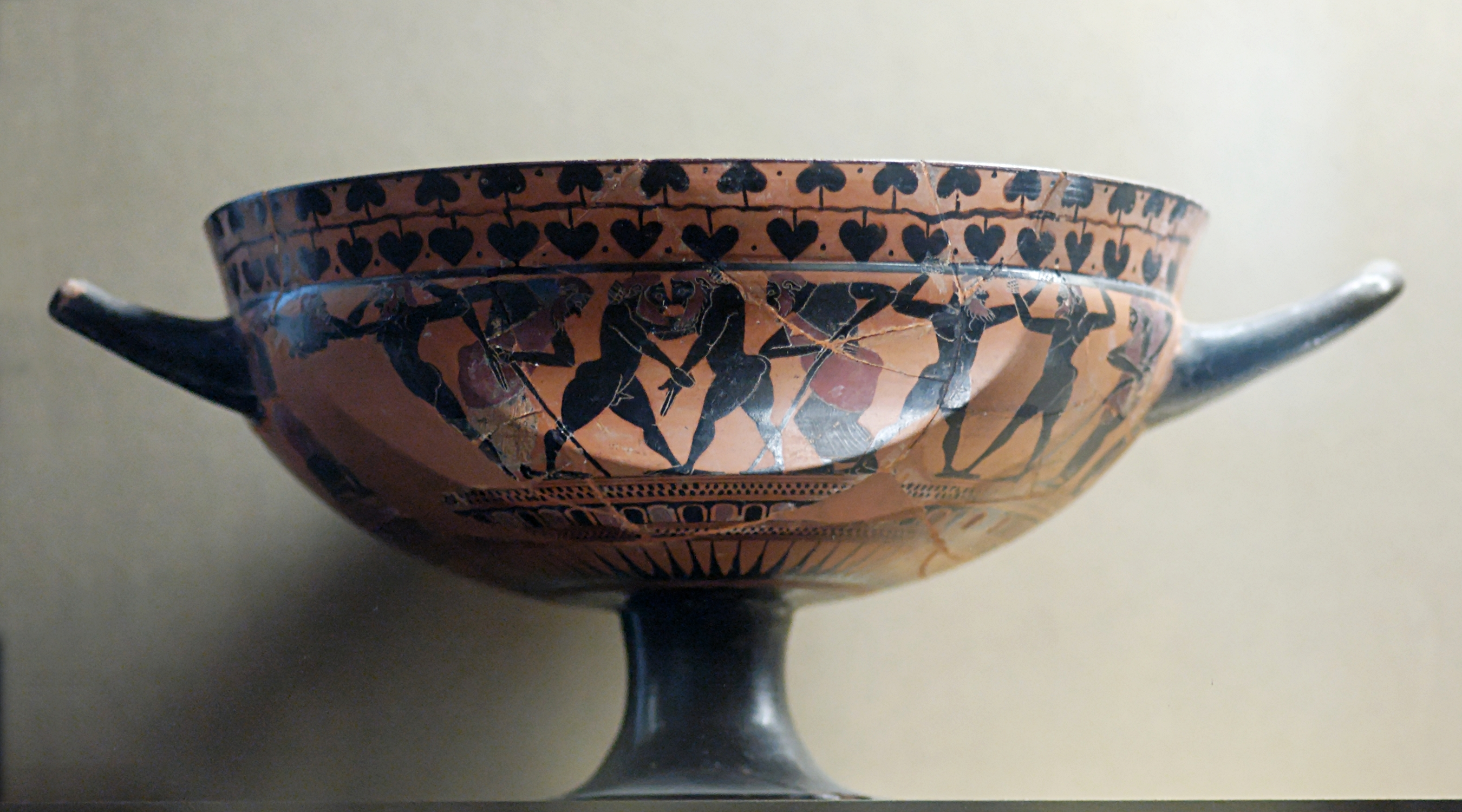
Boxer auf einer Doppeldecker-Sianaschale, in der Art des Heidelberg-Malers, um 575–550 v., Louvre

Aus der Komastenschale entwickelte sich ab etwa 575 v. Chr. die Sianaschalen. Während die Komasten-Gruppe neben den Schalen auch andere Formen produzierte, entwickelten sich seit dem ersten bedeutenden Vertreter der Sianaschalen, dem C-Maler (575–555 v. Chr.) eine Spezialisierung einiger Handwerker auf die Schalenproduktion. Die Schalen haben einen höheren Rand als ihre Vorgänger und einen trompetenförmigen Fuß an einem relativ kurzen hohlen Stiel. Die Innenseite der Schale wird nun erstmals in der attischen Vasenmalerei mit gerahmten Bildern (Tondo) verziert. Es gab zwei Arten der Verzierung. Bei der „Doppeldecker“-Verzierung wurden Schalenbecken und Lippe getrennt bemalt, bei der „Knickfries“-Variante wird das Bild über beide Ebenen des Vasenkörpers gemalt. Seit dem 2. Viertel des 6. Jahrhunderts v. Chr. lässt sich nicht zuletzt auf Schalen ein gesteigertes Interesse für Athletenbilder erkennen. Ein weiterer bedeutender Sianaschalenmaler war der Heidelberg-Maler. Auch er bemalte fast nur Sianaschalen. Sein beliebtestes Motiv war der Heros Herakles. Der Heidelberg-Maler zeigte ihn als erster attischer Maler mit dem Erymanthischen Eber, mit Nereus, Busiris und im Garten der Hesperiden. Am Ende der Sianaschalen steht der Kassandra-Maler, der mittelgroße Schalen mit hohen Füßen und Rändern verzierte. Er ist jedoch vor allem als erster Maler von Kleinmeister-Schalen von Bedeutung. Zeitgleich mit den Sianaschalen wurden Knopfhenkelschalen produziert. Ihre Henkel in der Form zweizinkiger Gabeln endeten in einer Form, die an einen Knopf erinnern. Ihnen fehlte der abgesetzte Rand, zudem hatten sie ein tieferes Becken und einen höheren und schlankeren Fuß.

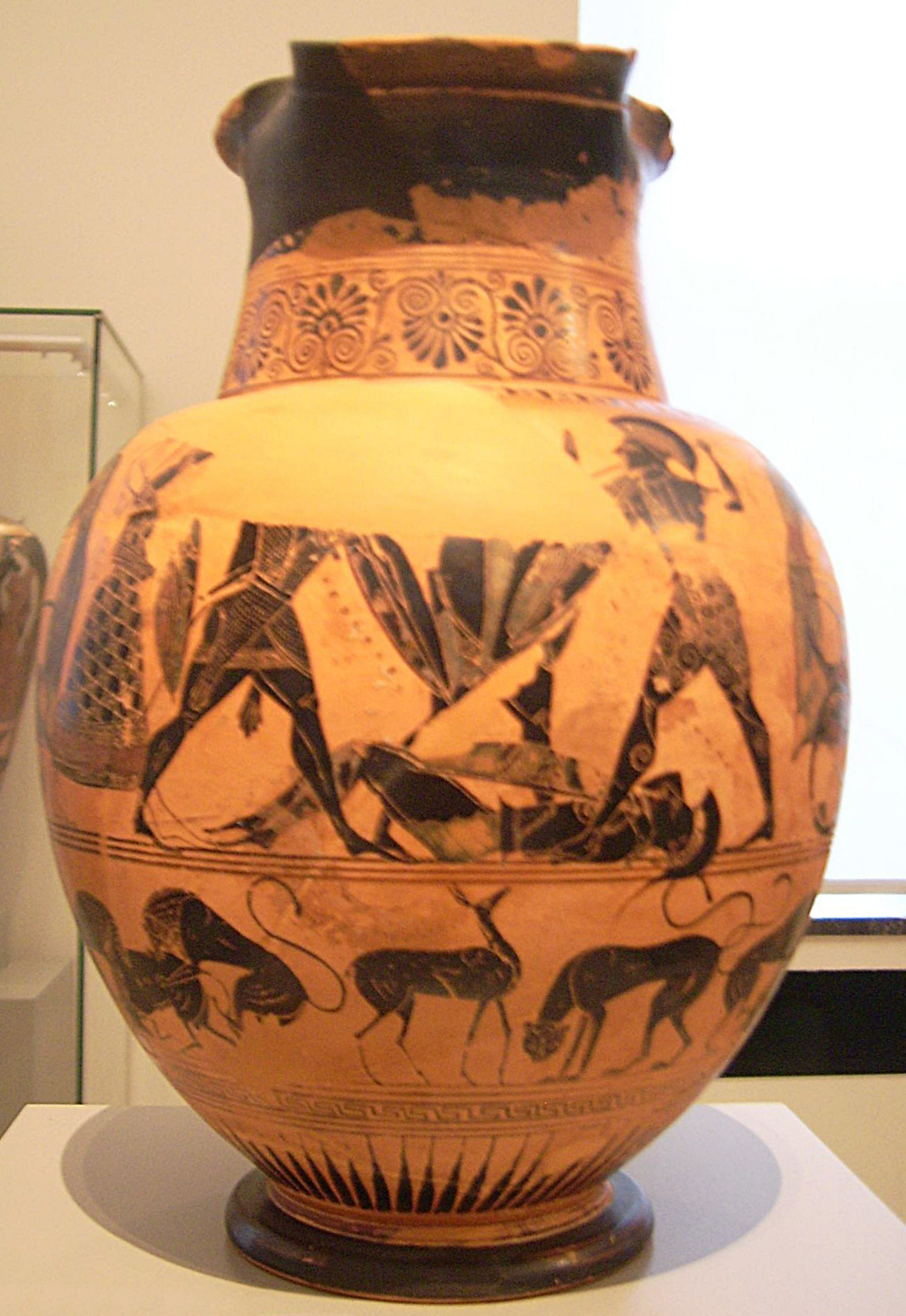
Herakles und Ares kämpfen über dem Leichnam des Kyknos, im unteren Register ein Tierfries, vom Töpfer Kolchos signiert, dem Maler Lydos zugewiesen, attische Weinkanne, um 560 v. Chr., gefunden in Vulci, heute in der Antikensammlung Berlin/Altes Museum

Der letzte herausragende Maler der hocharchaische Zeit war Lydos (560–540), der zwei seiner überlieferten Werke mit ho Lydos – der Lyder signierte. Er oder seine direkten Vorfahren stammten wohl aus Kleinasien, doch genoss er seine Ausbildung zweifelsohne in Athen. Ihm werden heute mehr als 130 der erhaltenen Vasen zugeschrieben. Eines seiner Bilder auf einer Hydria zeigt die erste bekannte attische Darstellung des Kampfes zwischen Herakles und Geryon. Lydos zeigt Herakles als Erster mit dem in der Folgezeit für die attische Kunst typische Löwenfell. Weiterhin zeigt er die Gigantomachie auf einem Dinos, der auf der Athener Akropolis gefunden wurde und Herakles mit Kyknos. Lydos verzierte verschiedenste Bildträger, neben Hydrien und Dinoi auch Teller, Schalen (Knickfries-Sianaschalen), Grabtafeln, Kolonettenkratere und Psyktere. Lydos' Werke zu erkennen ist bis heute recht schwer, da sie sich häufig nur schwer von denen aus seinem Umfeld unterscheiden. Der Stil ist recht homogen, die Qualität schwankt bei ihnen jedoch sehr. Nicht immer sind die Zeichnungen sorgfältig ausgeführt. Wahrscheinlich war Lydos der Vorarbeiter in einer sehr produktiven Werkstatt des Athener Töpferviertels. Er war wohl der letzte attische Vasenmaler, der auf großen Vasen Tierfriese zeigte. Steht er hier noch in der Tradition Korinths, sind seine Figurenzeichnungen ein Glied in der Kette von Vasenmalern, die von Kleitias über Lydos und den Amasis-Maler bis zu Exekias führen. Hier trägt er die attische Entwicklung mit und prägt sie nachhaltig.

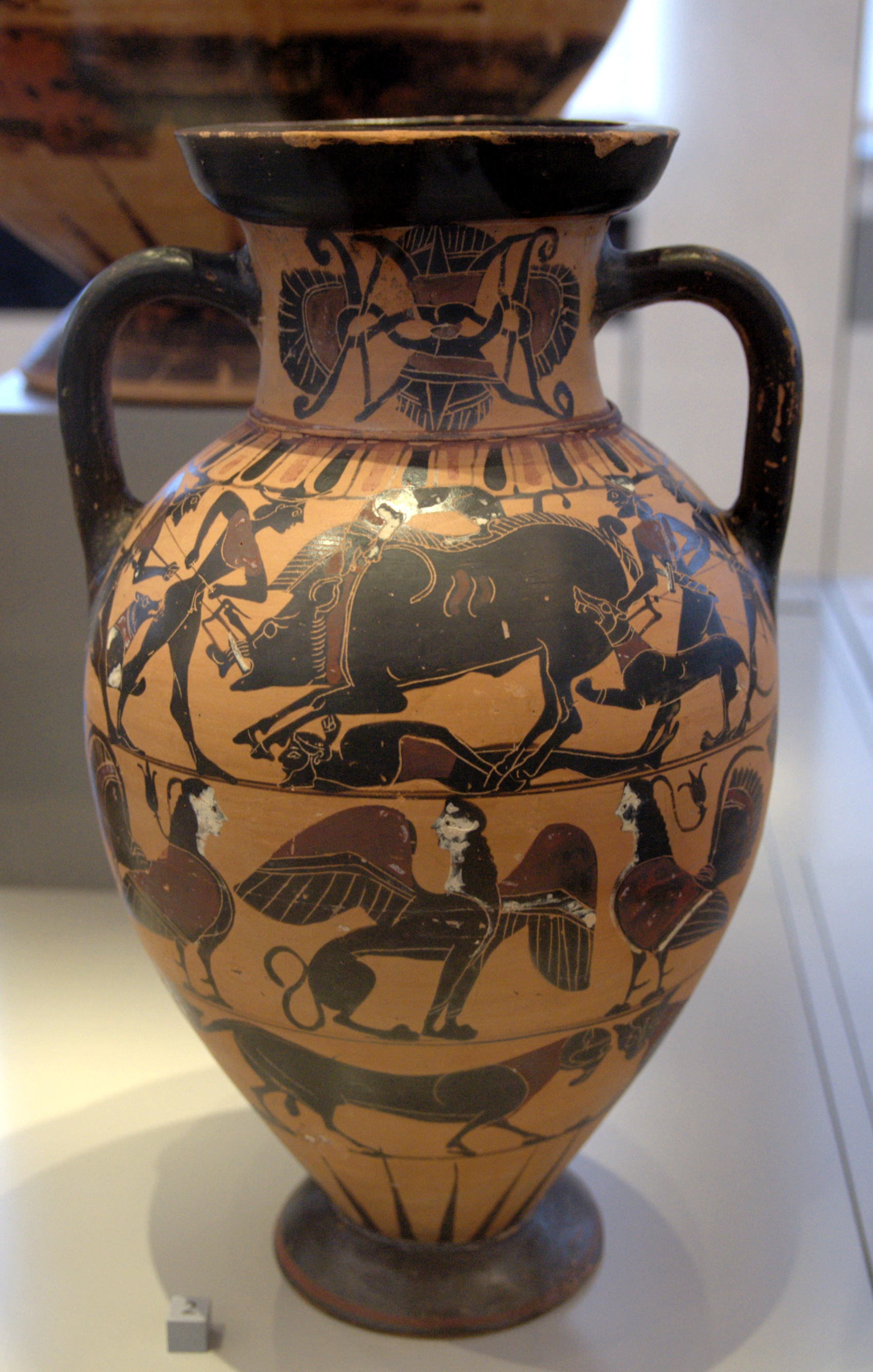
Möglicherweise wird die Kalydonische Eberjagd im oberen Fried dieser Tyrrhenischen Amphora gezeigt, die dem Timiades-Maler oder der Tyrrhenischen-Gruppe zugeschrieben wird, 560 v. Chr., aus Südetrurien, Antikensammlung Berlin/Altes Museum

Eine Sonderform der attischen Vasen der Zeit waren die sogenannten Tyrrhenischen Amphoren (550–530 v. Chr.). Dabei handelte es sich um eiförmige Halsamphoren, deren Dekoration nicht dem üblichen attischen Dekorationsschema der Zeit entsprach. Fast alle dieser etwa 200 bekannten Vasen wurden in Etrurien gefunden. Der Körper der Amphoren ist gewöhnlich in mehrere Friese unterteilt. Der oberste, der Schulterfries, zeigt im Allgemeinen eine gängige Darstellung aus dem Bereich der Mythologie. Manchmal kommt es auch zu seltenen Darstellungen, etwa der singulären Darstellung der Opferung der Polyxena. Zudem finden sich an der Stelle die ersten bekannten erotischen Bilder auf attischen Vasen. Häufig haben die Maler Tyrrhenische Amphoren mit diversen Beischriften versehen, die die gezeigten Personen benennen. Die restlichen zwei oder drei Friese wurden mit Tieren verziert, manchmal wurde auch einer durch ein Pflanzenband ersetzt. Der Hals ist meist mit einem Lotus-Palmettenkreuz oder -geschlinge bemalt. Die Amphoren sind recht farbig und erinnern an korinthische Produkte. Hier wurde offenbar vorsätzlich eine korinthische Form übernommen, um diese Vasen für den etruskischen Markt zu produzieren, wo dieser Stil gefragt war. Möglicherweise wurde diese Form nicht in Athen, sondern anderswo in Attika, unter Umständen sogar Außerhalb Attikas gefertigt. Bedeutende Maler waren der Castellani-Maler und der Goltyr-Maler.

### Die Meisterjahre
Die Zeit zwischen den Jahren 560 und dem Beginn der Rotfigurigen Vasenmalerei um 530/20 v. Chr. gilt als der Höhepunkt der schwarzfigurigen Vasenmalerei. Die besten und bedeutendsten Künstler nutzen alle Möglichkeiten, die der Stil bietet.

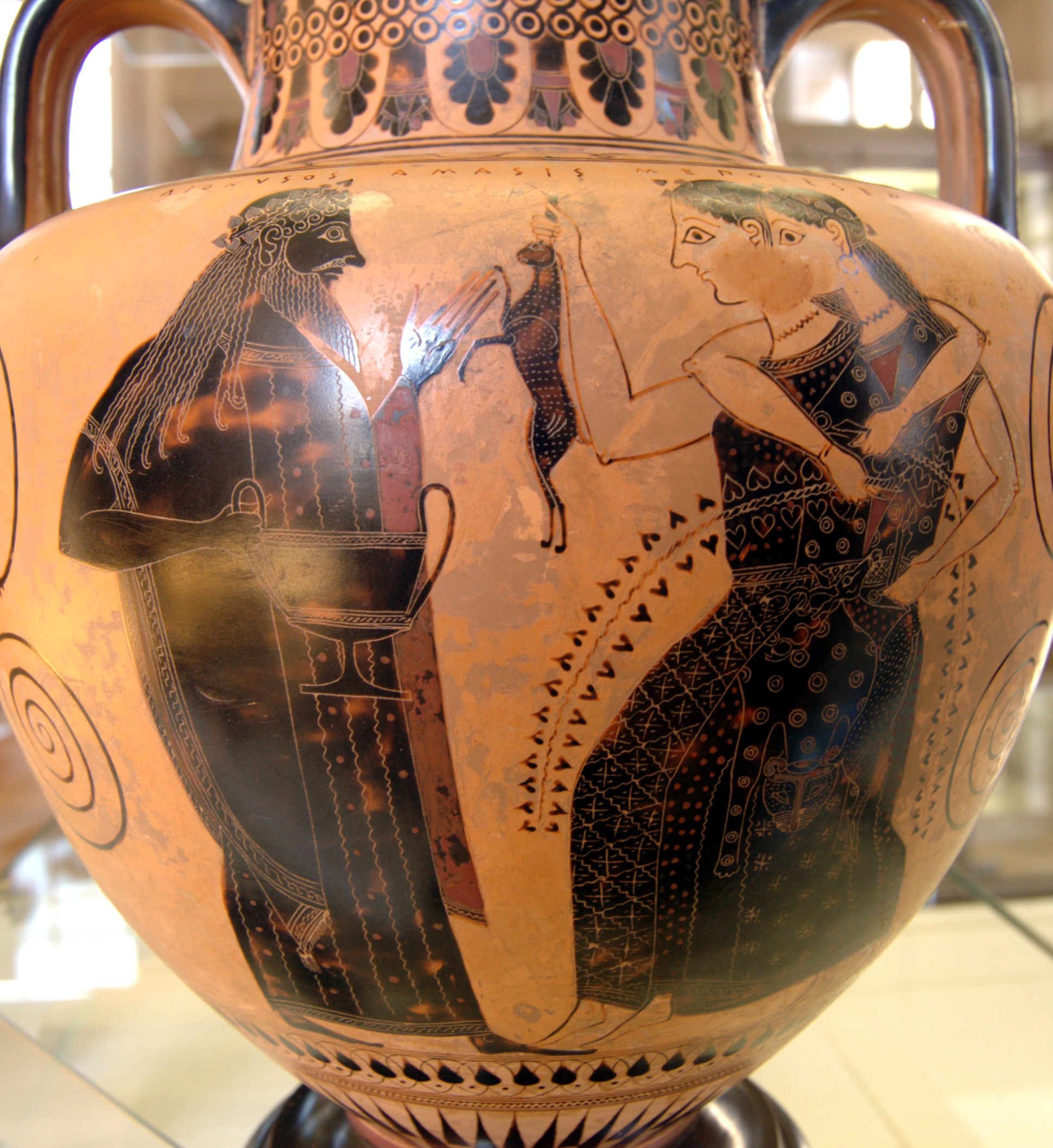
Dionysos und zwei Mänaden, eine hält einen Hasen. Halsamphora, um 550/530 v. Chr., aus Vulci, Cabinet des médailles de la Bibliothèque nationale de France. Die weiblichen Mänaden sind hier nur im Umrisszeichnung, ohne Deckweiß als Frauen gekennzeichnet

Erster bedeutender Maler der Zeit war der Amasis-Maler (560–525 v. Chr.), benannt nach dem bedeutenden Töpfer Amasis, mit dem er vorrangig zusammenarbeitete. Viele Forscher sehen in beiden Handwerkern eine einzige Persönlichkeit. Er begann etwa zur selben Zeit wie Lydos mit seiner Malerkarriere, war aber fast doppelt so lange aktiv. Wo Lydos eher handwerkliche Fähigkeiten zeigte, war der Amasis-Maler ein vollendeter Künstler. Seine Bilder zeichnen sich durch Witz, Charme und Raffinesse aus. Die Entwicklung des Vasenmalers spiegelt fast die Entwicklung der schwarzfigurigen attischen Vasenmalerei seiner Zeit wider. In seinen frühen Arbeiten steht er noch den Malern von Sianaschalen nahe. Besonders gut sichtbar ist die Entwicklung an der Zeichnung der Gewandfalten zu erkennen. Seine frühen weiblichen Figuren tragen Gewänder ohne Falten. Später sind sie flach und eckig, am Ende wirken sie wie geschmeidige Gewandformationen. Gewandzeichnungen waren eines seiner Hauptmerkmale. Er zeigte gerne gemusterte und gefranste Gewänder. Die Figurengruppen, die der Amasis-Maler zeigte, waren sorgfältig gezeichnet und symmetrisch komponiert. Zunächst wirkten sie noch sehr ruhig, später konnte man die Bewegung der Figuren erkennen. Zwar zeichnete der Amasis-Maler vielfach Begebenheiten aus dem Mythos – so ist er etwa bekannt für seine schweinsgesichtigen Satyrn –, besondere Bedeutung hat er jedoch wegen seiner Szenen aus dem Alltag, die er als erster Maler in größerem Umfang zeigte. Er beeinflusste mit seinen Arbeiten maßgeblich die späteren Arbeiten der rotfigurigen Maler. Möglicherweise nahm er eine ihrer Änderungen vorweg oder wurde am Ende seiner Malerkarriere davon beeinflusst: Auf manchen seiner Vasen wurden Frauen nur noch in Umrisszeichnung dargestellt und nicht mehr durch den Auftrag weißer Deckfarbe als Frauen gekennzeichnet.

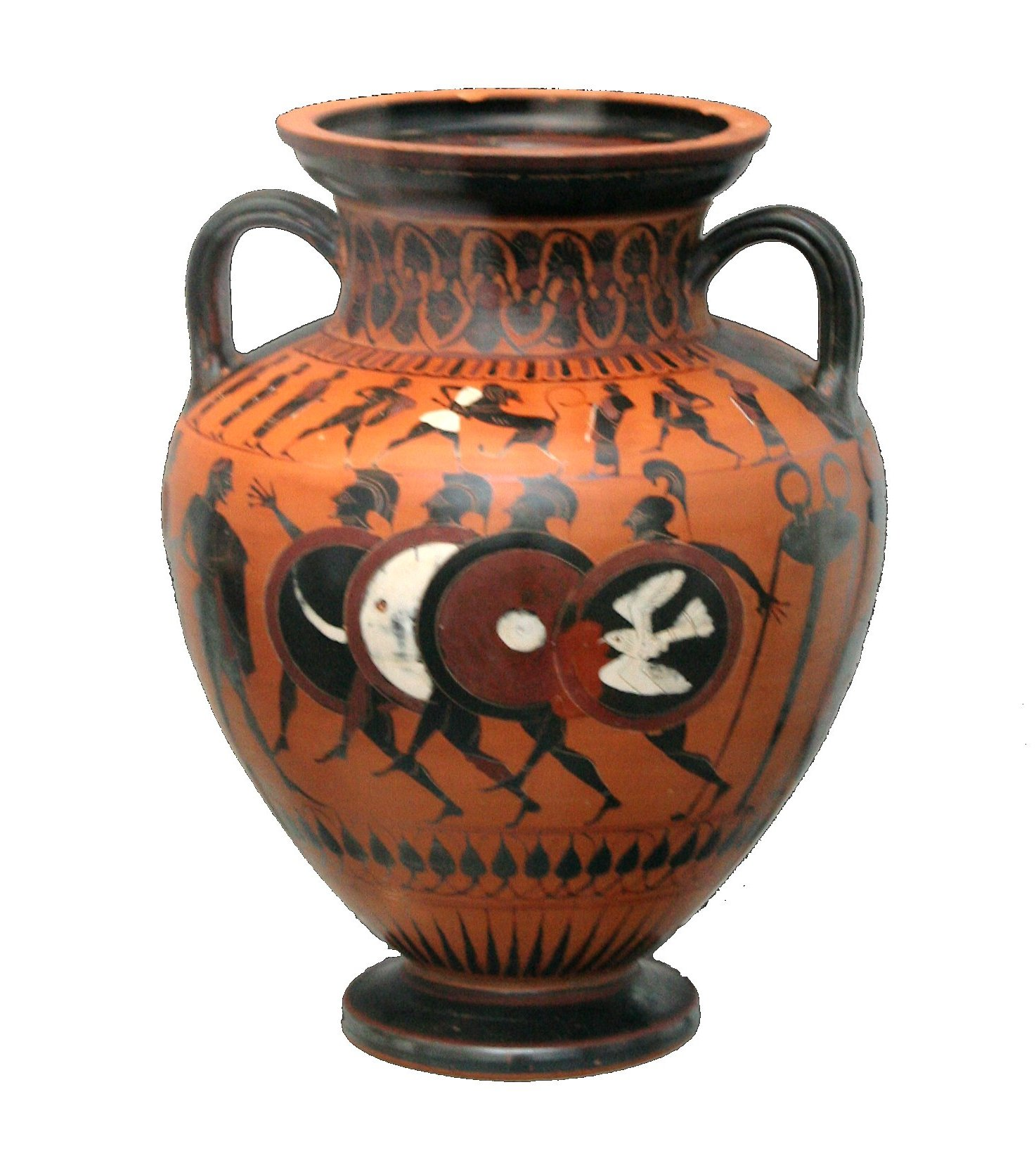
Hoplitodromos (Waffenlauf); unter den Henkeln sind Dreifüße als Siegespreis zu erkennen. Vorderseite einer Halsamphora der Gruppe E. Um 550 v. Chr., aus Vulci, heute im Louvre

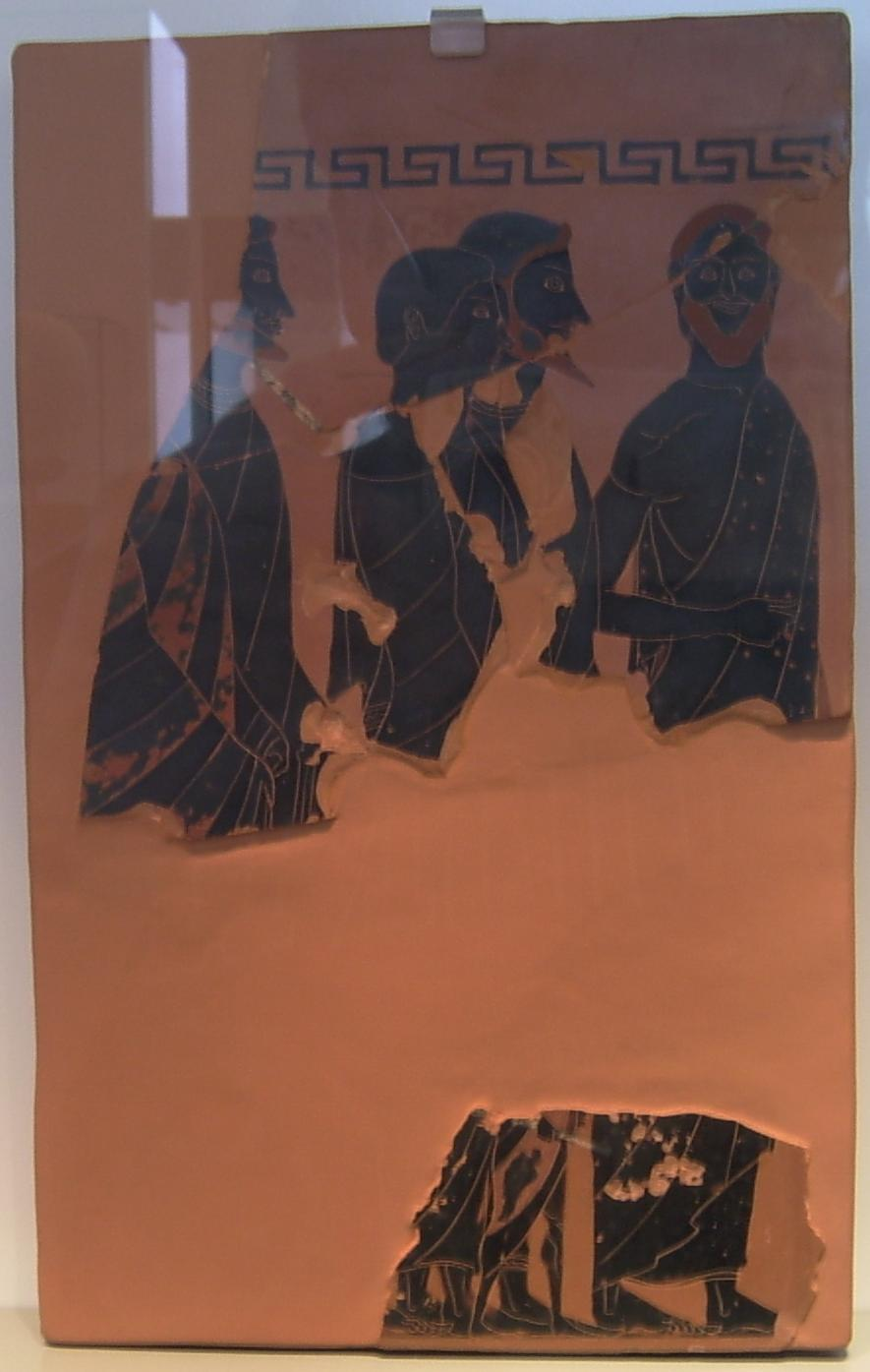
Eine der Grabtafeln mit dem Anführer des Trauerzuges, der den Betrachter ansieht. Um 540/30 v. Chr.

Die Gruppe E (550–525 v. Chr.) war eine große und in sich geschlossene Gruppe von Kunsthandwerkern. Die Gruppe gilt als bedeutendste anonyme Gruppe der attisch-schwarzfigurigen Vasenmalerei. Sie bricht rigoros mit der stilistischen Tradition des Lydos, sowohl was die Darstellung als auch die Bildträger angeht. Eiförmige Halsamphoren werden komplett, Kolonettenkratere fast ganz aufgegeben. Dafür führt die Gruppe den Typus A der Bauchamphora ein, der nun zu einer Leitform aufsteigt. Halsamphoren werden meist nur in spezielleren Formen produziert. An kleinen Formen hat die Gruppe kein Interesse. Bilder, vor allem aus dem Mythos übernommen, werden häufig immer wieder reproduziert. So gibt es mehrere Amphoren der Gruppe, die Herakles mit Geryoneus oder dem Löwen zeigen, sowie immer wieder die Darstellung von Theseus und dem Minotauros sowie der Geburt der Athene. Das besondere Verdienst der Gruppe liegt allerdings in dem Einfluss, den sie auf Exekias ausübte. Der Großteil der attischen Künstler der Zeit schloss sich dem Stil der Gruppe E und Exekias an und nicht Lydos oder dem Amasis-Maler. Beazley formulierte die Bedeutung der Gruppe für Exekias so: „Die Gruppe E ist der Nährboden, aus dem die Kunst des Exekias entspringt, die Tradition, die er auf seinem Weg vom hervorragenden Handwerker zum wahren Künstler in sich aufnimmt und übertrifft.“

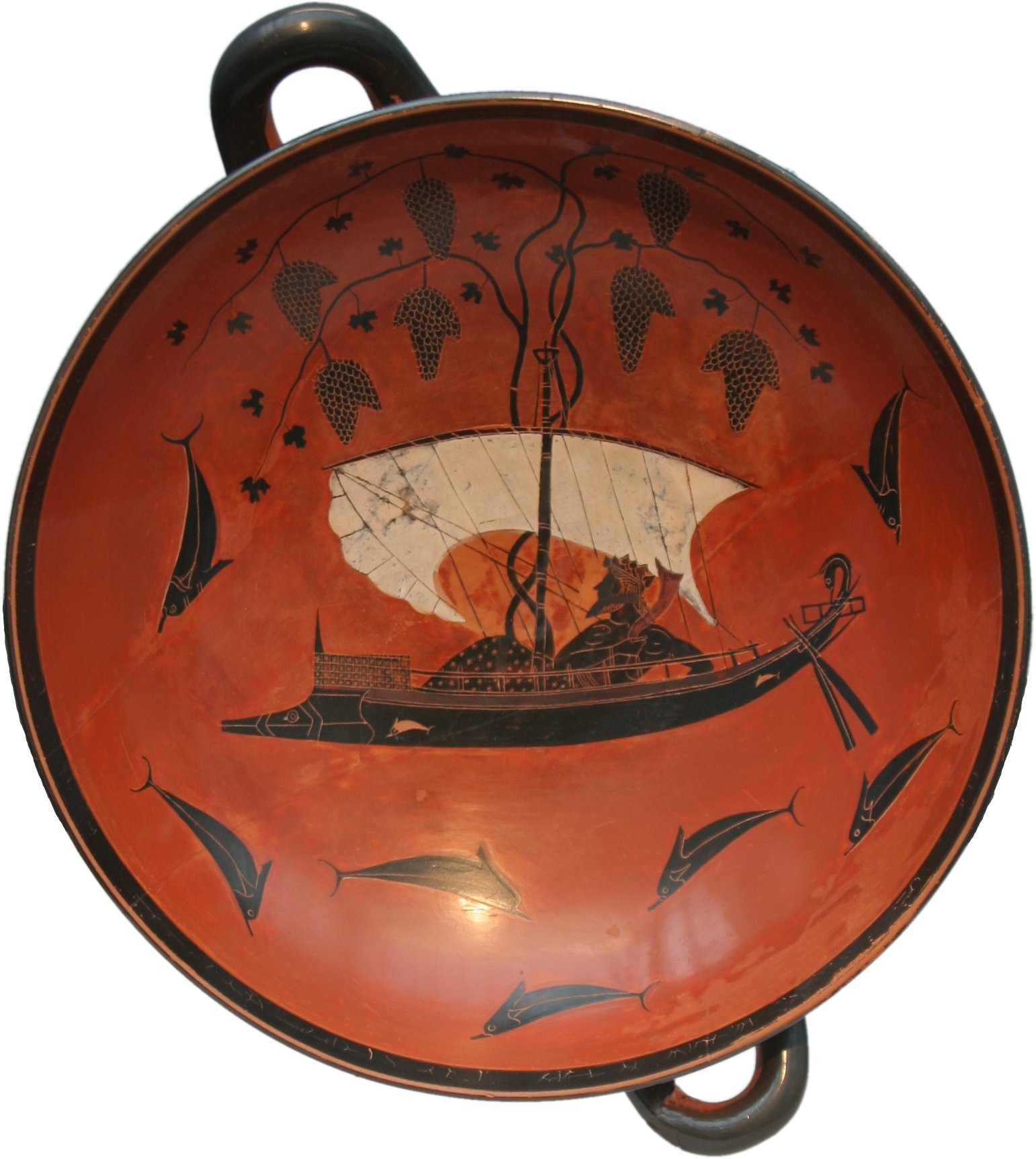
Schale mit korallenrotem Grund des Exekias. Dionysos auf einem Schiff, aus dem Weinranken wachsen, umgeben von Delfinen. Um 530 v. Chr.

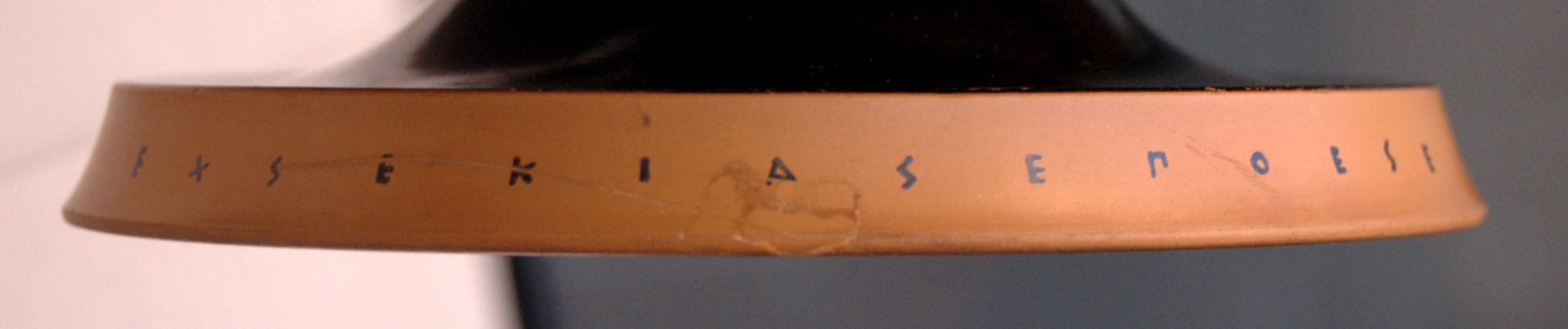
Signatur des Exekias (ΕΧΣΕΚΙΑΣ ΕΠΟΕΣΕ – Exekias hat es gemacht) auf dem Fuß der Dionysos-Schale

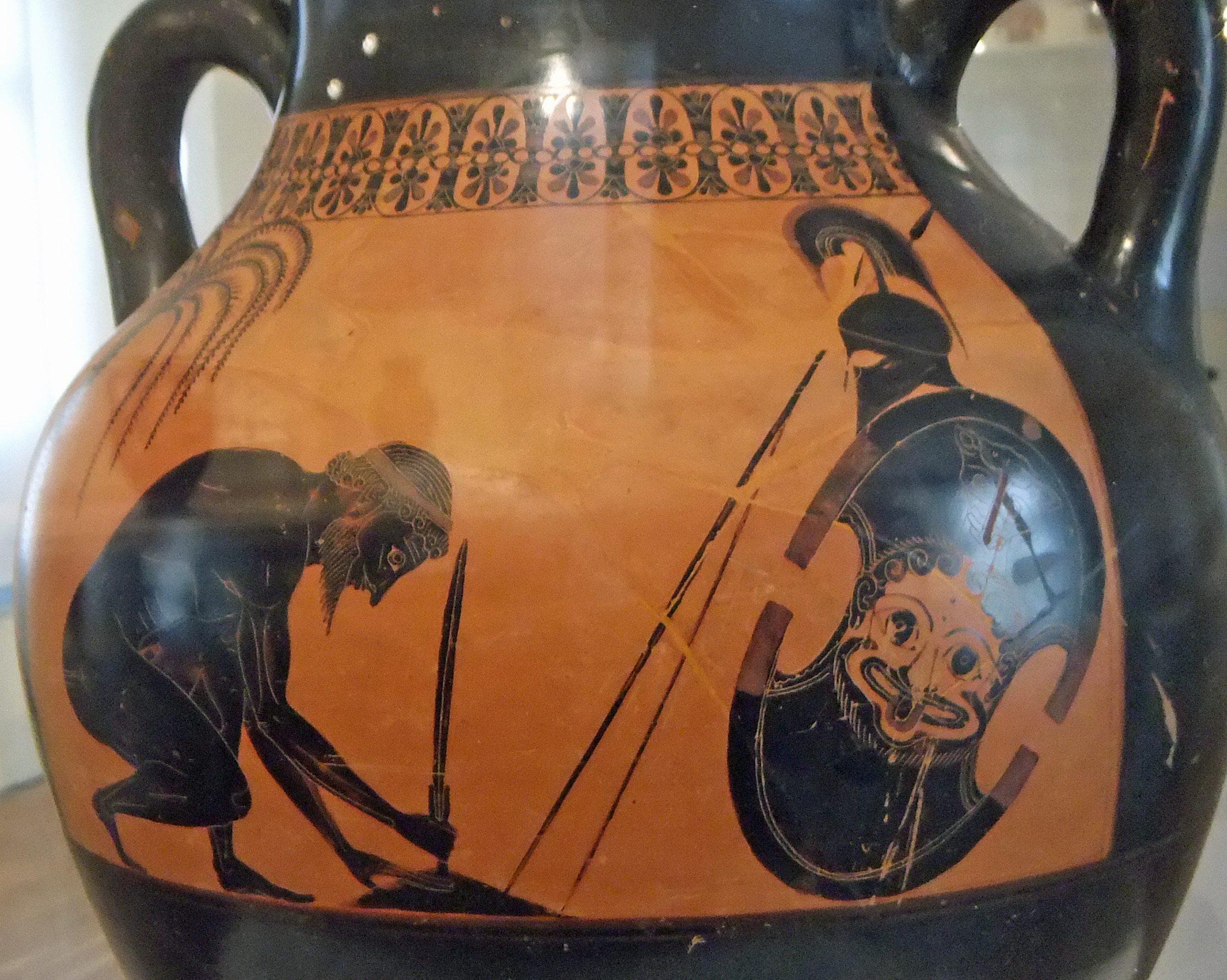
Vorbereitung des Ajax auf seinen Selbstmord. Bild auf der Exekias-Amphora. Original um 530/25 v. Chr.

Exekias (545–520 v. Chr.) gilt gemeinhin als der Vollender des schwarzfigurigen Stils, mit dem dieser Stil seinen Höhepunkt erreicht. Seine Bedeutung kommt nicht nur durch seine Meisterschaft als Vasenmaler, sondern auch durch seine qualitätvollen und innovativen Töpferarbeiten. Zwölf seiner erhaltenen Gefäße signierte er als Töpfer, zwei als Maler und Töpfer. Exekias hatte wohl einen größeren Anteil an der Entwicklung der Kleinmeisterschalen, der schon erwähnten Bauchamphora des Typus A und erfand möglicherweise auch den Kelchkrater, zumindest ist das älteste erhaltene Stück aus seiner Werkstatt. Als Maler legte er anders als viele andere Vertreter großen Wert auf die sorgfältige Ausarbeitung der Ornamente. Auch die Details seiner Bilder – Mähnen der Pferde, Waffen, Gewänder – sind überdurchschnittlich gut ausgeführt. Seine Bilder sind meist monumental und seine Figuren zeigen eine bis dahin in der Malerei nicht gekannte Würde. Vielfach bricht er mit geltenden attischen Konventionen. Er nutzt auf seiner wohl bekanntesten Schale als erster einen korallenroten Überzug für die Innenseite statt des normalen roten, bringt diese Neuerung jedoch durch die Verwendung zweier Augenpaare an der Außenseite in Verbindung mit der klassischen Augenschale. Wohl noch innovativer ist die komplette Nutzung der Innenseite für sein Bild des Dionysos, der auf einem Schiff liegt, aus dem Weinranken wachsen. Üblich war zu dieser Zeit eigentlich die einfache Verzierung mit einem Gorgonengesicht. Die Schale gehört wohl zu den Experimenten, die im Töpferviertel bis zur Einführung des rotfigurigen Stils gemacht wurden, um neue Wege zu beschreiten. Als erster lässt er auf dem Rande eines Dinos Schiffe entlang segeln. Nur selten hält er sich an die traditionellen Muster bisheriger Mythendarstellungen. Von besonderer Bedeutung ist auch ein Bild vom Selbstmord des Ajax. Exekias zeigt nicht wie bis dahin üblich den Akt selbst, sondern die Vorbereitung dazu. In etwa genauso bekannt wie die Dionysos-Schale ist eine Amphora mit der Darstellung von Ajax und Achilles beim Brettspiel. Nicht nur die Zeichnung ist detailliert, Exekias lässt selbst das Ergebnis des Spieles nicht offen, fast wie in einer Sprechblase lässt er die beiden Spieler ihre gewürfelten Zahlen – Ajax eine drei und Achilleus eine vier – ansagen. Es ist das älteste Bild dieser Szene, die nie literarisch erwähnt wird. Nicht weniger als 180 weitere Male ist sie von der Version des Exekias bis etwa 480 v. Chr. auf erhaltenen Vasen gezeigt.
„Die Menschen der früheren Künstler sind im besten Fall elegante Puppen. Amasis [der Amasis-Maler] war imstande, Menschen als Menschen zu sehen. Exekias aber konnte sie als Götter sehen und damit gibt er uns einen Vorgeschmack von der klassischen Kunst.“
Selbst unter der Berücksichtigung, dass Vasenmaler im antiken Griechenland nicht als Künstler, sondern als Handwerker galten, zählt Exekias für die heutige kunsthistorische Forschung als vollendeter Künstler, der sich mit der gleichzeitigen „großen“ Malerei (Wandmalerei und Tafelmalerei) messen kann. Offenbar erkannten das auch seine Zeitgenossen. In der Antikensammlung Berlin/Altes Museum befinden sich noch heute Reste einer Reihe von Grabtafeln. Die Serie hat wahrscheinlich 16 einzelne Platten umfasst. Die Vergabe eines solchen Auftrages an einen Töpfer und Vasenmaler ist wohl einmalig in der Antike und zeugt vom hohen Ansehen des Künstlers. Die Tafeln zeigen die Trauer um eine verstorbene Athenerin, die Aufbahrung und Überführung zum Grab. Exekias schafft den Spagat und zeigt die Trauer genauso wie die Würde der Dargestellten. Eine Besonderheit ist beispielsweise, dass der Anführer des Trauerzugs sein Gesicht zum Betrachter gewendet hat und ihn quasi direkt ansieht. Einmalig ist die Darstellung der Pferde, die hier einen individuellen Charakter haben und nicht auf die Funktion reduziert sind, ein edles Tier zu sein, wie es auf Vasen üblich ist.

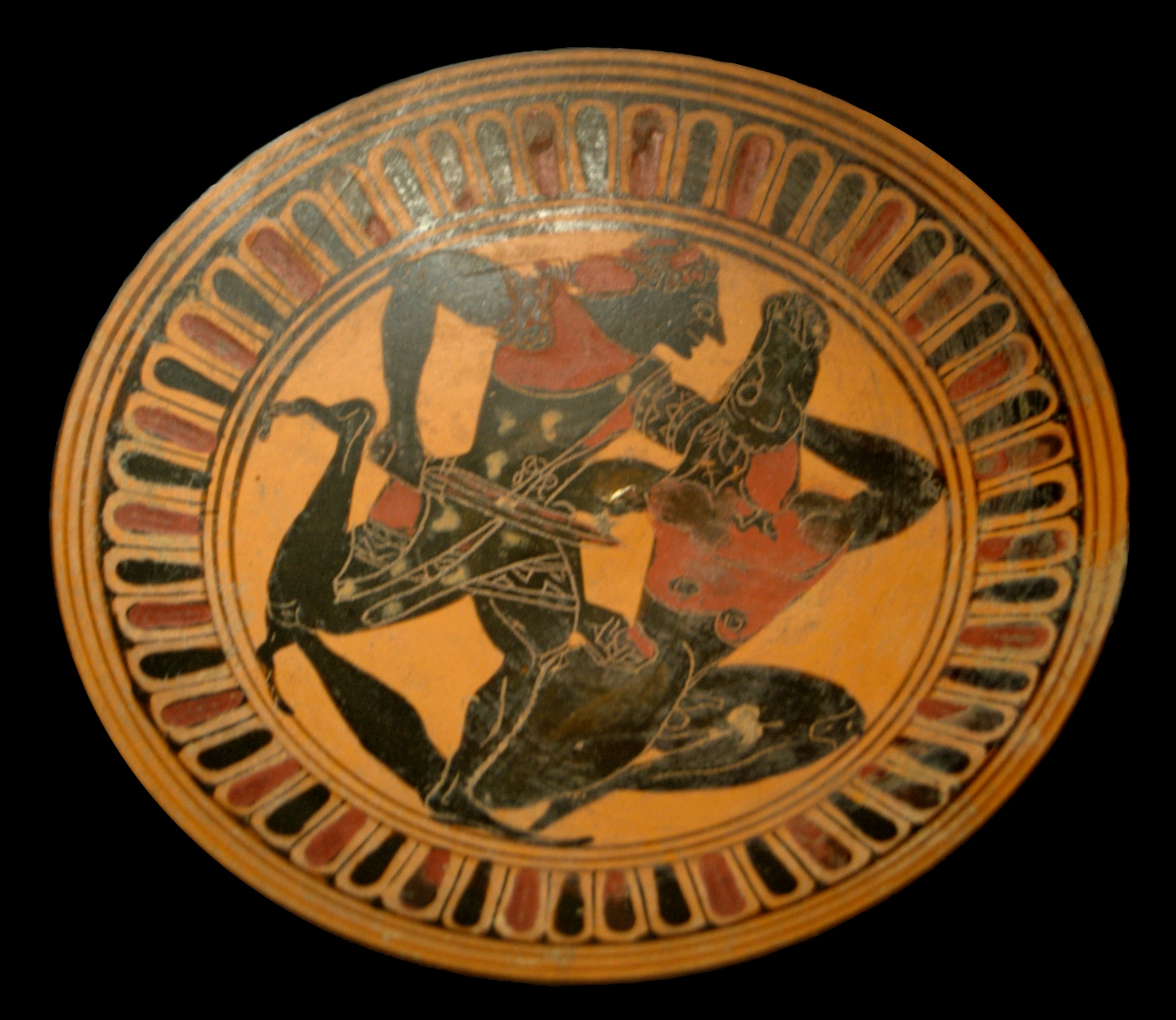
Theseus tötet den Mintauer. Innenbild (Tondo) einer Randschale eines unbekannten Malers. Um 55=740 v. Chr., heute im Louvre

Die Spezialisierung in Gefäß- und Schalenproduzenten wurde während der Hochklassik weiter vorangetrieben. Aus den eher großen, viel Flüssigkeit fassenden Komasten- und Sianaschalen entwickelten sich über die Gordionschalen feinere Varianten der Schale, die wegen ihrer zierlichen Bemalung Kleinmeisterschalen genannt werden. Dementsprechend bezeichnet man die Vasenmaler und Töpfer dieser Formen als Kleinmeister. Hauptformen der Kleinmeister sind die Bandschalen und die Randschale. Die Randschale bekam ihren Namen aufgrund des recht hart abgesetzten Randes. Die Außenseite der Schale bleibt weitestgehend tongrundig und ist meist mit nur sehr wenigen kleinen Bildern geschmückt, manchmal auch nur mit Inschriften oder die Schalen wurden gar nicht aufwändig verziert. Auch die Henkelzone ist selten mit mehr als Palmetten neben den Henkelansätzen und mit Inschriften geschmückt. Diese Inschriften können die Töpfersignatur sein, ein Trinkspruch oder auch nur eine sinnfreie Buchstabenzusammenstellung. Die Innenseite der Randschalen sind häufig auch mit Bildern verziert.
Bandschalen haben einen weicheren Übergang vom Becken zum Rand. Der Bildschmuck ist in Form eines umlaufenden Bandes auf der Außenseite der Schale aufgebracht. Dabei handelt es sich nicht selten um sehr aufwändige Friese. Der Rand ist bei dieser Form schwarz gefirnist. Die Innenseite ist tongrundig belassen und nur im Zentrum ist ein schwarzer Punkt aufgemalt. Sonderformen sind die Droop-Schalen und die Kassel-Schalen. Droopschalen haben schwarze, konkave Ränder und einen hohen Fuß. Der Rand ist wie bei den Bandschalen schwarz belassen, doch wird auch die äußere Unterseite mit in die Bemalung einbezogen. Aufgemalt wurden Ornamente wie Blätter, Knospen, Palmetten, Punkte, Strahlenkränze oder auch Tiere. Kasselschalen sind eine kleine Form, sie wirken untersetzter als andere Kleinmeisterschalen. Bei dieser Form wird die gesamte Außenseite verziert. Wie auch bei den Droopschalen handelt es sich dabei weitestgehend um eine ornamentale Bemalung. Bekannte Kleinmeister sind die Töpfer Phrynos, Sokles, Tleson und Ergoteles, beides Söhne des Töpfers Nearchos und Hermogenes, der eine Kleinmeistervariante des Skyphos erfand (Hermogenischer Skyphos) sowie die Vasenmaler Phrynos-Maler, Taleides-Maler, Xenokles-Maler und die Gruppe von Rhodos 12264.

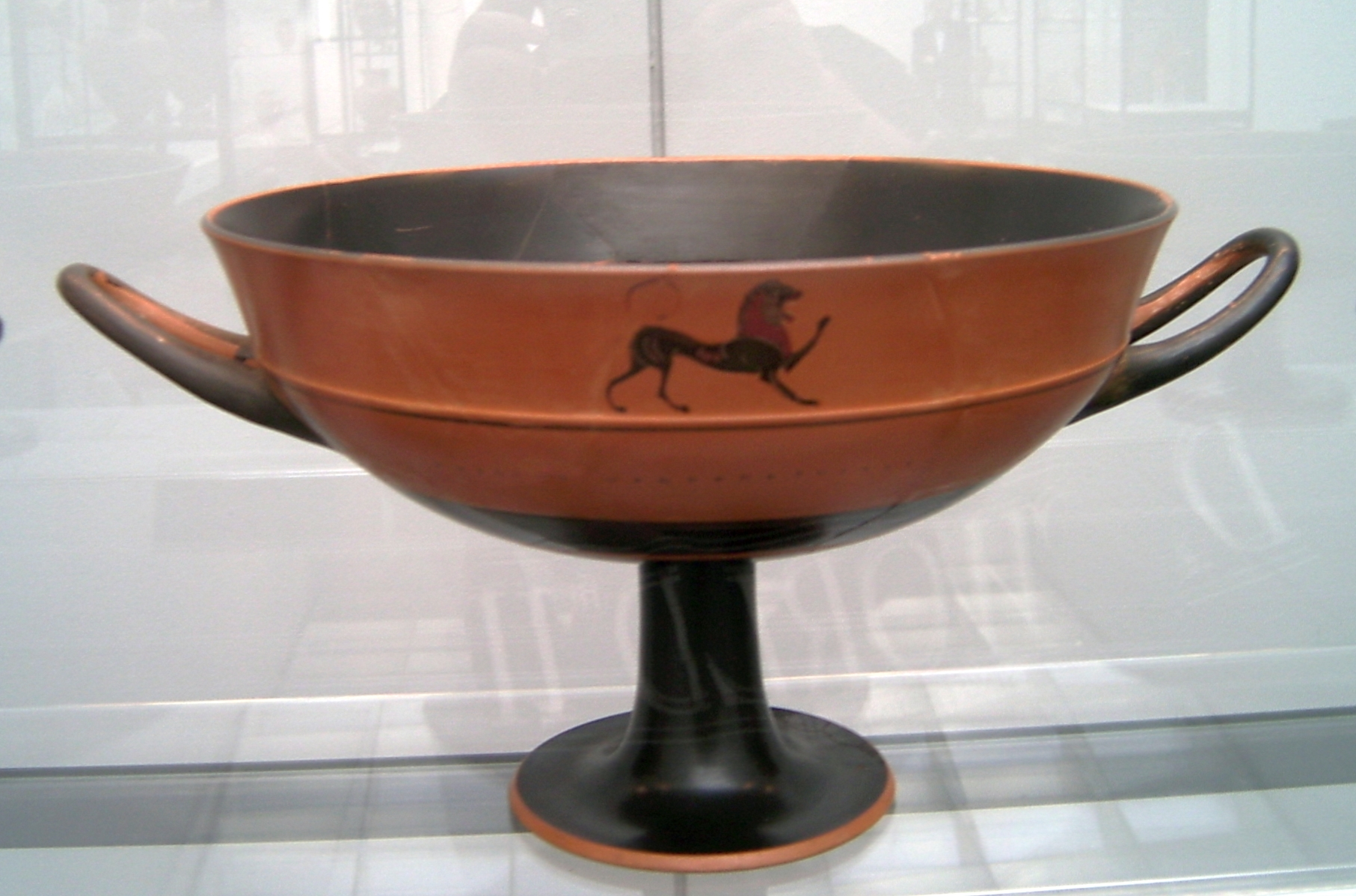
Randschale des Töpfers Tleson mit Signatur (Tleson, Sohn des Nearchos, hat's gemacht), um 540 v. Chr., heute in der Staatlichen Antikensammlung in München
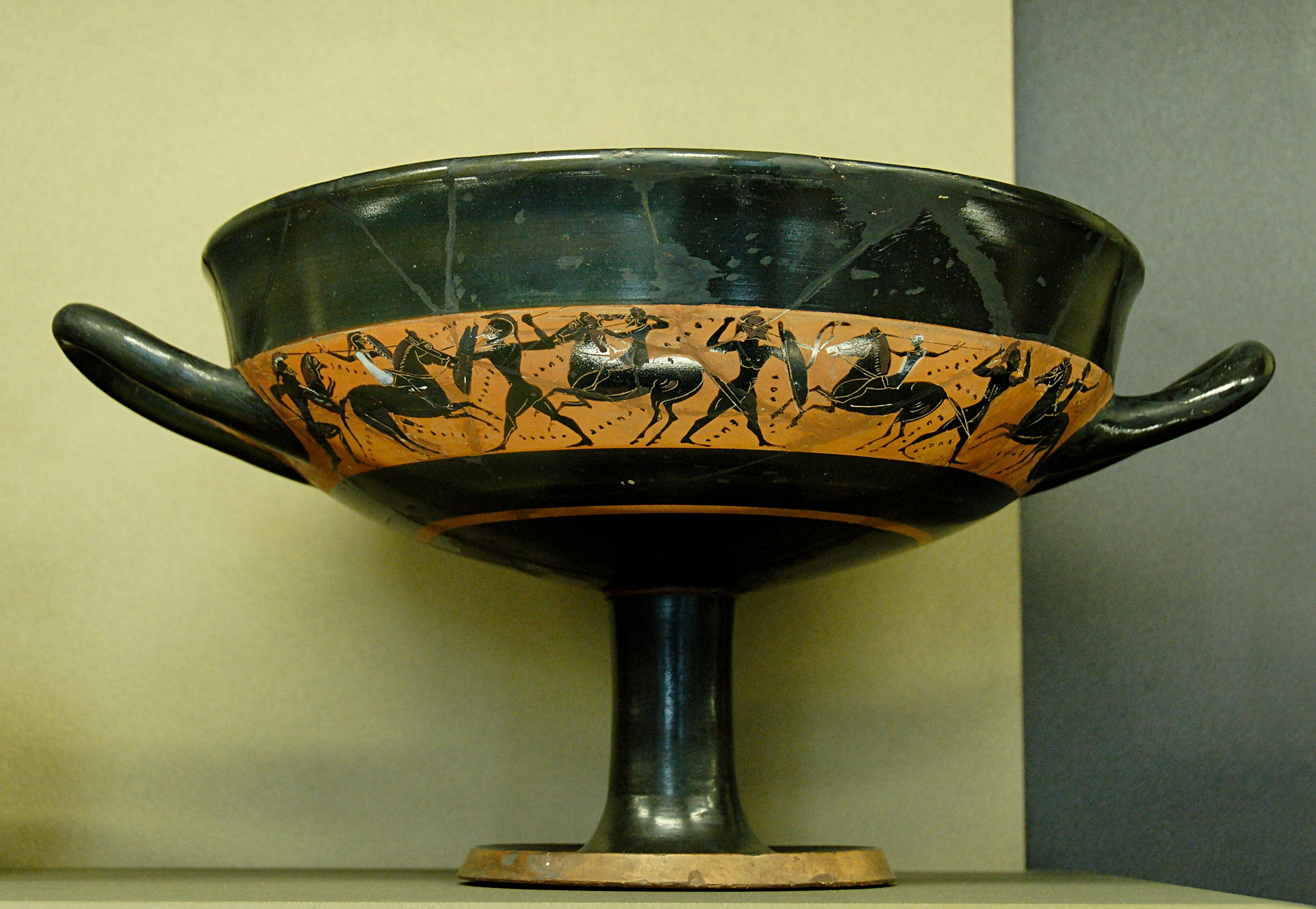
Bandschale eines unbekannten Künstlers mit der Darstellung von Kampfszenen, um 540 v. Chr., aus Vulci, heute im Louvre
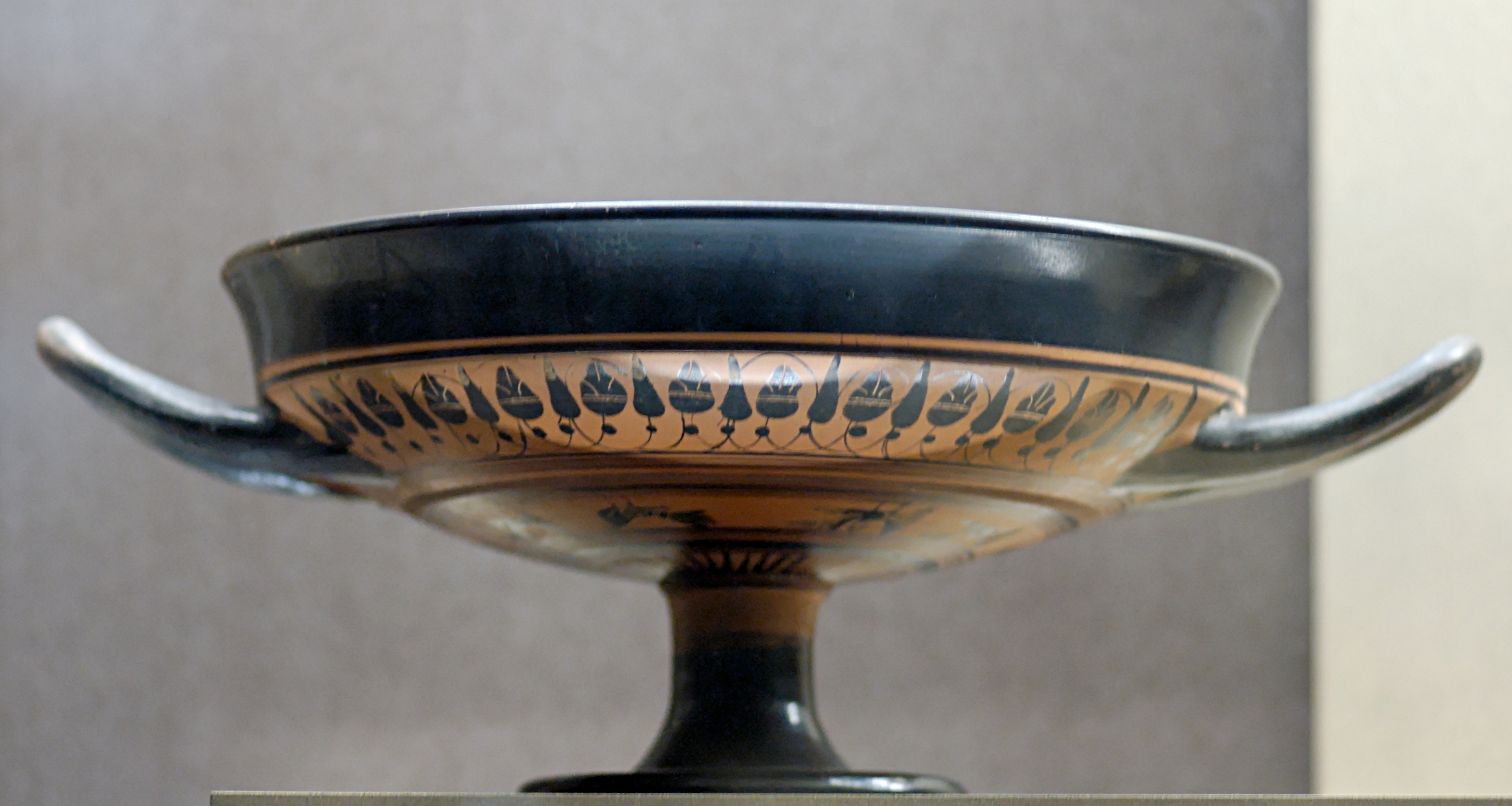
Droopschale eines unbekannten Künstlers, um 550/30 v. Chr., aus Griechenland, heute im Louvre
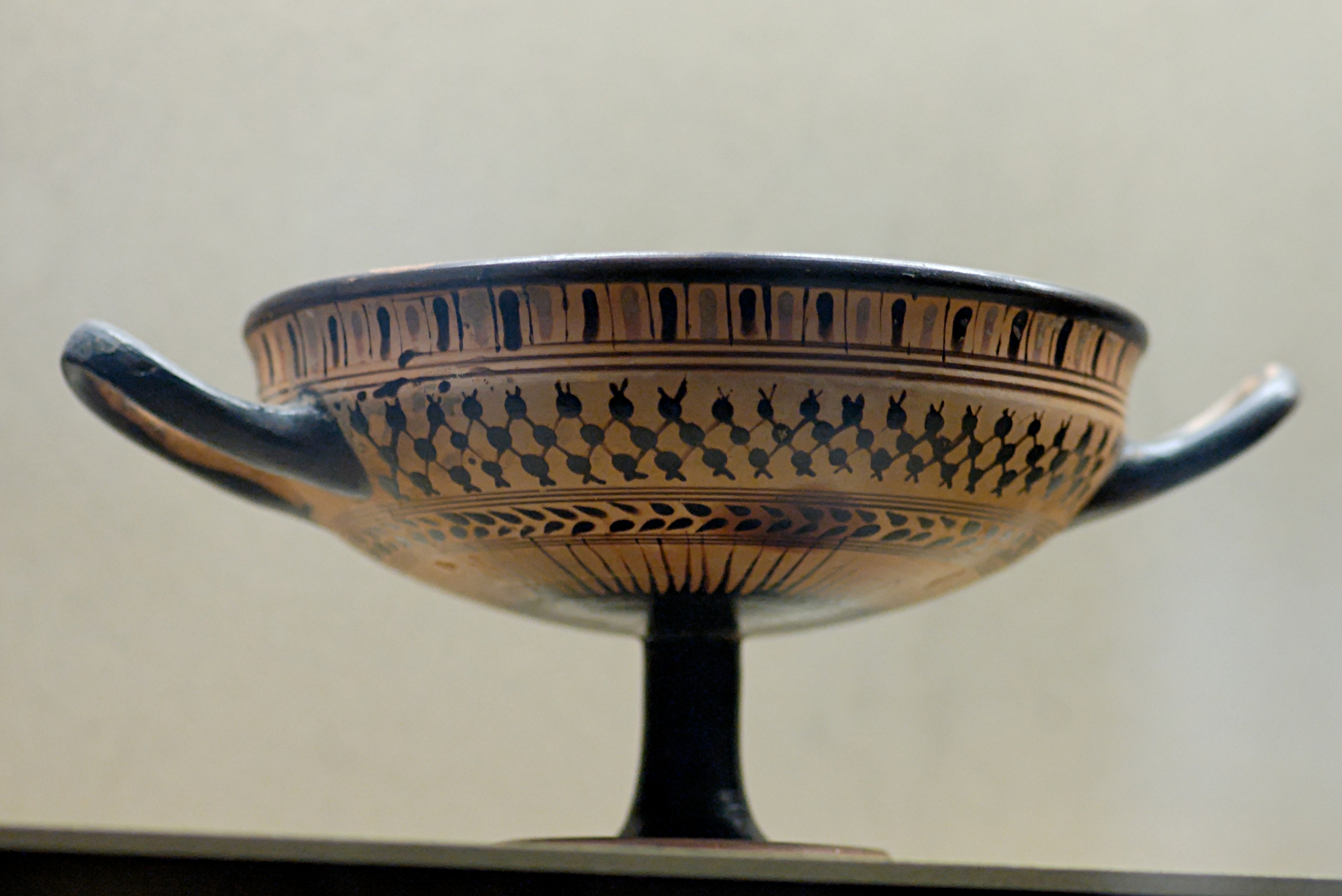
Kasselschale eines unbekannten Künstlers, um 540 v. Chr., heute im Louvre

### Das letzte Viertel des 6. Jahrhunderts v. Chr.
Bis zum Ende des Jahrhunderts konnte die Qualität der schwarzfigurigen Vasenproduktion weitestgehend aufrechterhalten werden. Seit der Entwicklung des rotfigurigen Stils um 530 v. Chr., wohl durch den Andokides-Maler, nutzten allerdings immer mehr Maler den rotfigurigen Stil, der weitaus mehr Gestaltungsspielraum gab.

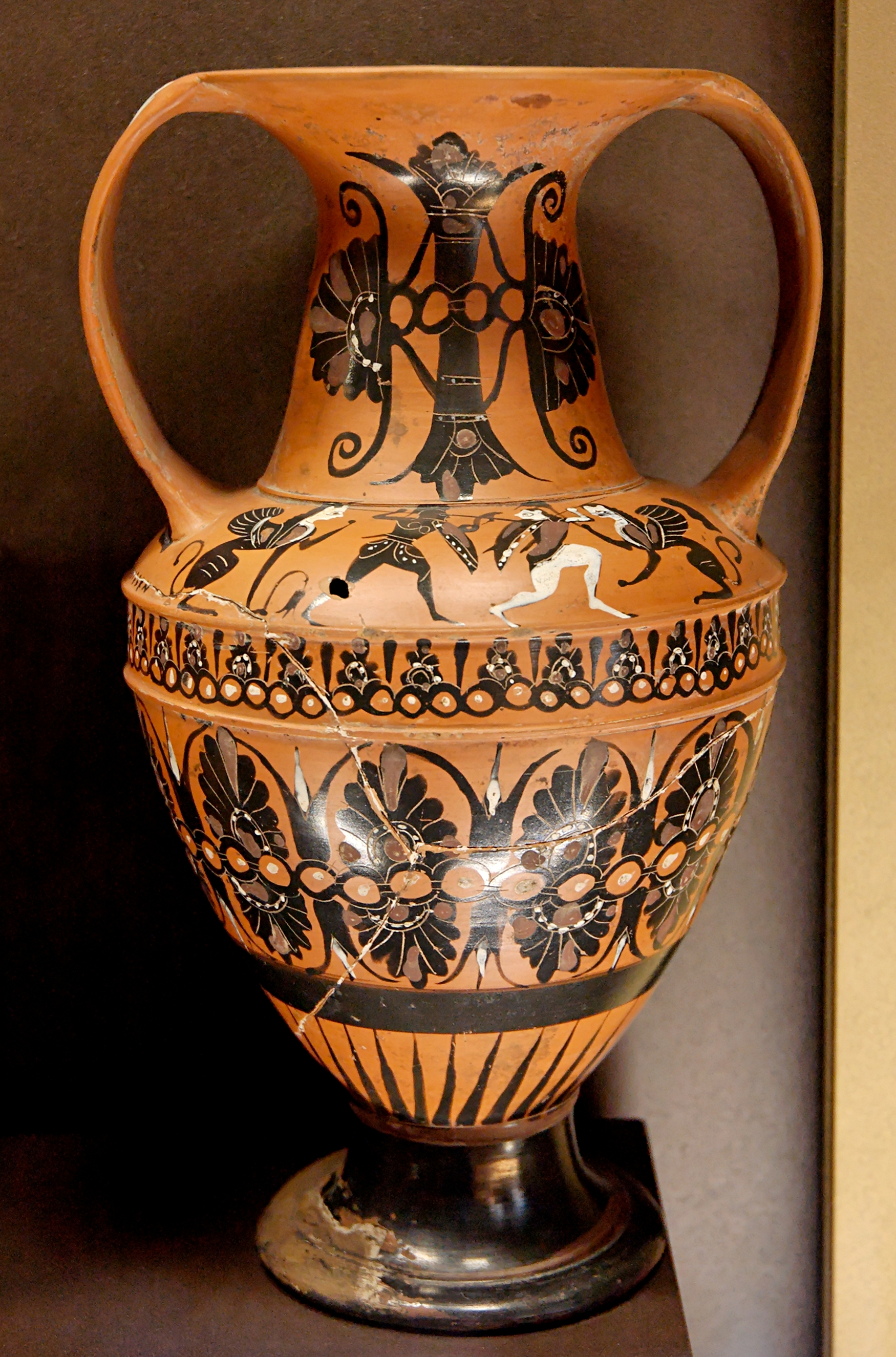
Amazonomachie auf einer Nikosthenischen Amphore des Töpfers Nikosthenes und des Malers N. um 520/10 v. Chr., heute im Louvre

Zunächst konnten jedoch noch einige innovative Handwerker auch der Produktion schwarzfiguriger Vasen Impulse geben. Der erfindungsreichste und geschäftstüchtigste Töpfer der Zeit war Nikosthenes. Mehr als 120 Vasen mit seiner Signatur sind bekannt, die demnach von ihm oder in seiner Werkstatt gefertigt wurden. Er schien sich besonders auf die Fertigung von Vasen für den Export nach Etrurien spezialisiert zu haben. In seiner Werkstatt wurden gängige Halsamphoren, Kleinmeister-, Droop- und Augenschalen gefertigt, aber auch eine an die Bucchero-Keramik der Etrusker erinnernde Amphorenform, die nach ihrem Erfinder Nikosthenische Amphora genannt wird. Diese Stücke wurden vor allem in Caere gefunden, die übrigen Vasen zumeist in Cerveteri und Vulci. Der Erfindungsreichtum in seiner Werkstatt machte nicht bei den Formen halt. So entwickelte sich in der Nikosthenischen Werkstatt die sogenannte Six'sche Technik, bei der die Bilder auf den Glanzton in rotbrauner oder weißer Farbe aufgemalt wurden. Unklar ist, ob Nikosthenes auch Vasenmaler war, wenn dann wird er zumeist hinter dem nach ihm benannten Maler N vermutet. Auch der Nikosthenes-Maler und der BMN-Maler sind nach Nikosthenes benannt. In seiner Werkstatt beschäftigte er viele namhafte Vasenmaler, darunter den späten Lydos, Oltos und Epiktetos. Die Werkstatttradition wurde vom Nachfolger des Nikosthenes, Pamphaios fortgeführt.

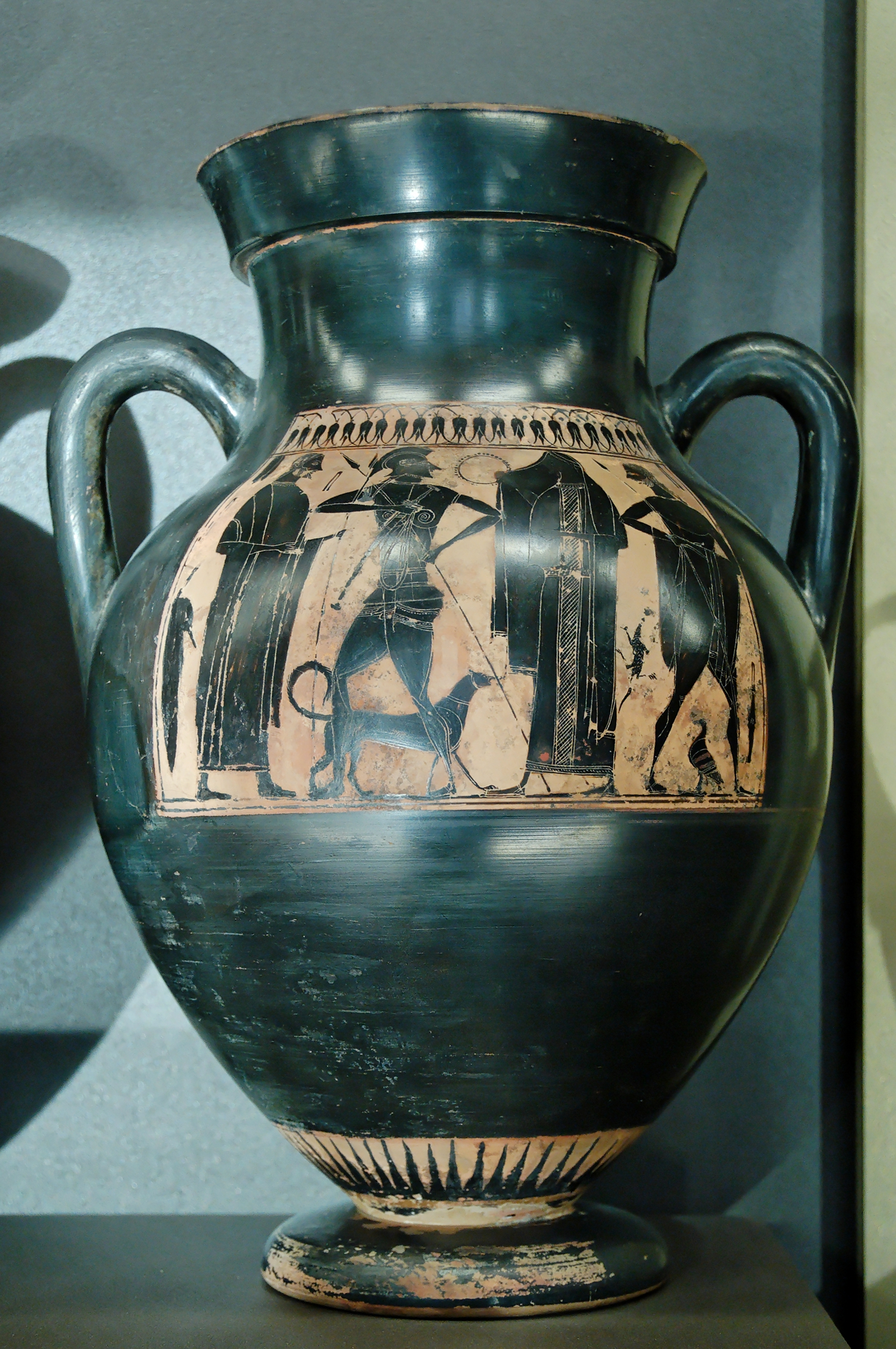
Kriegerabschied auf einer Bauchamphora des Affekter. Um 540/30 v. Chr., heute im Louvre

Zwei schwarzfigurige Vasenmaler gelten als Manieristen (540–520 v. Chr.). Der Elbows Out bemalte vor allem Kleinmeisterschalen. Auffällig sind die abgespreizten Ellenbogen seiner Figuren, nach denen er benannt wurde. Mythologische Szenen zeigt er selten, dafür zeigt er gerne Bilder mit Liebesszenen. Von ihm ist auch ein Lydion, eine seltene Vasenform, verziert worden. Der Bedeutendere der beiden war der Affekter, der seinen Notnamen wegen seiner affektiert wirkenden Gestalten bekam. Die kleinköpfigen Figuren wirken nicht, als würden sie handeln, sondern als würden sie posieren. In seiner Anfangszeit stellt er vor allem Alltagsszenen dar, später verlegt er sich auf dekorative Bilder, bei denen zwar Figuren und Attribute, jedoch schwerlich Vorgänge erkennbar sind. Zeigt er seine Figuren bekleidet, wirken sie wie gepolstert, zeigt er sie nackt, wirken sie sehr eckig. Der Affekter war sowohl Töpfer als auch Maler, von ihm sind mehr als 130 Vasen überliefert.

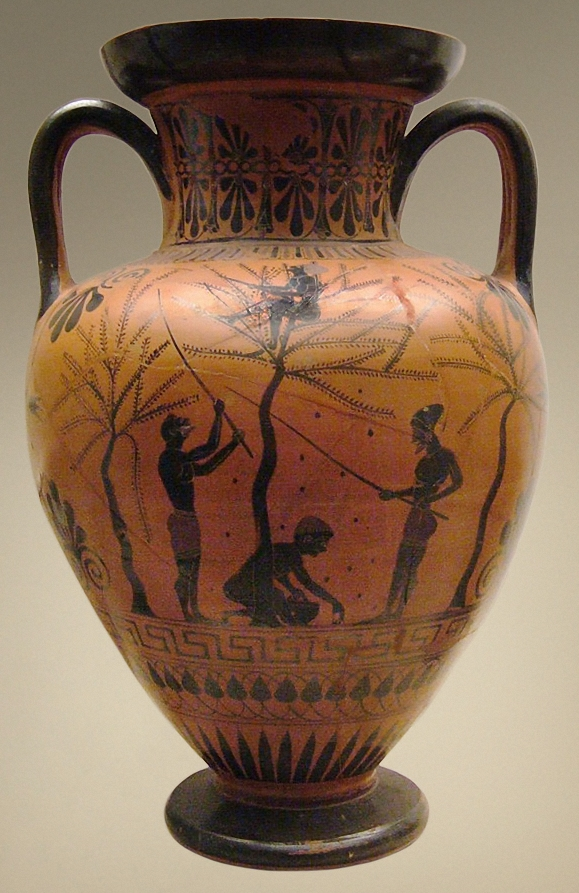
Olivenernte auf einer Halsamphora des Antimenes-Maler. Um 520 v. Chr., aus Vulci, heute im British Museum London

Der Antimenes-Maler (530–500 v. Chr.) verzierte gern Hydrien mit Tierfriesen in der Predella, daneben vor allem Halsamphoren. Zwei der ihm zugewiesenen Hydrien sind in der Halsregion im weißgrundigen Stil geschmückt. Er war der Erste, der Amphoren mit dem maskenhaften Gesicht des Dionysos bemalte. Die bekannteste seiner mehr als 200 erhaltenen Vasen zeigt auf der Rückseite eine Olivenernte. Seine Zeichnungen sind selten besonders präzise, aber auch nie sehr nachlässig. Stilistisch sehr eng mit dem Antimenes-Maler ist Psiax verwandt, der allerdings anders als der Antimenes-Maler auch rotfigurig arbeitete. Psiax hatte vor allem als Lehrer der Maler Euphronios und Phintias großen Einfluss auf die frühe Entwicklung des rotfigurigen Stils. Gerne zeigt er Gespannszenen und Bogenschützen.

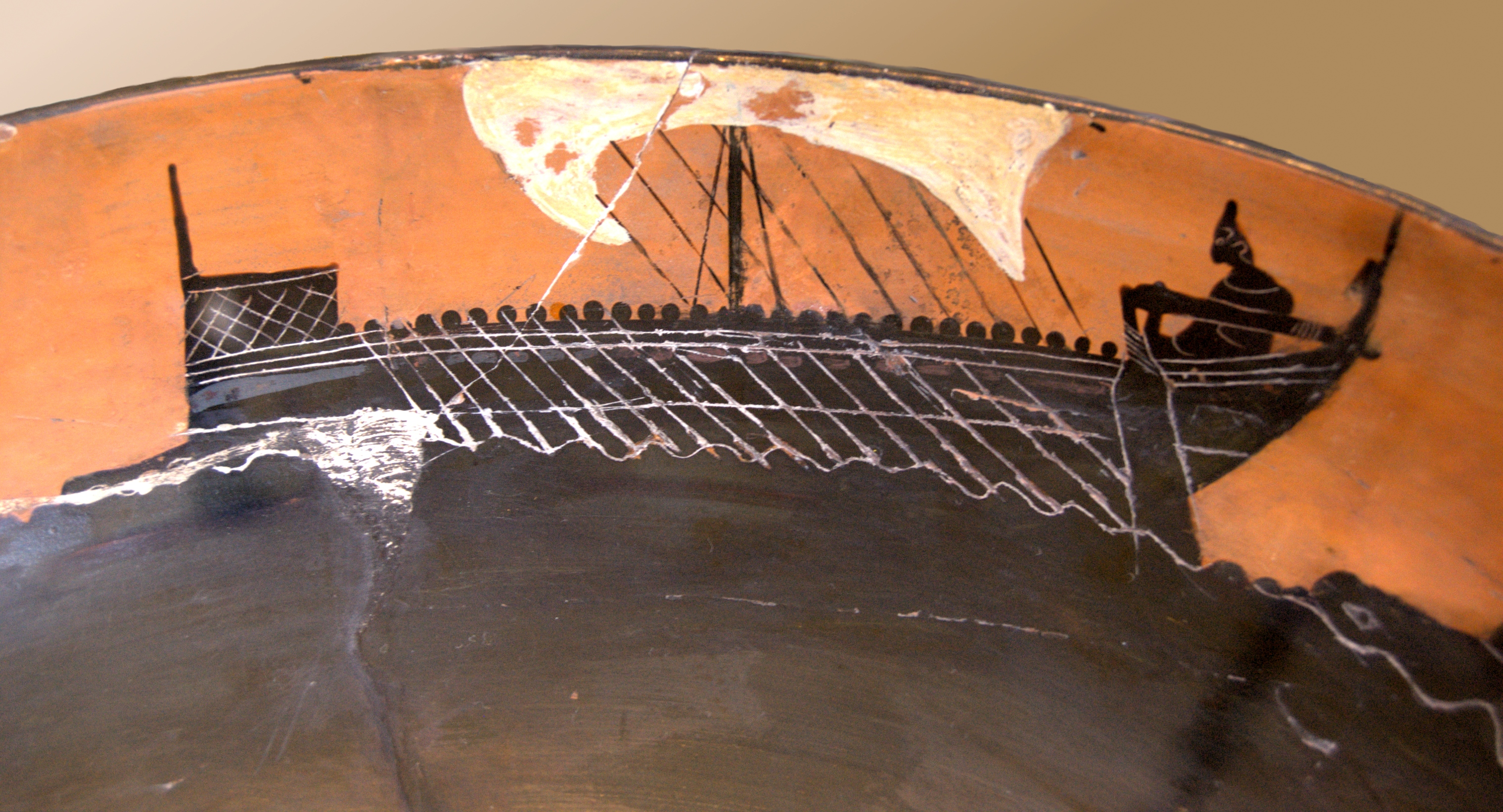
Schiff auf der Innenseite einer Schale der Leagros-Gruppe. Um 520 v. Chr., aus Cerveteri, heute im Cabinet des médailles de la Bibliothèque nationale de France

Die letzte bedeutende Malergruppe war die Leagros-Gruppe (520–500 v. Chr.). Sie wurde nach ihrem viel benutzten Kalos-Namen Leagros benannt. Vor allem Amphoren und Hydrien, letztere oft mit Palmetten in der Predella, sind die am häufigsten bemalten Bildträger. Die Bildfelder sind im Allgemeinen zum Bersten gefüllt, die Qualität dieser Bilder ist jedoch sehr hoch. Viele der mehr als 200 Vasen der Gruppe wurden mit Szenen aus dem Trojanischen Krieg und mit Bildern aus dem Leben des Herakles geschmückt. Zur Leagros-Gruppe gehörten Maler wie der originelle Acheloos-Maler, der konventionelle Chiusi-Maler und der detailsichere Tagesanbruch-Maler

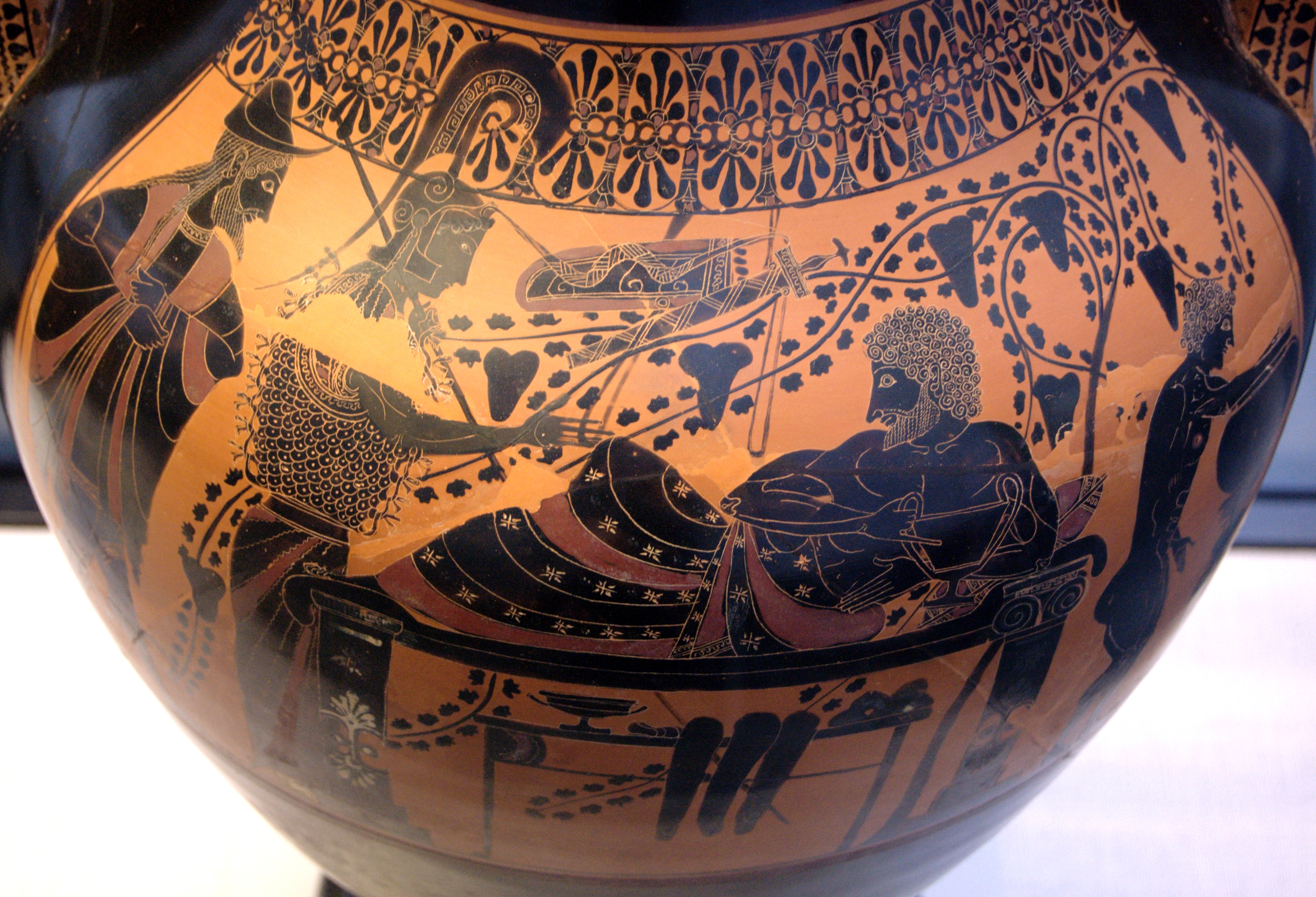
Herakles und Athene, schwarzfigurige Seite einer Bauchamphora des Andokides-Malers, um 520/10 v. Chr., aus Vulci, heute in den Staatlichen Antikensammlungen

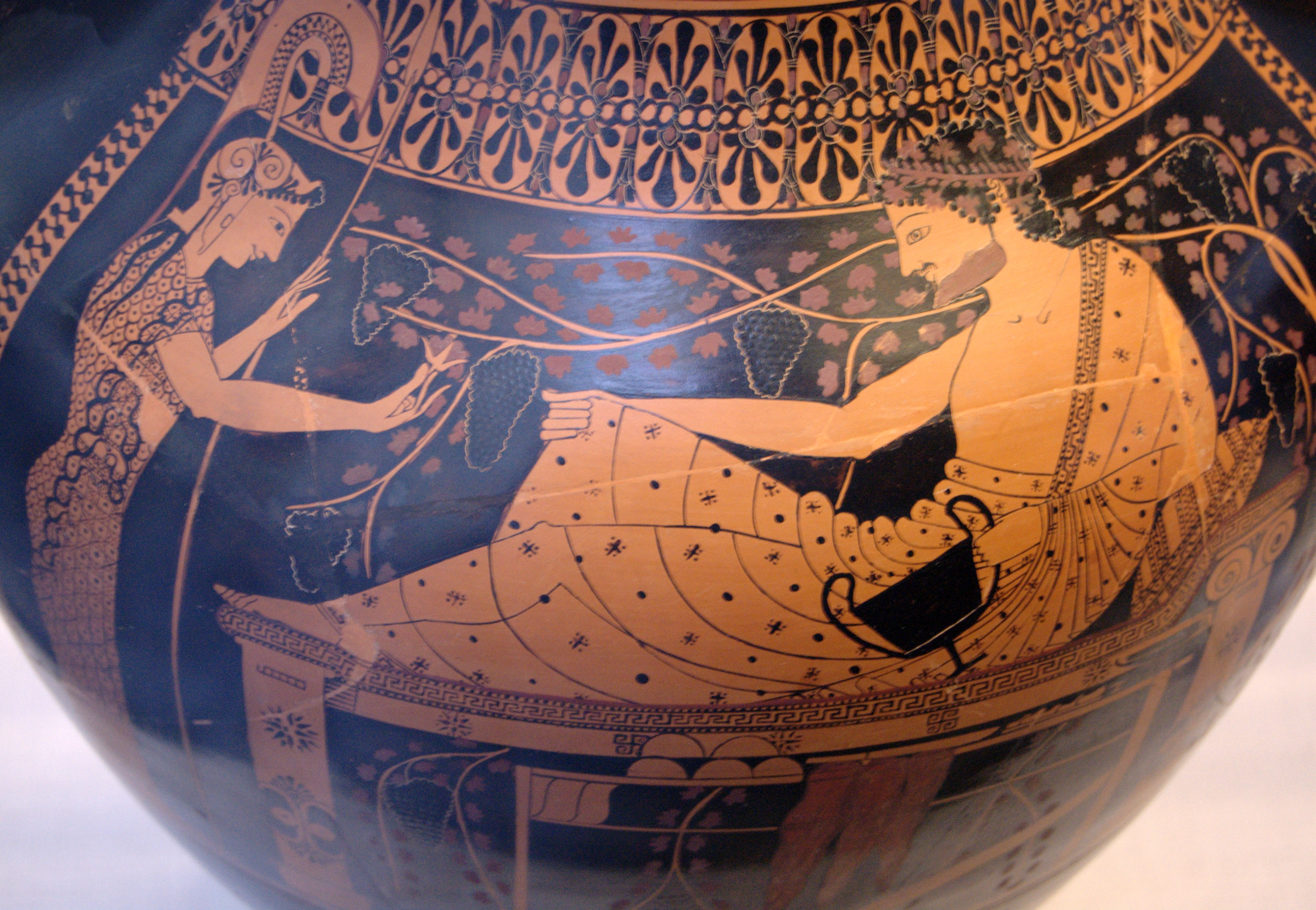
Herakles und Athene, rotfigurige Seite der obigen Amphora des Lysippides-Malers, um 520/10 v. Chr., aus Vulci, heute in den Staatlichen Antikensammlungen

Weitere namhafte Vasenmaler der Zeit sind der Maler der Trauernden im Vatikan, der Princeton-Maler, der Maler von München 1410 und der Schaukel-Maler (540–520 v. Chr.), dem sehr viele Vasen zugeschrieben werden. Er gilt nicht als sehr guter Künstler, doch wirken seine Bilder wegen der Figuren mit ihren großen Köpfen, seltsamen Nasen und nicht selten geballten Fäusten unfreiwillig komisch. Der Rycroft-Maler steht der rotfigurigen Vasenmalerei und den neuen Ausdrucksformen nahe. Besonders gern zeigt er dionysische Bilder, Gespannszenen und die Abenteuer des Herakles. Vielfach zeigt er Umrisszeichnungen. Seine etwa 50 zugewiesenen meist großen Gefäße bemalte er in eleganter Art. Die Klasse von Cabinet des Médailles 218 verzierte vor allem Varianten der Nikosthenischen Amphoren. Die Hypobibazon-Klasse nimmt sich einer neueren Variante der Bauchamphora mit gerundeten Henkeln und Füßen an, bei deren Verzierung vor allem die Schlüsselmäander über den Bildfeldern auffallen. Eine kleinere Variante der Halsamphoren wird von der Drei-Linien-Gruppe bemalt. die Perizoma-Gruppe nahm sich der um 520 v. Chr. neu eingeführten Form des Stamnos an. Daneben arbeiteten am Ende des Jahrhunderts noch der Euphiletos-Maler, der Madrid-Maler und der phantasievolle Priamos-Maler noch in nennenswerter Qualität.
Vor allem Schalenmaler wie Oltos, Epiktetos, Phaidippos und Skythes bemalten Vasen – in erster Linie Augenschalen – in beiden Stilen (Bilingue Vasen). Dabei wurden die Innenseiten meist im schwarz- die Außenseiten meist im rotfigurigen Stil bemalt. Mehrfach gibt es Amphoren, deren Vorder- und Rückseite in verschiedenen Stilen verziert sind. Besonders bekannt sind hier die Werke des Andokides-Malers, deren schwarzfigurigen Seiten dem Lysippides-Maler zugewiesen werden. In der Forschung ist umstritten, ob beide Maler identisch sind. Nur wenige Maler, etwa der Nikoxenos-Maler und der Athena-Maler, arbeiteten in nennenswerter Menge in beiden Techniken. Waren Bilinguen eine kurze Zeit lang recht beliebt, ist ihre Zeit gegen Ende des Jahrhunderts schon wieder vorbei.

### Spätzeit

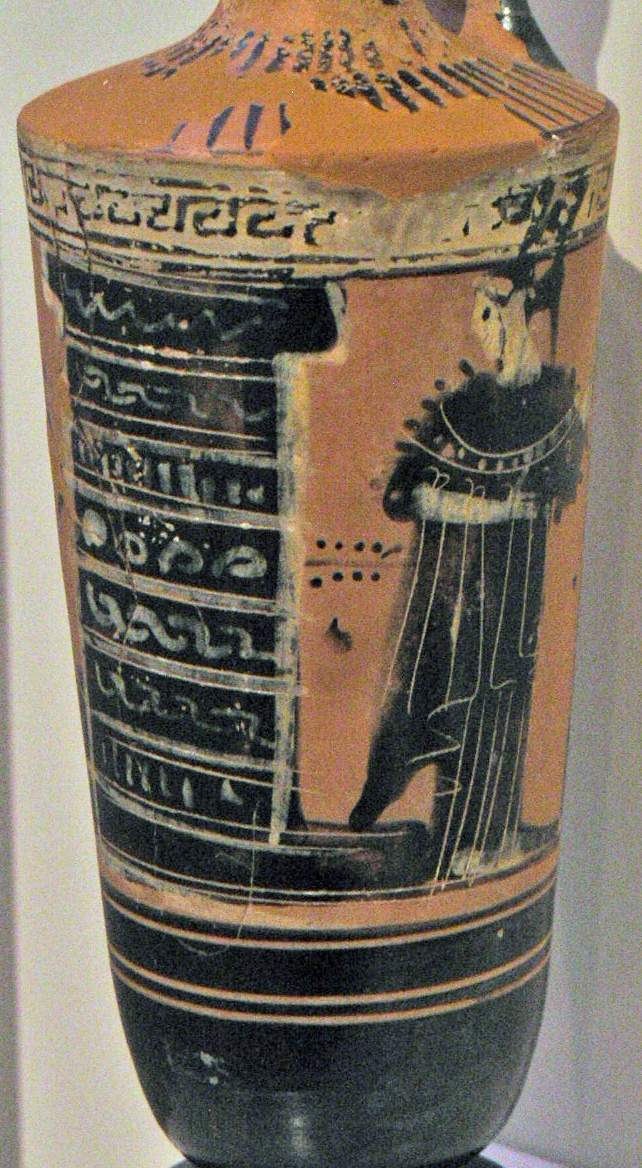
Athene auf einer Lekythos des Beldam-Malers, um 480 v. Chr., gefunden in Vari, heute im Archäologischen Nationalmuseum Athen

Zu Beginn des 5. Jahrhunderts v. Chr., bis spätestens 480 v. Chr., nutzen alle Maler mit Anspruch den rotfigurigen Stil. Doch noch etwa 50 Jahre wurden auch schwarzfigurige Vasen produziert, deren Qualität immer mehr abnahm. Letzte Maler von akzeptabler Qualität auf größeren Vasen waren der Eucharides-Maler und der Kleophrades-Maler. Einzig Werkstätten, die kleinere Formen wie Olpen, Oinochoen, Skyphoi, kleine Halsamphoren und vor allem Lekythen produzierten, arbeiteten noch vermehrt im alten Stil. Dazu zählten etwa die Maler der Lancut-Gruppe, die auf einfach gehaltene Skyphoi in Silhouettentechnik spezialisiert waren. Der Phanyllis-Maler arbeitete unter anderem in der Six-Technik, der Edinburgh-Maler verzierte wie der Gela-Maler die ersten zylindrischen Lekythen. Ersterer bemalte seine Vasen vor allem mit lockeren, klaren und einfachen Bildern in schwarzfiguriger Technik auf weißem Grund. Er führte ein, dass der weiße Untergrund der Vasen recht dick war und nicht mehr auf den Tongrund gemalt wurde. Diese Technik sollte für alle Vasen des weißgrundigen Stils verbindlich werden. Der Sappho-Maler war auf Grablekythen spezialisiert. Besonders produktiv war die Werkstatt des Haimon-Malers, von dem mehr als 600 Gefäße erhalten sind. Athena-Maler, (vielleicht identisch mit dem rotfigurigen Bowdoin-Maler), und Perseus-Maler verzierten weiterhin die größeren Standardlekythen. Die Bilder des Athena-Malers strahlen noch etwas von der Würde der Bilder der Leagros-Gruppe aus. Der Marathon-Maler ist vor allem für die Grablekythen bekannt, die man im Grabtumulus für die 490 v. Chr. in der Schlacht bei Marathon gefallenen Athener gefunden hat. Als letzter bedeutender Lekythenmaler begann um 470 v. Chr. der Beldam-Maler seine Arbeit, die er bis etwa 450 v. Chr. fortführte. Abgesehen von den Panathenäischen Preisamphoren endete der schwarzfigurige Stil in Attika zu dieser Zeit.

### Panathenäische Preisamphoren
siehe Hauptartikel Panathenäische Preisamphore

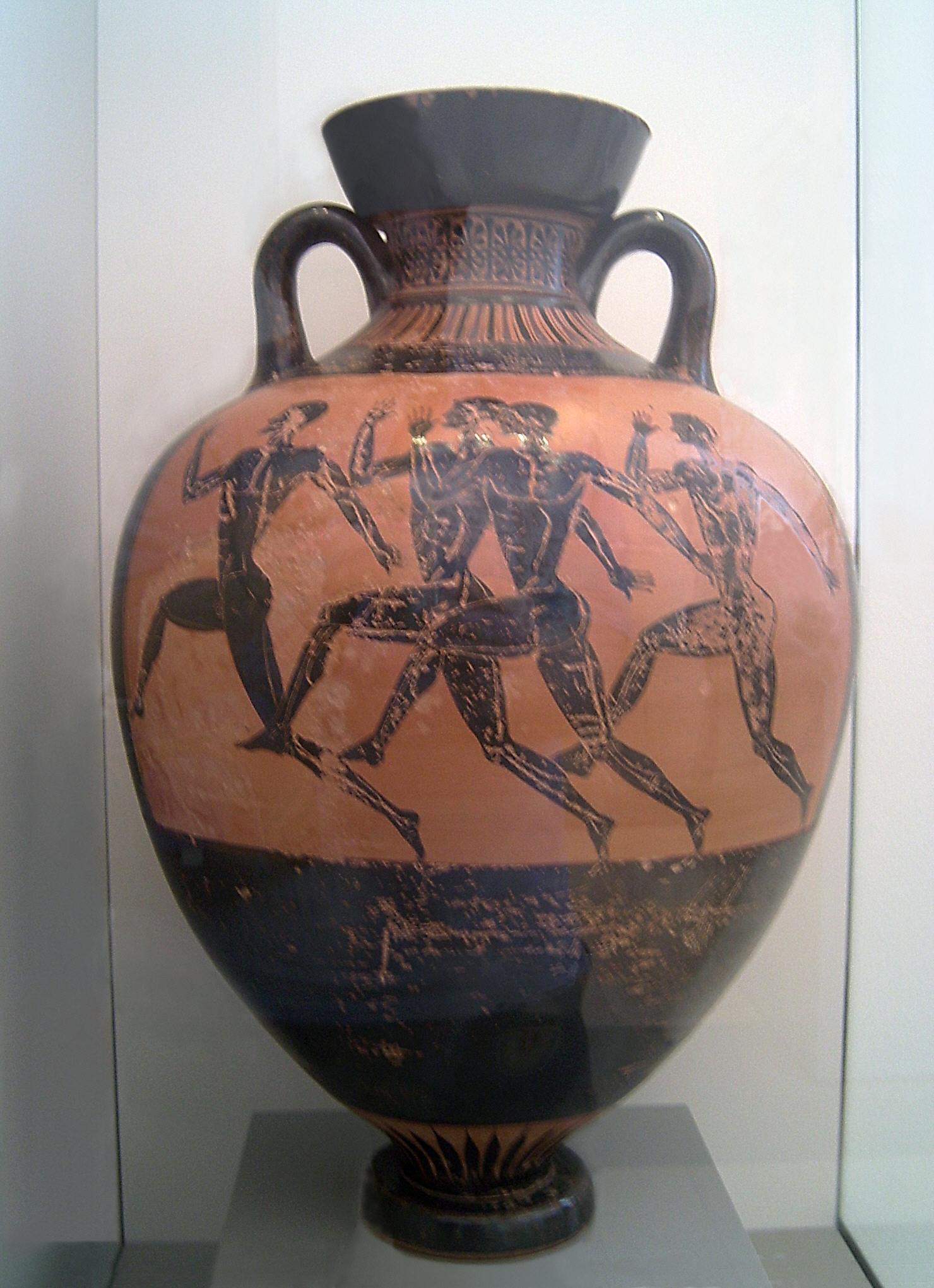
Wettlauf auf einer Panathenäischen Preisamphora, dem Berliner Maler zugeschrieben, um 480/70 v. Chr., gefunden in Nola, heute in der Antikensammlung Berlin/Altes Museum

Unter den schwarzfigurigen Vasen Attikas nehmen die Panathenäischen Preisamphoren eine Sonderstellung ein. Sie waren seit 566 v. Chr. – der Einführung oder Reorganisation des Panathenäen-Festes – Siegerpreis für die Gewinner der sportlichen Wettbewerbe. Auf der Vorderseite waren sie standardmäßig mit einem Bild der Göttin Athene zwischen zwei Säulen, auf denen Hähne stehen, geschmückt, auf der Rückseite mit einer Darstellung aus dem Sport. Die Form war stets dieselbe und änderte sich nur wenig in der langen Produktionszeit. Die Bauchamphora war zunächst besonders bauchig, hatte einen kurzen Hals und einen schmalen, hohen Fuß. Gefüllt waren die Amphoren mit einem der Hauptexportgüter der Stadt, Olivenöl. Um 530 v. Chr. werden die Hälse kürzer und der Körper etwas schmaler. Um 400 v. Chr. sind die Schultern schon weit eingezogen, die Kurve des Vasenkörpers wirkt schlaff. Seit 366 v. Chr. sind die Vasen wieder eleganter und noch schmaler geworden.

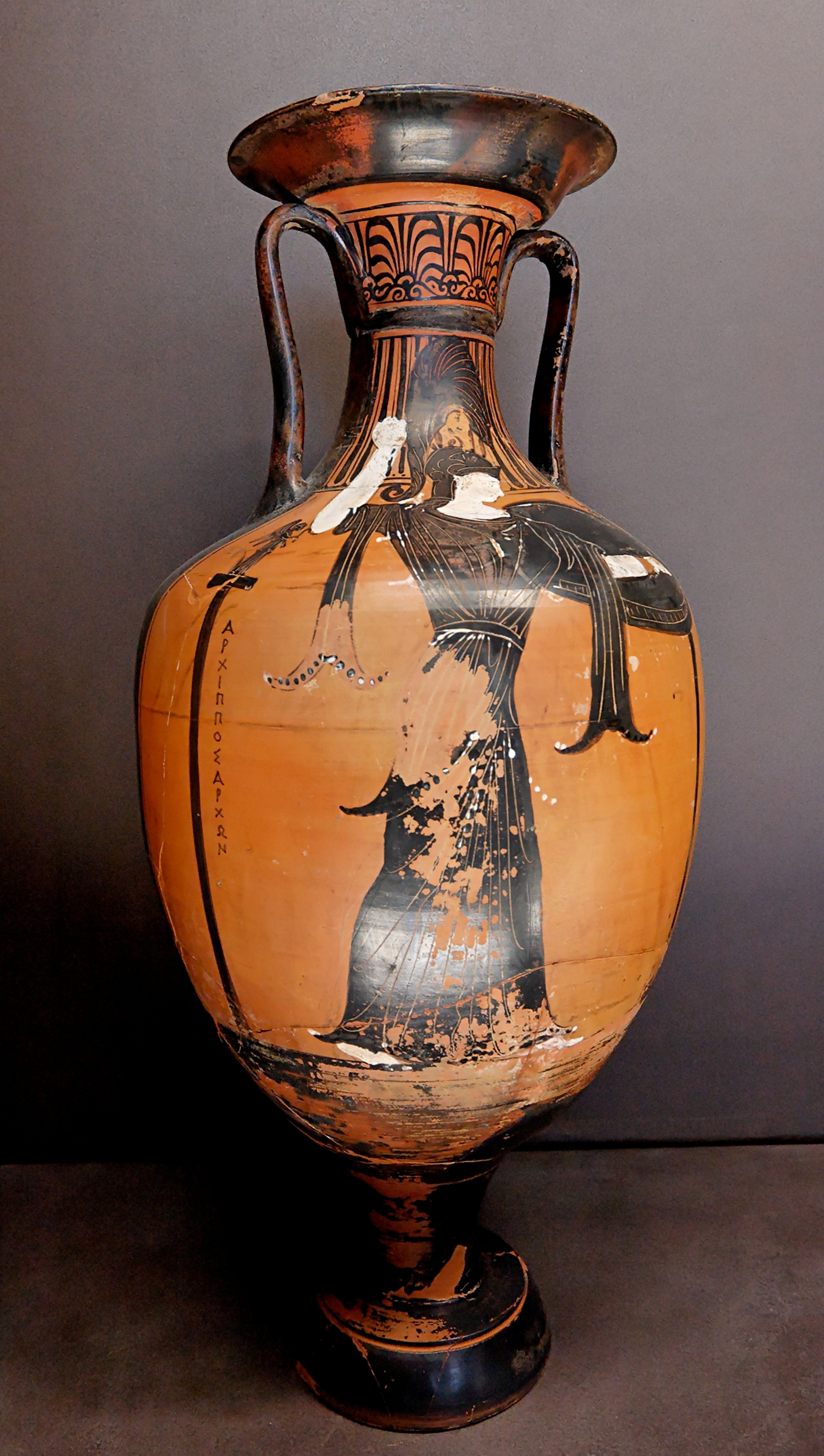
Athena auf einer Preisamphore mit der Inschrift „Archippos, archon“ (321/20 v. Chr.), gefunden in Benghazi, heute im Louvre

Hergestellt wurden die Vasen vor allem in den führenden Werkstätten der Stadt. Es scheint eine Auszeichnung oder besonders lukrativ gewesen zu sein, den Auftrag für die Produktion der Vasen bekommen zu haben. Damit erklären sich auch die vielen Preisamphoren von herausragenden Vasenmalern. Neben schwarzfigurigen Meistern wie dem Euphiletos-Maler, Exekias, Hypereides und der Leagros-Gruppe sind auch viele rotfigurige Meister als Schöpfer der Preisamphoren bekannt. Dazu gehören der Eucharides-Maler, der Kleophrades-Maler, der Berliner Maler, der Achilleus-Maler und Sophilos, der als einziger eine der bekannten Vasen signierte. Die erste Amphora, die Burgon-Vase, stammte von der Burgon-Gruppe. Da seit dem 4. Jahrhundert v. Chr. manchmal der Name des amtierenden Archon auf der Vase vermerkt ist, kann man manche der Vasen genau datieren. Da die Panathenäen ein religiöses Fest waren, veränderte sich am Stil und der Dekorationsform weder etwas während der Zeit des rotfigurigen Stils, noch nachdem eigentlich keine figürliche Vasenmalerei mehr in Athen betrieben wurde. Die Preisamphoren wurden somit bis ins 2. Jahrhundert v. Chr. produziert. Heute sind etwa 1000 solcher Vasen bekannt. Da für manche Zeiten bekannt ist, wie hoch die Siegprämien waren, kann geschätzt werden, dass etwa ein Prozent der Vasen erhalten ist. Wenn man das weiter hochrechnet, kommt man auf zusammen etwa 7 Millionen produzierter figürlich bemalter Vasen in Athen. Neben den Preisamphoren wurden auch imitierende Formen, die sogenannten Pseudo-Panathenäischen Preisamphoren geschaffen.

## Rotfigurige Vasenmalerei
siehe auch Rotfigurige Vasenmalerei

### Anfänge

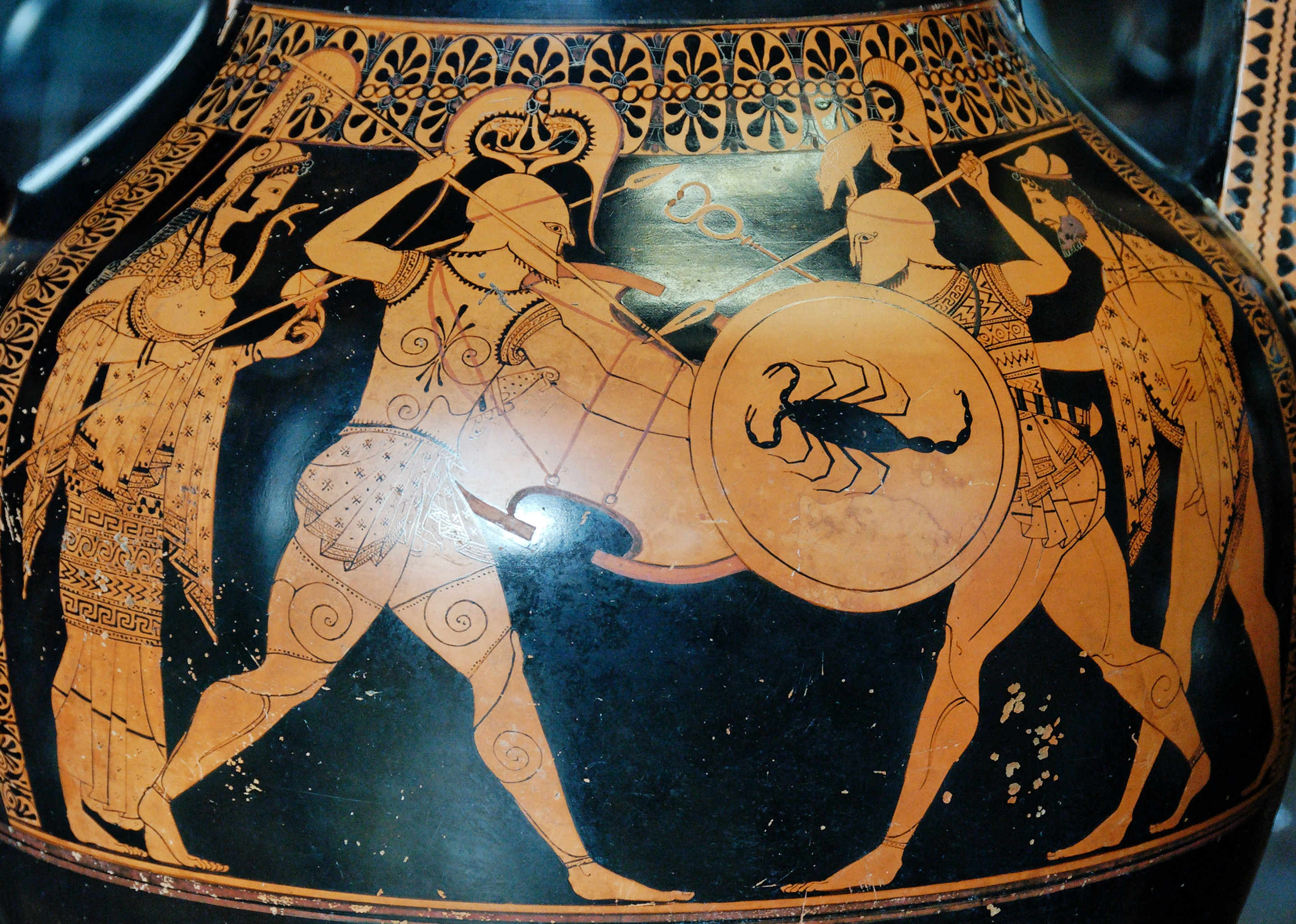
Kämpfer, flankiert von Hermes und Athene, Amphora des Töpfers Andokides und des Andokides-Malers, um 530 v. Chr.

Um 530 v. Chr. wurden erstmals Vasen im rotfigurigen Stil produziert. Als Erfinder dieser Technik gilt gemeinhin der Andokides-Maler. Er und andere sehr frühe Vertreter des neuen Stils, wie beispielsweise Psiax, bemalten Vasen zunächst in beiden Stilen, indem sie die Bildfelder der einen Seite in schwarzfiguriger, die der anderen Seite in rotfiguriger Technik ausführten. Derartige Gefäße, etwa die Bauchamphora des Andokides-Malers in München, werden Bilinguen genannt. Zwar waren im Vergleich zum schwarzfigurigen Stil schon große Fortschritte zu erkennen, doch noch immer wirkten die Figuren steif und es gab selten Überschneidungen der Bildinhalte. Viele Techniken des alten Stils wurden noch für ihre Herstellung verwendet. So finden sich nicht selten Ritzlinien oder der zusätzliche Auftrag roter Farbe (added red), mit der größere Farbflächen koloriert wurden.

### Pionierzeit

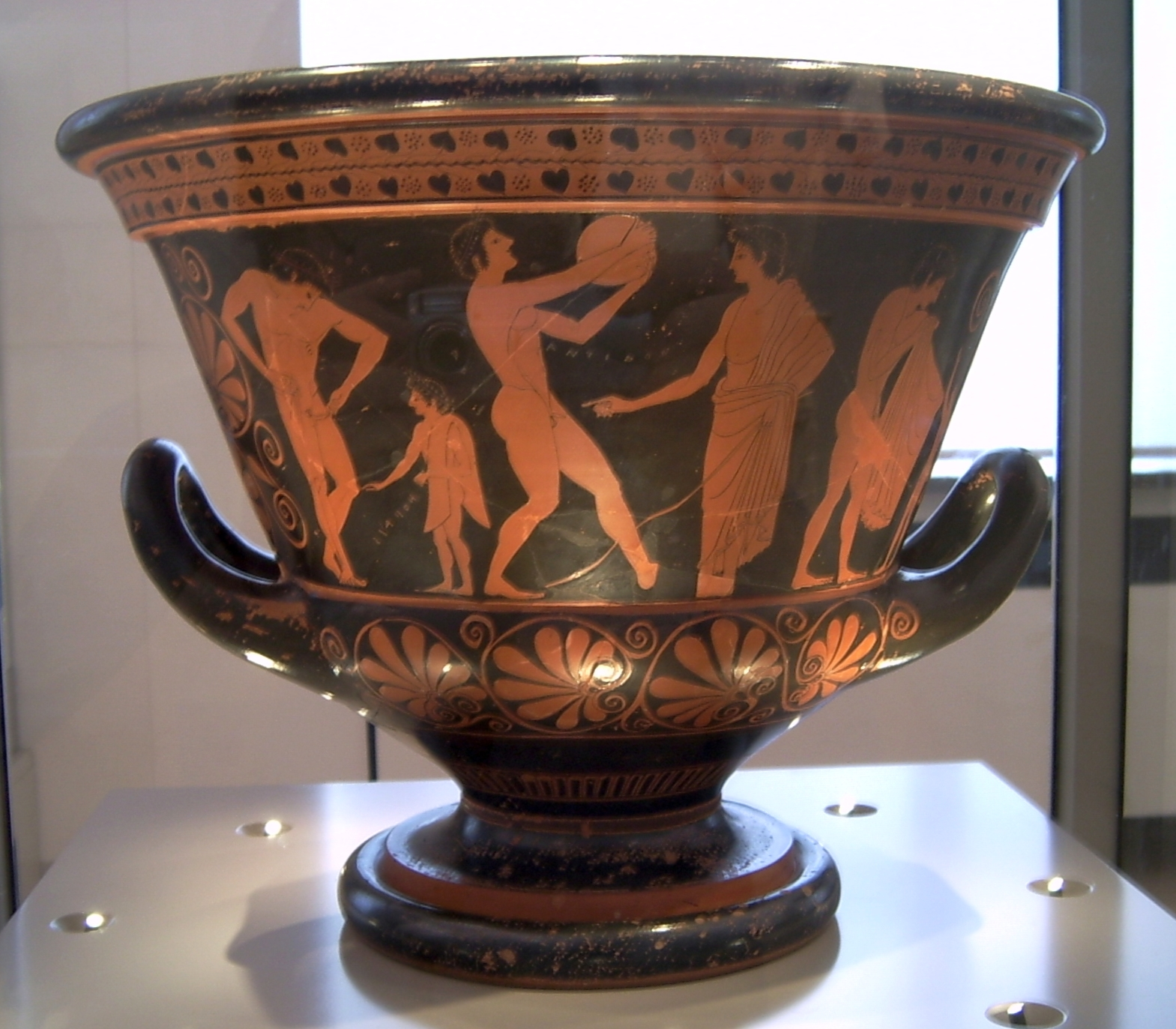
Euphronios zugeschriebener Krater in der Antikensammlung Berlin mit der Darstellung einer Palästraszene: Sportler bei der Vorbereitung auf den Wettkampf, um 510/500 v. Chr.

Den Schritt hin zur Ausreizung der Möglichkeiten der rotfigurigen Malerei machten die Künstler der sogenannten Pioniergruppe. Ihre Wirkungszeit wird etwa in die Jahre zwischen 520 und 500 v. Chr. datiert. Bedeutende Vertreter waren Euphronios, Euthymides und Phintias. Diese von der Forschung erschlossene und definierte Gruppe experimentierte mit den verschiedenen Möglichkeiten des Stils. So erschienen die dargestellten Figuren in neuen Körperhaltungen mit Rücken- und Frontalansichten, es gab Experimente mit perspektivischen Verkürzungen und die Kompositionen wurden insgesamt dynamischer. Als technische Neuerung führte wohl Euphronios die Relieflinie ein. Zudem wurden neue Gefäßformen entwickelt, was dadurch begünstigt wurde, dass viele Maler der Pioniergruppe auch als Töpfer arbeiteten. Neu waren etwa der Psykter und die Pelike. Außerdem wurden großformatige Kratere und Amphoren bevorzugt. Obwohl die Gruppe keinen echten Zusammenhalt hatte, gab es sehr wohl Verbindungen zwischen den einzelnen Malern, die sich offensichtlich beeinflussten, sich in einer Art freundschaftlichen Wettstreits befanden und sich gegenseitig anspornten. So prahlte Euthymides in einer Inschrift „wie [es] Euphronios niemals [gekonnt hätte]“. Überhaupt ist es ein Zeichen der Pioniergruppe, dass sie sehr schreibfreudig war. Kennzeichnungen der dargestellten mythologischen Figuren und Kalos-Inschriften waren eher die Regel als die Ausnahme.
Neben den Gefäßmalern arbeiteten auch einige bedeutende Schalenmaler mit dem neuen Stil. Zu ihnen gehörten Oltos und Epiktetos. Sie verzierten viele ihrer Werke bilingual, nutzen die rotfigurige Technik dann meist für die Innenseite der Schalen.

### Spätarchaik

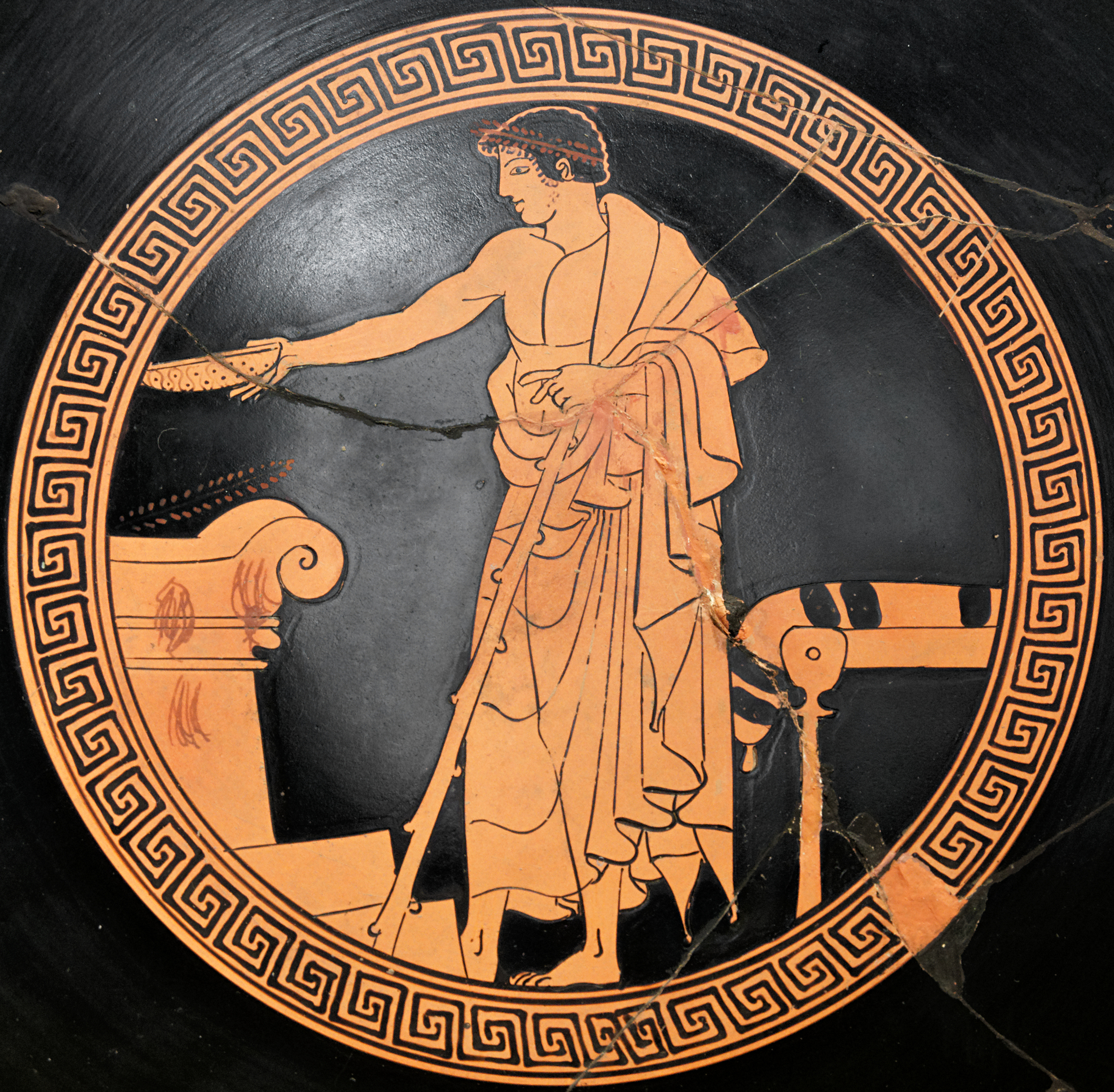
Jüngling bei der Libation, Innenseite einer Schale, um 480 v. Chr.

Die auf die Pioniere folgende Generation von Künstlern der Spätarchaik (etwa 500 bis 470 v. Chr.) führten den neuen Stil zur Blüte. Die auch zu dieser Zeit noch produzierten schwarzfigurigen Vasen erreichten keine vergleichbare Qualität mehr und wurden nahezu völlig verdrängt. Einige der bedeutendsten Vasenmaler wirkten in dieser Zeit. Zu nennen sind bei den Gefäßmalern etwa der Berliner Maler und der Kleophrades-Maler, unter den Schalenmalern ragten Onesimos, Duris, Makron und der Brygos-Maler heraus. Nicht nur die Qualität wurde immer besser, auch die Produktion verdoppelte sich in dieser Zeit. Athen wurde zum beherrschenden Produzenten von Feinkeramik in der Mittelmeerwelt, nahezu alle regionalen Produktionen außerhalb Attikas traten in seinen Schatten.
Kennzeichnend für den Erfolg der attischen Vasen war die nun perfekt beherrschte perspektivische Verkürzung, was die dargestellten Figuren in ihren Körperhaltungen und Handlungen weitaus natürlicher erscheinen ließ. Außerdem setzte eine massive Verringerung des Dargestellten ein. Ornamentale Verzierungen traten stark in den Hintergrund, die Anzahl der dargestellten Figuren wurde deutlich reduziert, ebenso die dargestellten anatomischen Details. Im Gegenzug wurden viele neue Themen in die Vasenmalerei eingeführt. Besonderer Beliebtheit erfreute sich nun der Sagenkreis um Theseus. Neue oder veränderte Gefäßformen wurden von den Malern gern angenommen, darunter etwa die Nolanische Amphora, Lekythen, Schalen des Typus B, Askoi und Dinoi. Es ist zudem eine steigende Spezialisierung von Gefäß- und Vasenmalern festzustellen.

### Früh- und Hochklassik

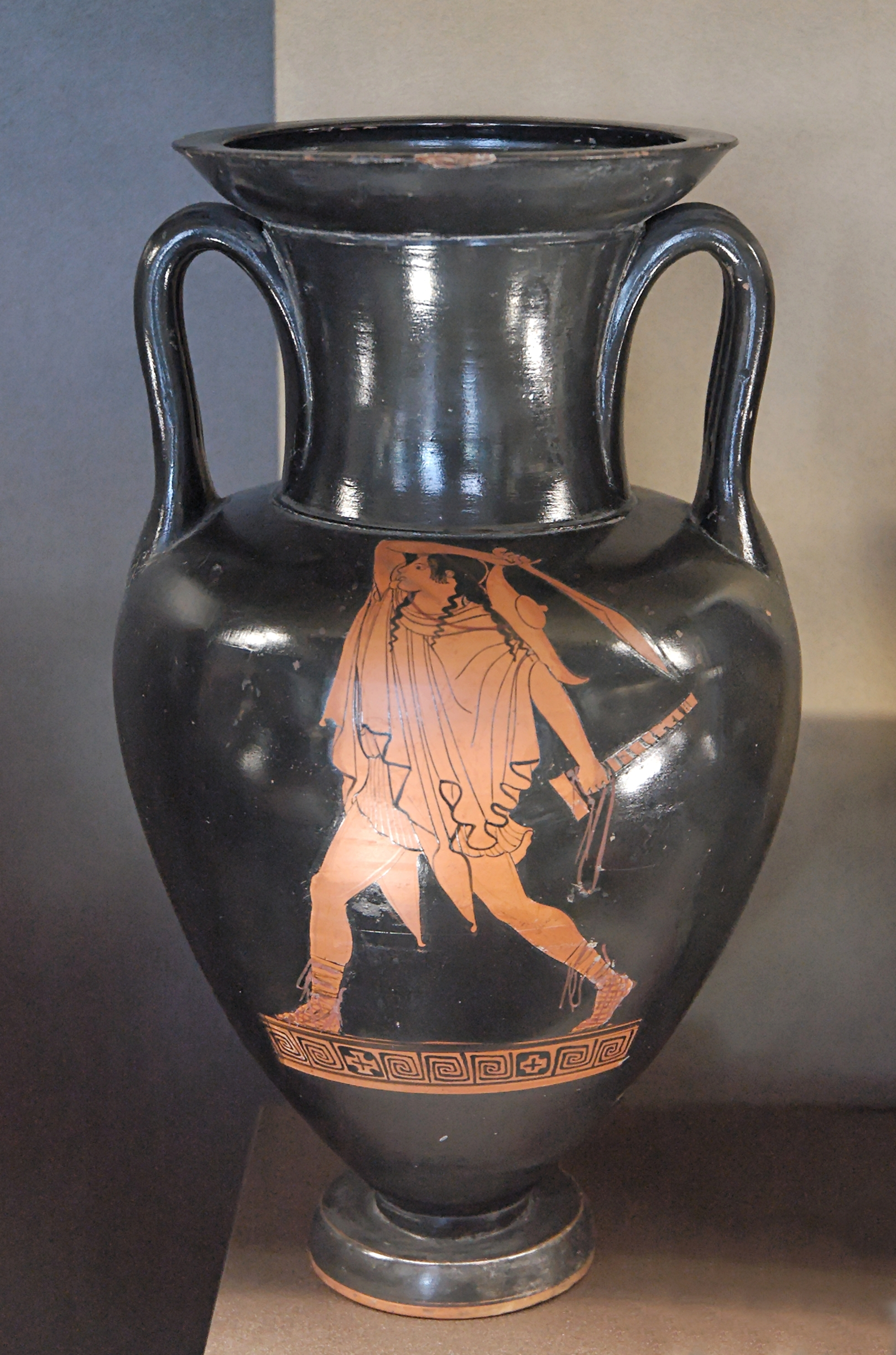
Halsamphora des Providence-Malers, ein junger Mann schwingt ein Schwert, um 470 v. Chr.

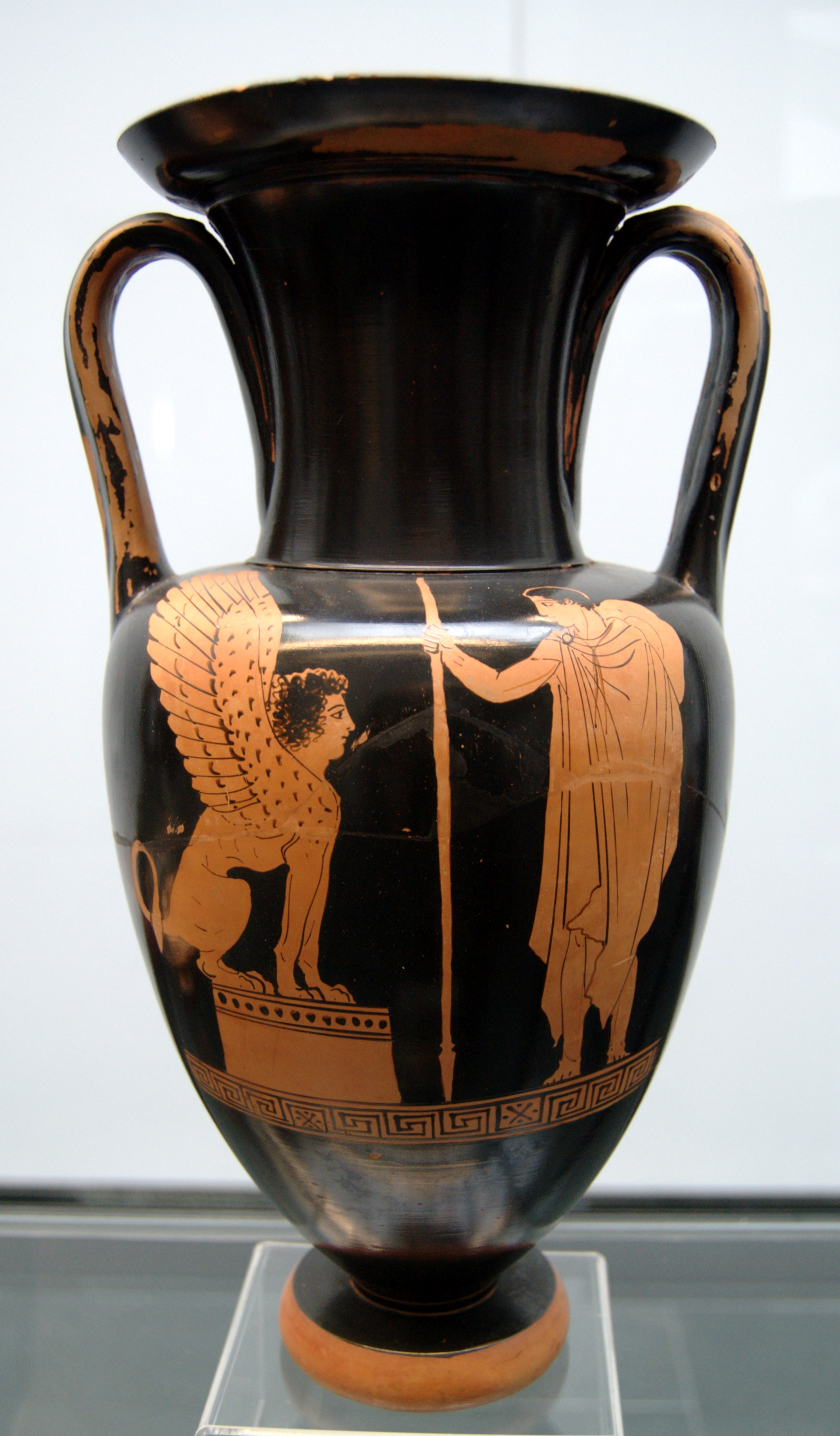
Ödipus und der Sphinx, Nolanische Amphora des Achilleus-Malers, um 440/430 v. Chr.

Das besondere Merkmal frühklassischer Figuren war, dass sie nicht selten untersetzter waren als bei früheren Malern und nicht mehr so dynamisch wirkten. Dadurch wirkten die Bilder häufig ernsthaft, manchmal gar pathetisch. Die Faltenwürfe der Gewänder waren hingegen nicht mehr so linear und wirkten nun plastischer. Zudem änderte sich die Art der Darstellung nachhaltig. Zum einen wurde nun häufig nicht mehr der Moment eines bestimmten Ereignisses gezeigt, sondern die unmittelbar davor liegende Situation und damit der Weg zu einer Begebenheit. Zum anderen begannen nun auch andere neue Errungenschaften der athenischen Demokratie ihre Wirkung zu zeigen. So sind Einflüsse der Tragödie und auch der Wandmalerei feststellbar. Da die griechische Wandmalerei fast vollständig verloren ist, sind die Reflexe in der Vasenmalerei ein – wenn auch bescheidenes – Hilfsmittel bei der Erforschung dieser Kunstgattung. Auch beeinflusste beispielsweise der neu geschaffene Parthenon und seine Skulpturenausstattung die Vasenmaler hochklassischer Zeit. Das schlug sich besonders in der Darstellung der Gewänder nieder. Der Fall des Stoffes wirkte nun natürlicher und die Faltenwiedergabe wurde vermehrt, was zu einer größeren Darstellungstiefe führte. Bildkompositionen wurden nochmals vereinfacht. Die Künstler legten besonderen Wert auf Symmetrie, Harmonie und Ausgeglichenheit. Die nun wieder schlankeren Figuren strahlten oft eine in sich versunkene, göttergleiche Ruhe aus.
Bedeutende Künstler der Früh- und Hochklassik von etwa 480 bis 425 v. Chr. sind der Providence-Maler, Hermonax und der Achilleus-Maler, die die Tradition des Berliner Malers fortsetzten. Auch der Phiale-Maler, der als Schüler des Achilleus-Malers gilt, gehört zu den wichtigen Künstlern. Außerdem entstanden neue Werkstatttraditionen. Besonders bedeutend waren dabei die sogenannten „Manieristen“, deren hervorragender Vertreter der Pan-Maler war. Eine weitere Werkstatttradition begann mit dem Niobiden-Maler und wurde von Polygnotos, dem Kleophon-Maler und dem Dinos-Maler fortgesetzt. Die Bedeutung der Schalen nahm ab, wenngleich sie beispielsweise in der Werkstatt des Penthesilea-Malers noch in großen Mengen produziert wurden.

### Spätklassik

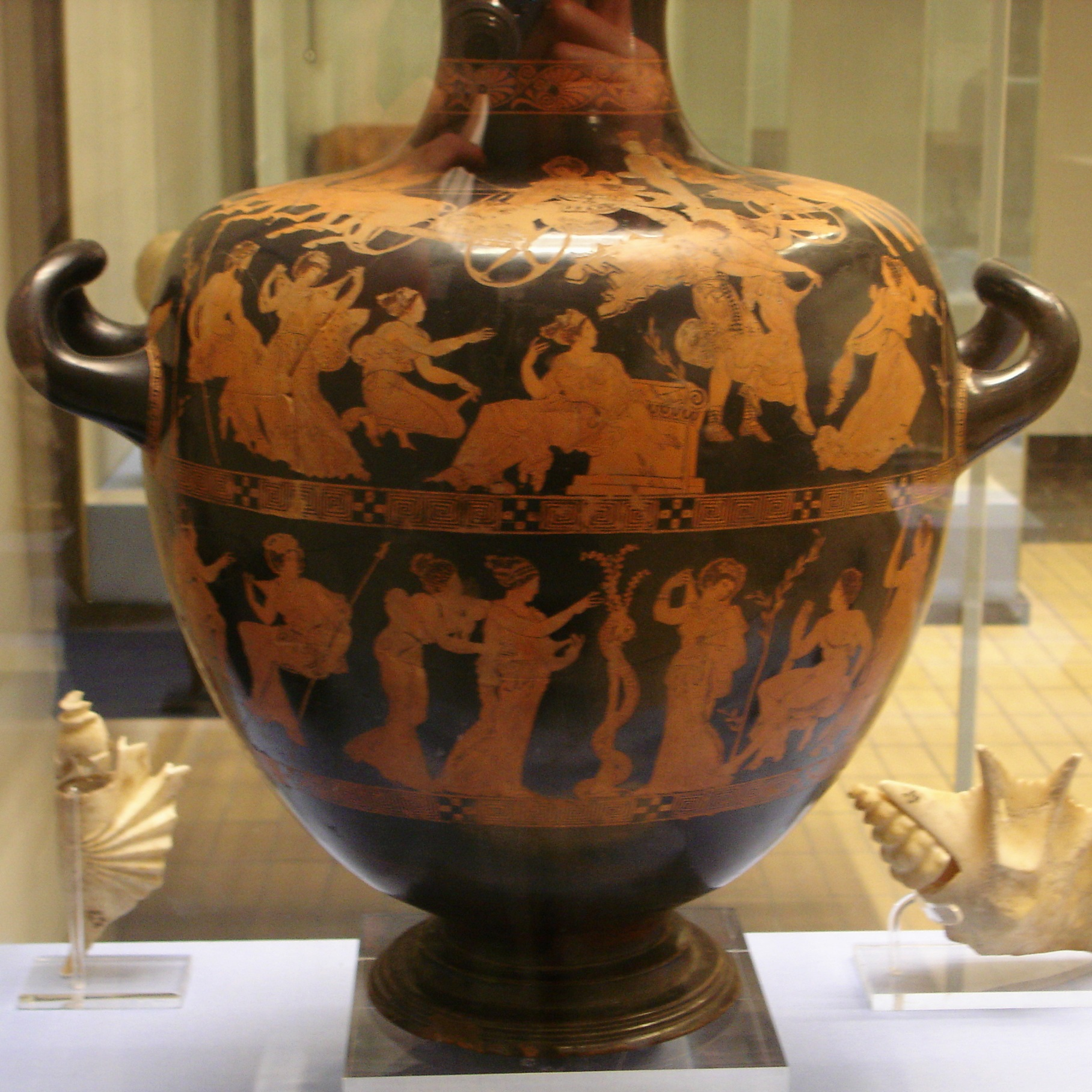
Namenvase des Meidias-Malers, Im oberen Fries der Hydria ist der Raub der Leukippiden durch die Dioskuren, im unteren Fries Herakles im Garten der Hesperiden und eine Gruppe lokaler Helden Athens, um 420/400 v. Chr.

Während der Spätklassik entstanden ab dem letzten Viertel des 5. Jahrhunderts v. Chr. zwei gegensätzliche Strömungen. Zum einen entwickelte sich eine am „Reichen Stil“ der Skulptur orientierte Richtung, zum anderen wurden die Entwicklungen aus der Hochklassik beibehalten. Wichtigster Vertreter des Reichen Stils war der Meidias-Maler. Charakteristische Merkmale sind durchscheinende Gewänder und eine große Anzahl von Gewandfalten. Zudem werden vermehrt Schmuck und andere Objekte dargestellt. Besonders auffällig ist die Verwendung von weiteren Farben, meist Weiß oder Gold, welche im Relief wiedergegebene Accessoires hervorheben. Damit wurde erstmals versucht, eine dreidimensionale Darstellung auf Vasen zu schaffen. Im Laufe der Zeit setzte zudem eine „Verweichlichung“ ein. Der männliche Körper, der bislang vor allem durch die Darstellung von Muskeln definiert wurde, verlor dieses auffällige Darstellungsmerkmal.

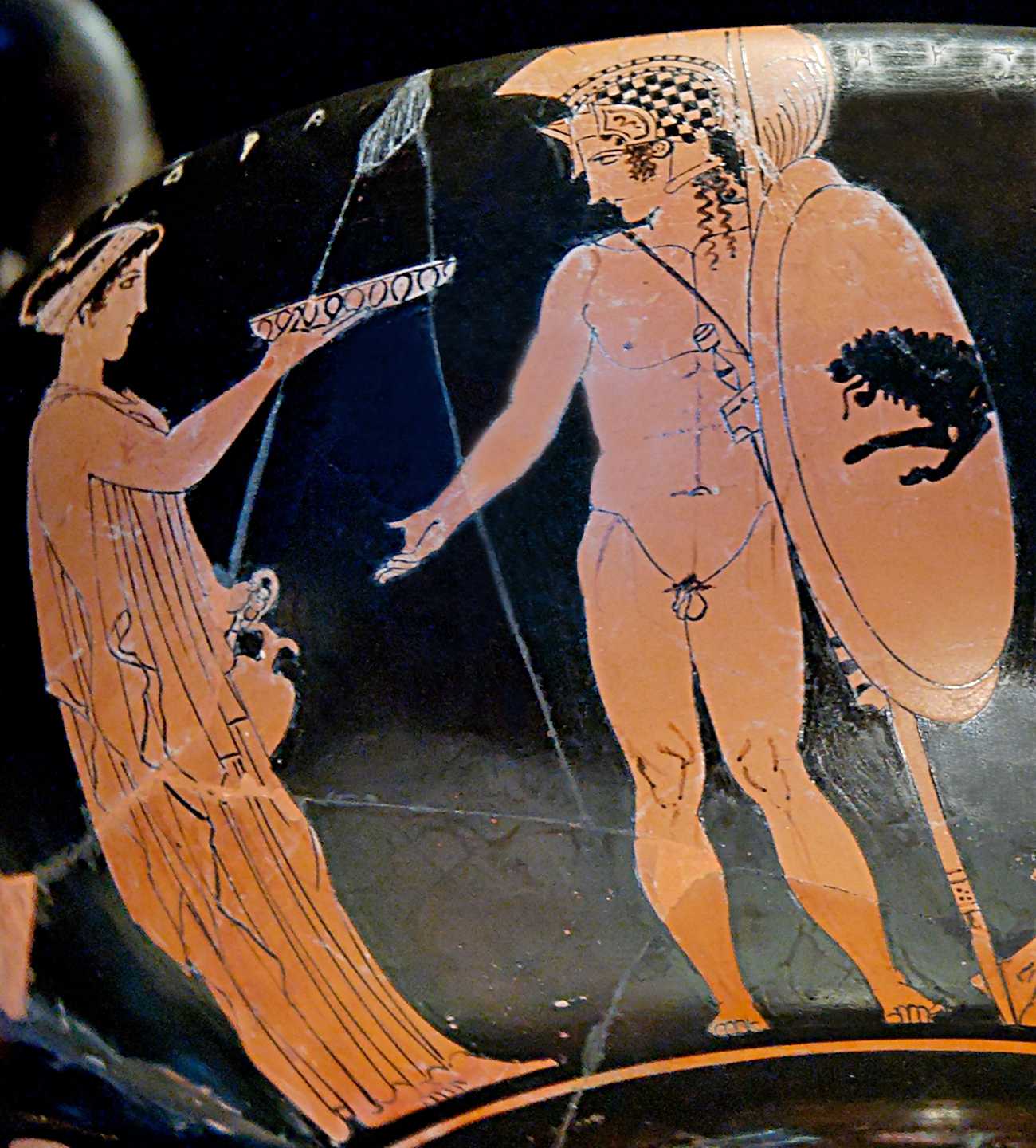
Kassandra und Hektor auf einem Kantharos des Eretria-Malers, um 425/20 v. Chr.

Die dargestellten Szenen widmeten sich nun auch seltener mythologischen Themen als zuvor. Bilder aus der privaten Welt gewannen an Bedeutung. Vor allem Darstellungen aus der Lebenswelt von Frauen sind häufig zu finden. Bei mythologischen Szenen dominieren Bilder mit Dionysos und Aphrodite. Warum dieser Wandel in der Darstellungsweise bei einem Teil der Künstler einsetzte, ist nicht genau bekannt. Einerseits wird ein Zusammenhang mit den Schrecken des Peloponnesischen Krieges vermutet, anderseits wird es mit dem Verlust der vorherrschenden Stellung Athens auf dem mediterranen Töpfermarkt zu erklären versucht, was letztlich auch eine Kriegsfolge gewesen wäre. Nun hätten neue Märkte, etwa in Spanien, erschlossen werden müssen, wo die Kundschaft andere Wünsche und Bedürfnisse hatte. Diesen Theorien widerspricht, dass der alte Stil von manchen Künstlern beibehalten wurde. Andere Künstler, wie der Eretria-Maler, versuchten beide Stile zu verbinden. Die besten Arbeiten der Spätklassik finden sich auf kleinformatigen Vasentypen wie Bauchlekythen, Pyxiden und Oinochoen. Ebenfalls beliebt waren die Lekanis, der Glockenkrater und die Hydria.
Um 370 v. Chr. endet die Produktion üblicher rotfiguriger Keramik. Sowohl der Reiche als auch der Schlichte Stil existierten bis dahin weiter. Der wichtigste Vertreter des Reichen Stils war zu dieser Zeit der Meleager-Maler, der des Schlichten Stils der letzte bedeutende Schalenmaler, der Jena-Maler.

### Kertscher Vasen

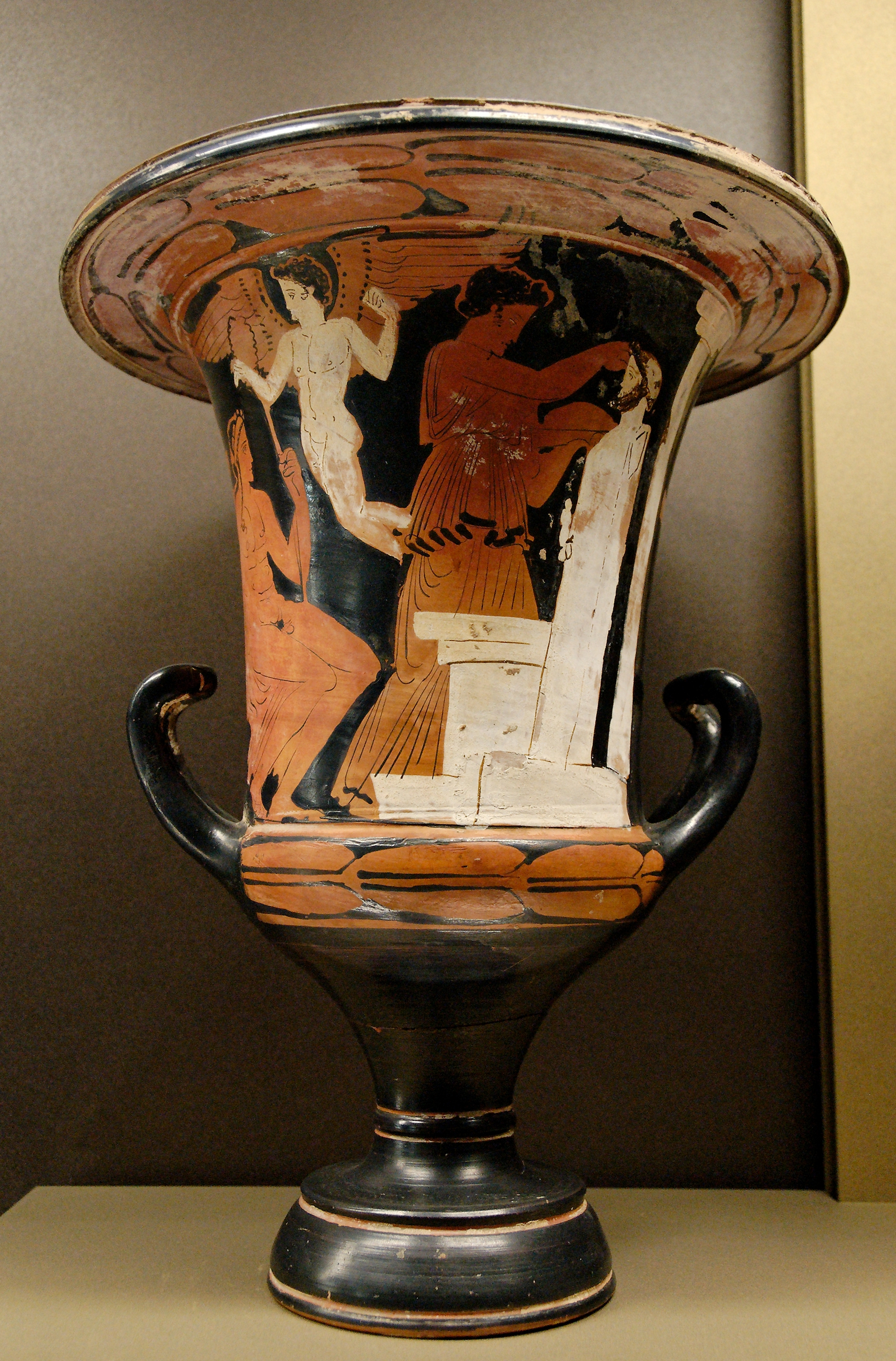
Wahrscheinlich eine Kultszene für Dionysos, Kelchkrater des Malers von Athen 1375, um 375/50 v. Chr., gefunden in Griechenland, heute im Louvre

Die letzten Jahrzehnte rotfiguriger Vasenmalerei in Athen wurden von den Kertscher Vasen geprägt. Der von ihnen vertretene Stil, der etwa 370 bis 330 v. Chr. bestimmend war, bildete eine Verbindung des Reichen und des Schlichten Stils, wobei der Reiche Stil einen größeren Einfluss hatte. Typisch für die Kertscher Vasen waren überladene Bildkompositionen mit großen, statuenhaften Figuren. Neben den bislang gängigen zusätzlichen Farben kommen nun auch Blau, Grün und andere hinzu. Um Volumen und Schatten zu zeigen, wird verdünnter, verlaufender Glanzton aufgetragen. Manchmal werden ganze Figuren appliziert, das heißt als kleine figürliche Reliefs dem Vasenkörper aufgesetzt. Die Anzahl der verschiedenen Gefäßformen geht stark zurück. Übliche Bildträger waren jetzt Peliken, Kelchkratere, Bauchlekythen, Skyphoi, Hydrien und Oinochoen. Dargestellt wurden in besonders großer Zahl Szenen aus dem Leben der Frauen. Bei mythologischen Bildern herrschte weiterhin Dionysos vor, außerdem Ariadne und Herakles bei den Heroen. Bedeutendster Künstler ist der Marsyas-Maler.
Spätestens um 320 v. Chr. wurden die letzten Vasen mit figürlichen Darstellungen in Athen geschaffen. Danach wurden noch einige Zeit Vasen in dieser Technik hergestellt, die jedoch unfigürlich dekoriert wurden. Letzte fassbare Vertreter sind die Maler der bezeichnenderweise YZ genannten Gruppe.

## Künstler und Werke

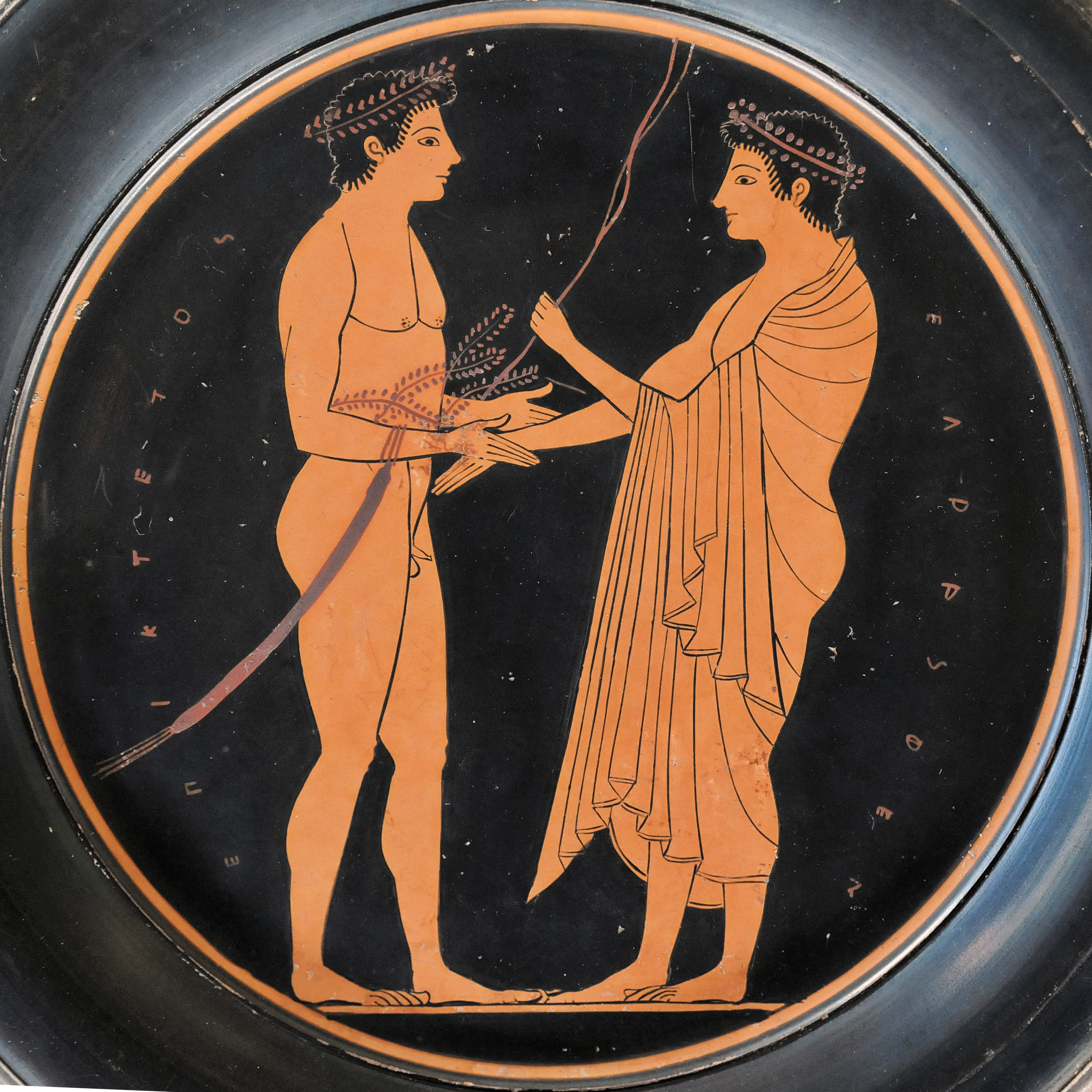
Malersignatur des Epiktetos, Kylix-Tondo mit einer Palästraszene, um 520/10 v. Chr.

Das Töpferviertel Athens war der Kerameikos. Hier gab es diverse kleinere und wohl auch größere Werkstätten. 1852 fand man dort bei Bauarbeiten in der Hermesstraße die Werkstatt des Jenaer Malers. Die dort gefundenen Artefakte befinden sich heute in der Universitätssammlung der Friedrich-Schiller-Universität Jena. Besitzer der Werkstätten waren nach heutiger Erkenntnis die Töpfer. Von etwa 40 attischen Vasenmalern ist aus Beischriften der Name bekannt. Zum Namen gehörte im Allgemeinen der Zusatz ἐγραψεν (égrapsen, hat gemalt). Dem gegenüber stand die Signatur der Töpfer, ἐποίησεν (epoíesen, hat gemacht), die sich mehr als doppelt so oft, nämlich etwa 100-mal fand. Waren die Signaturen schon seit etwa 580 v. Chr. bekannt, steigerte sich ihre Verwendung bis zu einem Höhepunkt während der Pionierzeit. Doch mit einer veränderten, negativeren Einstellung zum Handwerk nahm im Laufe der Zeit, spätestens seit der Klassik, auch die Anzahl der belegten Signaturen wieder ab. Insgesamt sind solche Signaturen jedoch recht selten und da sie häufig auf besonders guten Stücken gefunden wurden, lässt sich daraus sicher der Stolz der Töpfer und Vasenmaler erkennen.

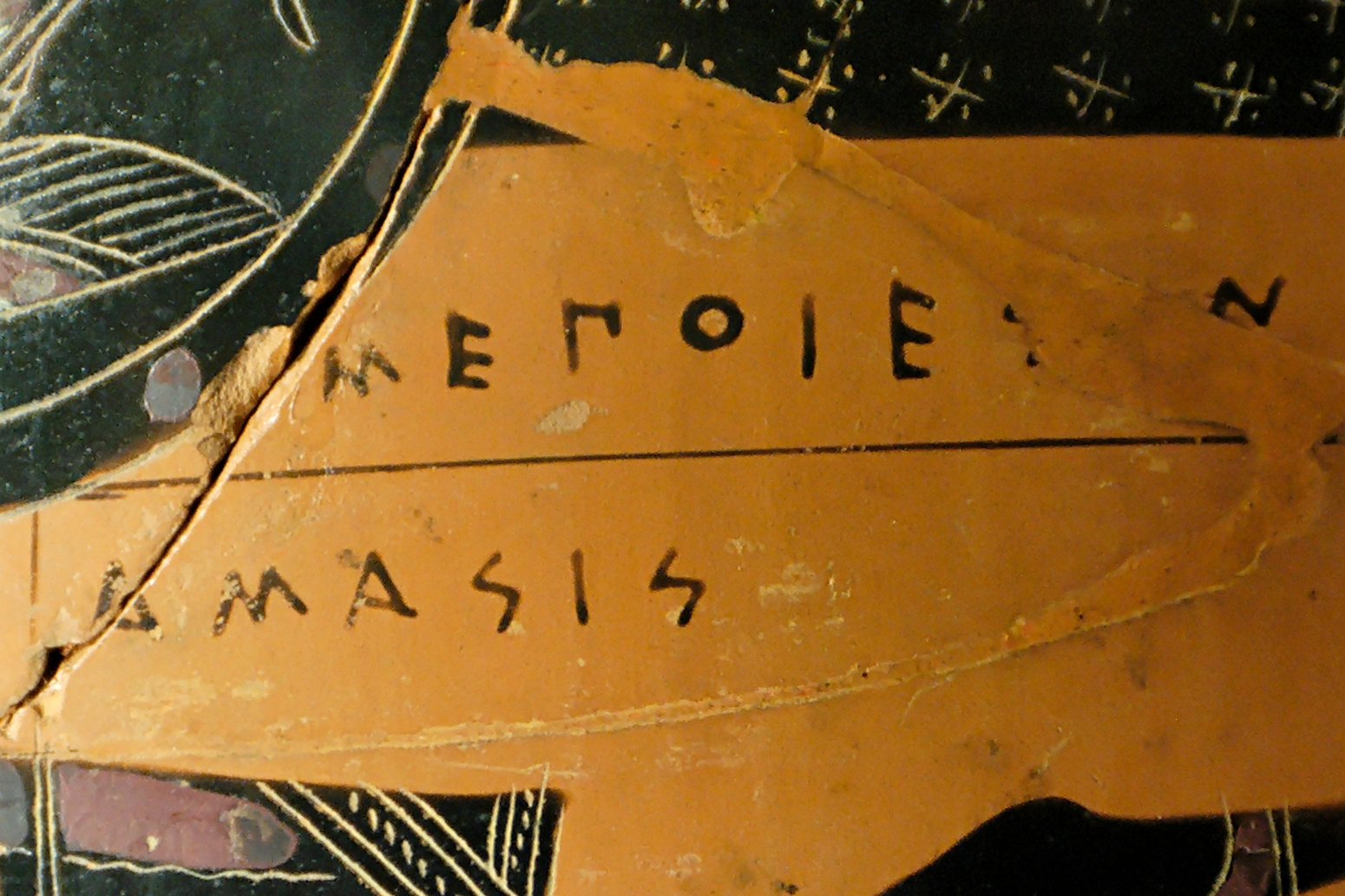
Töpfersignatur des Amasis auf einer Olpe, um 550/30 v. Chr.

Der Status der Maler bleibt im Vergleich mit den Töpfern manchmal unklar. Da beispielsweise Euphronios und andere Maler später selbst als Töpfer arbeiteten, ist anzunehmen, dass zumindest ein beträchtlicher Teil keine Sklaven waren. Doch deuten manche Namen darauf hin, dass unter den Vasenmalern auch ehemalige Sklaven oder Periöken waren. Zudem sind manche der bekannten Eigennamen nicht eindeutig zu interpretieren. So gibt es mehrere Vasenmaler, die als Polygnotos signiert haben. Wahrscheinlich handelt es sich hier um Versuche, vom Namen des großen Monumentalmalers zu profitieren. Ebenso könnte es sich im Falle anderer Maler mit berühmten Namen, wie Aristophanes, verhalten. Die Karrieren von Vasenmalern sind heute zum Teil recht gut dokumentiert. Neben Malern, die nur relativ kurz arbeiteten, ein bis zwei Jahrzehnte, gab es auch Maler, deren Schaffenszeit sich weitaus länger verfolgen lässt. Zu diesen lange wirkenden Künstlern gehören beispielsweise Duris, Makron, Hermonax oder der Achilleus-Maler. Da mehrfach der Wechsel vom Maler zum Töpfer zu beobachten ist, und des Öfteren unklar ist, ob manche Töpfer auch als Maler und umgekehrt gearbeitet haben, geht man davon aus, dass sich eine Karriere vom Gehilfen, denen beispielsweise die Bemalung der Vasen oblag, bis hin zum Töpfer möglich war. Mit der Einführung der rotfigurigen Malerei veränderte sich das Arbeitsbild der Töpfer und Vasenmaler offenbar jedoch erst zu dieser Arbeitsteilung, noch während der schwarzfigurigen Periode sind viele attische Töpfermaler bekannt, etwa Exekias, Nearchos oder möglicherweise auch Amasis. Durch die gestiegene Exportnachfrage wurden Umstrukturierungen im Produktionsprozess nötig, Arbeitsteilung wurde üblich und eine nicht immer eindeutige Trennung zwischen Töpfer und Vasenmaler wurde vollzogen. Wie schon erwähnt oblag das Bemalen der Gefäße wohl vor allem den jüngeren Gehilfen. Nun lassen sich dadurch einige Hinweise auf die Möglichkeiten der Handwerksgruppen schließen. So scheint es, als hätten im Allgemeinen mehrere Maler in einer Töpferwerkstatt gearbeitet, weil sich häufig zu ähnlicher Zeit bemalte Werke verschiedener Vasenmaler eines Töpfers finden. So arbeiteten beispielsweise für Euphronios unter anderem Onesimos, Duris, der Antiphon-Maler, der Triptolemos-Maler und der Pistoxenos-Maler. Andererseits konnten auch die Maler zwischen den Werkstätten wechseln. So arbeitete der Schalenmaler Oltos für mindestens sechs verschiedene Töpfer.

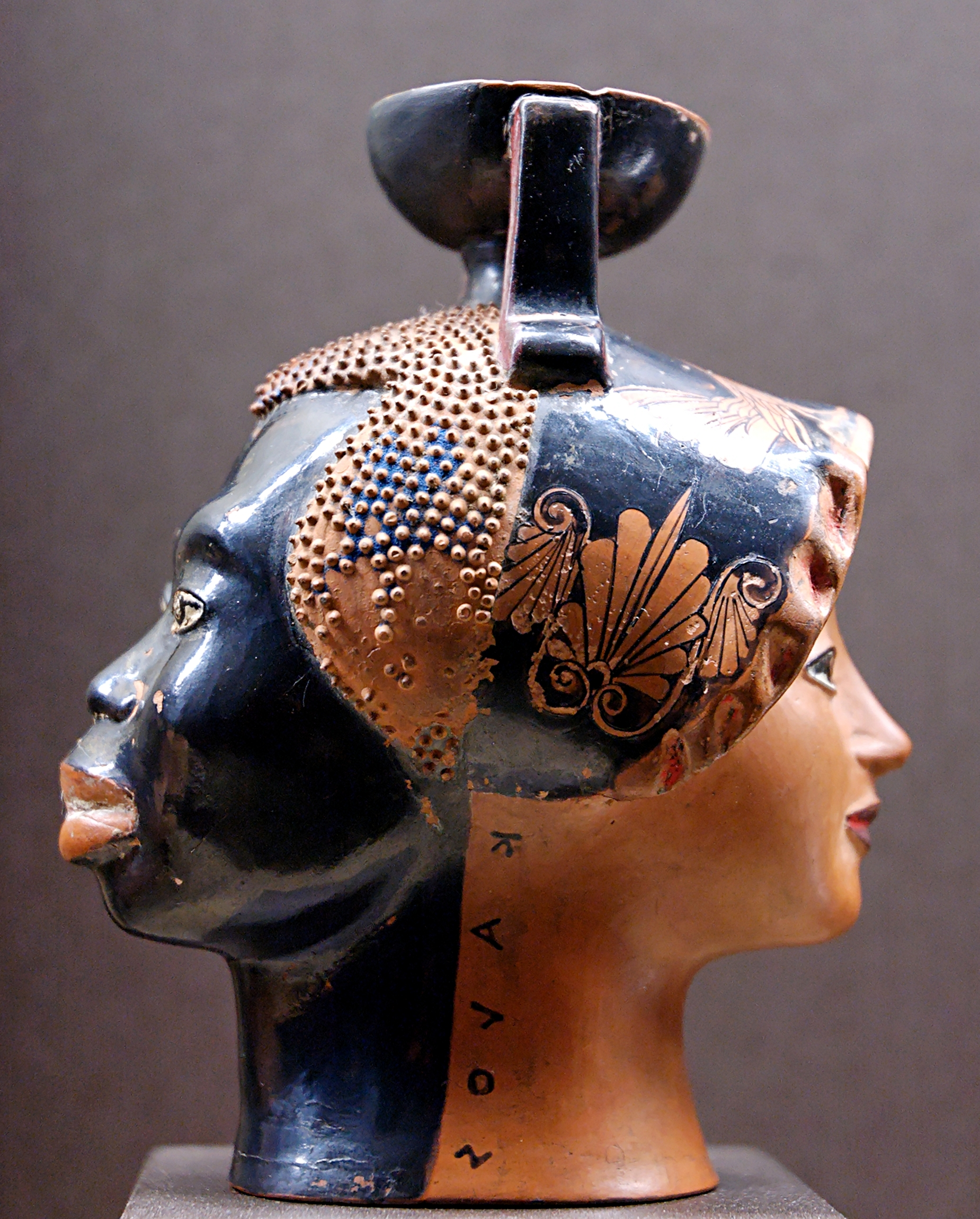
Kalos-Inschrift auf einem möglicherweise von Skythes bemalten Kopfgefäß der Epilykos-Klasse, um 520/10 v. Chr.

Auch wenn Vasenmaler aus heutiger Sicht oft als Künstler angesehen werden und die Vasen dementsprechend als Kunstwerke, entspricht dies nicht der antiken Sichtweise. Vasenmaler waren ebenso wie Töpfer Handwerker, ihre Produkte Handelsgut. Die Handwerker mussten ein angemessenes Bildungsniveau besessen haben, da vielfach auch andere In- und Beischriften zu finden sind. Zum einen handelt es sich um die schon erwähnten Kalos-Inschriften (auch Lieblingsinschriften genannt), zum anderen um Beschriftungen des Dargestellten. Doch konnte wohl nicht jeder Vasenmaler schreiben, wie manche Beispiele sinnlos aneinander gereihter Buchstaben zeigen. Doch ist zu beobachten, dass sich die Schreibkundigkeit seit dem 6. Jahrhundert v. Chr. stetig verbessert. Ob Töpfer und auch Vasenmaler zur attischen Elite gezählt haben, konnte bislang nicht befriedigend geklärt werden: Stellten die Maler bei Szenen aus dem Symposion, einem Vergnügen der Oberschicht, folglich selbst Erlebtes dar, sehnten sie sich nur nach der Teilnahme oder befriedigten sie schlicht einen Warenbedarf? Ein Großteil der produzierten Vasen wie Psykter, Kratere, Kalpis und Stamnos, aber auch Kylixes und Kanthares waren zumindest für diesen Zweck, das Symposion, bestimmt.
Aufwändig bemalte Vasen waren ein gutes, aber nicht das beste Tafelgeschirr, das ein Grieche besitzen konnte. Höher im Ansehen als solche Vasen stand metallenes Geschirr, vor allem natürlich aus Edelmetall. Dennoch waren solche Vasen keine ganz billigen Produkte. Vor allem große Exemplare waren kostbar. So kosteten große bemalte Gefäße um 500 v. Chr. etwa eine Drachme, was dem damaligen Tageslohn eines Steinmetzen entsprach. Andererseits können die keramischen Gefäße auch als Versuch interpretiert werden, Metallgeschirr zu imitieren. Es ist anzunehmen, dass die unteren sozialen Schichten eher einfachere, umfangreich durch Ausgrabungen nachgewiesene Gebrauchskeramiken nutzten. Noch weiter verbreitet war wahrscheinlich Geschirr aus vergänglichen Materialien wie Holz. Trotzdem zeugen zahlreiche Siedlungsfunde rotfiguriger Keramik, wenn auch nicht höchster Qualität, davon, dass diese Gefäße im Alltag genutzt wurden. Ein Großteil der Produktion war allerdings den Kult- und Grabgefäßen vorbehalten. In jedem Fall ist anzunehmen, dass die Herstellung hochwertiger Töpferwaren ein durchaus einträgliches Geschäft war. So wurden beispielsweise Reste eines kostspieligen Weihgeschenkes des Malers Euphronios auf der Akropolis von Athen gefunden. Unzweifelhaft ist, dass der Export der Keramik einen nicht zu unterschätzenden Anteil am Wohlstand der Stadt Athen hatte. So verwundert es auch nicht, dass viele Werkstätten ihre Produktion auf den Export ausgerichtet hatten und beispielsweise Gefäßformen herstellten, die in den Abnehmerregionen gefragt waren. Der Niedergang der Vasenmalerei setzt nicht zuletzt in der Zeit ein, als die Etrusker, wohl die Hauptabnehmer attischer Keramik, im 4. Jahrhundert v. Chr. unter immer größeren Druck durch süditalische Griechen und die Römer kamen. Vor allem seit der Niederlage der Etrusker gegen die Griechen 474 v. Chr. importierten diese viel weniger griechische Keramik und produzierten vermehrt selbst. Danach exportierten attische Händler vor allem innerhalb der griechischen Welt. Hauptgrund für den Niedergang war jedoch der für Athen immer schlechtere Verlauf des Peloponnesischen Krieges, der in der verheerenden Niederlage der Athener im Jahr 404 v. Chr. gipfelte. Von nun an kontrollierte Sparta den Handel mit Italien, ohne die wirtschaftliche Kraft zu besitzen, ihn auszufüllen. Attische Töpfer mussten sich ein neues Absatzgebiet suchen und fanden es am Schwarzen Meer, in Spanien und in Südfrankreich. Diese Vasen sind meist von geringerer Qualität und wurden vor allem wegen ihres „exotischen Flairs“ gekauft. Doch erholte sich Athen und auch die Töpferindustrie nie mehr ganz von der Niederlage und es zog schon im Verlauf des Krieges einige Töpfer und Vasenmaler nach Unteritalien, wo die wirtschaftliche Basis besser war. Bezeichnend für die Ausrichtung der attischen Vasenproduktion auf den Export ist der nahezu vollständige Verzicht auf die bildliche Darstellung von Theaterszenen. Denn Käufer aus anderen Kulturkreisen, etwa Etrusker oder später Abnehmer im heutigen Spanien, hätten die Darstellungen nicht verstanden oder sie nicht interessant gefunden. In der nicht auf den Export ausgerichteten unteritalischen Vasenmalerei hingegen sind Vasen mit Bildern aus dem Theaterbereich keine Seltenheit. Ein weiterer Grund für das Produktionsende figürlich dekorierter Vasen war eine Veränderung des Geschmacks, die mit dem beginnenden Hellenismus einsetzte.